# Débat sur l'énergie nucléaire
Le débat sur l'énergie nucléaire est un des sujets du débat politique. Les politiques énergétiques sont différentes d'un pays à l'autre, la majorité des pays n'a jamais produit d'électricité issue de l'utilisation de l'énergie nucléaire, d'autres ont programmé une sortie du nucléaire civil, ou bien ont décidé un moratoire pour la construction de nouveaux réacteurs nucléaires, ou même acté une interdiction d'exploitation ou d'importation d'électricité d'origine nucléaire dans leur législation. D'autres encore ont lancé un ou plusieurs projets de centrales nucléaires. Suivant les pays, des travaux de réalisation ou de démantèlement sont en cours.
La politique du nucléaire civil et sa place dans le mix énergétique font l'objet de réflexions à long terme et s’appuient sur l'arbitrage entre les risques, les conséquences sanitaires et environnementales, les implications socioéconomiques, les coûts, la gestion des déchets radioactifs, ainsi que les avantages et inconvénients associés à la production électronucléaire, particulièrement ses faibles émissions de gaz à effet de serre.

## Thématiques et participants

### Thématiques du débat
Le débat sur l'énergie nucléaire porte sur plusieurs questions distinctes, qui impliquent essentiellement :
- les risques technologiques et environnementaux liés à l'industrie nucléaire (pollution radioactive) ;
- les risques liés au stockage et au traitement des déchets radioactifs (ceux-ci pouvant avoir une période radioactive de plusieurs milliers d'années) ;
- les conséquences d'un accident grave ou majeur menant à une catastrophe nucléaire depuis les précédents de Tchernobyl et de Fukushima ;
- les aspects politiques, problème de l'usage du secret dans des démocraties, légitimé pour des raisons de sécurité nationale ; question de géopolitique, de l'impact du nucléaire dans la politique énergétique des États, et donc de ses conséquences sur la croissance économique et la position politique ;
- les amalgames et la perméabilité entre nucléaire civil et nucléaire militaire (prolifération nucléaire) ;
- l’utilisation de l’énergie nucléaire pour la réduction des émissions de gaz à effet de serre[1], émissions quantifiées en équivalent CO2 ;
- la discussion économique sur le mix énergétique prenant en compte l'ensemble du coût du cycle de vie de l'énergie nucléaire comme des autres technologies ;

ainsi que :
- les risques liés au terrorisme ;
- les risques induits par une guerre ;
- le réchauffement des milieux ;
- les conséquences sur la structure des réseaux électriques dues à la taille et à la situation des unités de production ;
- les risques géopolitiques et de dépendance liés à l’approvisionnement en combustible (matières fissibles pour l’énergie nucléaire, charbon, gaz, pétrole).
- le risque stratégique d'un mur énergétique: l'âge moyen des réacteurs français est de 37,5 ans en 2023. La fin de vie simultanée de la plupart des réacteurs risque de faire plonger brutalement la production d'électricité française en quelques années. Pour réussir à sortir la France de sa dépendance aux énergies fossiles, et pour compenser la baisse de production, il faut construire rapidement des moyens de production décarbonés de substitution, les trois pistes les plus plausibles sont le nucléaire, l'éolien et le photovoltaïque. La fenêtre pour réussir à les construire à temps pour éviter ce mur énergétique se réduit chaque jour.

Les évolutions technologiques futures, visant à améliorer la production d’énergie d’origine nucléaire, font l’objet d’une thématique à part entière (nouvelles générations de réacteurs nucléaires).

### Participants au débat

#### Industriels du secteur
Des industriels du secteur (Areva devenu Orano, Électricité de France, Toshiba-Westinghouse Electric, Mitsubishi Heavy Industries, etc.) exercent des actions de lobbying sur les pouvoirs publics visant à promouvoir l’énergie nucléaire (construction de nouveaux réacteurs, attribution de budgets de recherche…) comme de publicité à destination de l'opinion publique.

#### Organisations non gouvernementales nationales et internationales

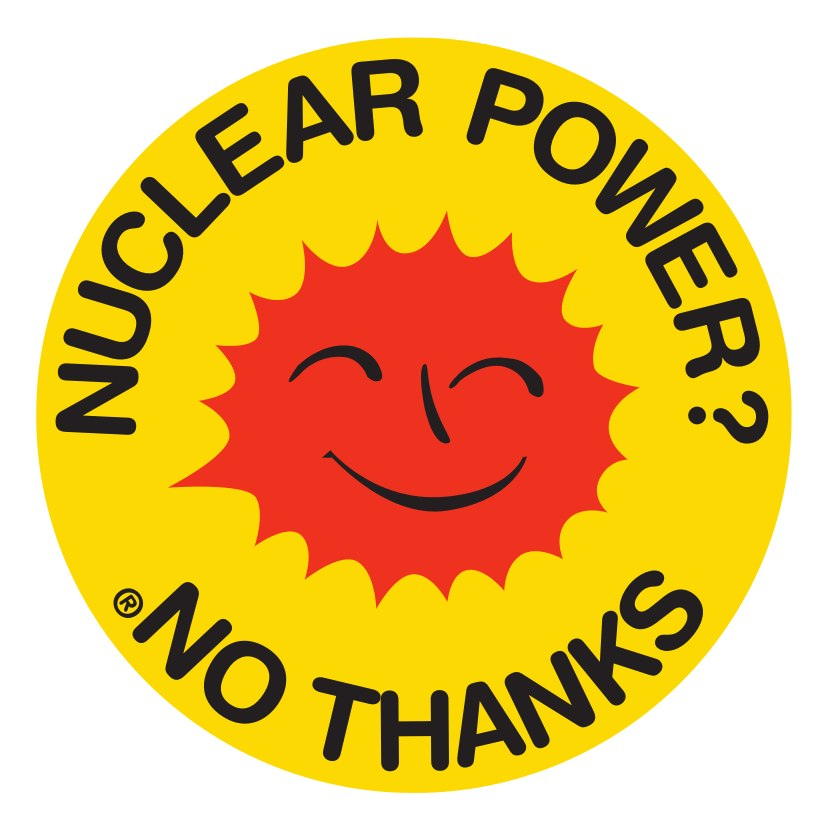
Logo antinucléaire dit « soleil souriant ».

Des organisations non gouvernementales, nationales et internationales opposées à l’utilisation de l’énergie nucléaire (Greenpeace, Les Amis de la Terre, Réseau Sortir du nucléaire, WWF, etc.) exposent à l'opinion publique leurs conceptions quant aux risques nucléaires et au caractère non nécessaire de l'énergie nucléaire, afin de la mobiliser pour peser sur les États de sorte qu'ils restreignent son utilisation (fin de l’exploitation des centrales nucléaires en service ou de faire annuler les projets de nouveaux réacteurs nucléaires, en vue de la sortie du nucléaire civil).
Le débat de sortie du nucléaire a déjà été tranché par certains pays. En France, ce thème fait partie du débat mais a du mal à s'affirmer vu le poids du nucléaire dans le mix énergétique dans la production d'électricité. En octobre 2021, l'association négaWatt, utilisant le concept denégawatt, dessine un scénario pour atteindre la neutralité carbone autour de trois directions : sobriété, efficacité et renouvelables. Cela se traduit par les choix structurants, pas de construction de nouveau réacteur nucléaire, une consommation d’énergie divisée par deux, une production électrique 100 % issue des énergies renouvelables. Ce scénario prévoit la fermeture du dernier réacteur nucléaire en 2045. Cela nécessiterait à prioriser les besoins essentiels dans les usages individuels et collectifs. Il s’agit, par exemple, d’éliminer les gaspillages, de contenir l’étalement urbain, de préférer le vélo à la voiture…,.
Certains écologistes sont favorables à l'utilisation de l'énergie nucléaire,. Elles s'efforcent de faire valoir les avantages écologiques de l'énergie nucléaire. D'autres organisations soutiennent le nucléaire civil, comme la Société française d’énergie nucléaire (SFEN), qui informe et produit des analyses sur l'énergie nucléaire depuis 1972 et promeut un « écomodernisme » présentant le nucléaire comme « un allié durable de la transition énergétique mondiale », ou la Société nucléaire européenne, qui se donne pour objectif de promouvoir et de contribuer à l'avancement de la science et du génie liés à une utilisation pacifique de l'énergie nucléaire.

#### États

##### France
En France, il s'agit surtout :
- de la Direction générale de l'énergie et du climat (DGEC) ;
- de l’Autorité de sûreté nucléaire (ASN) et de son appui l’Institut de radioprotection et de sûreté nucléaire (IRSN) ;
- du Haut Comité pour la transparence et l’information sur la sécurité nucléaire (HCTISN)[7] ;
- de l’Office parlementaire d'évaluation des choix scientifiques et technologiques (OPECST)[8].

Le débat a aussi été porté en France à la CFDT par Bernard Laponche, polytechnicien (1957) et docteur ès sciences (physique des réacteurs nucléaires), qui a participé à l'élaboration des premières centrales nucléaires françaises au Commissariat à l'énergie atomique, de 1961 à 1973.

##### États-Unis
Aux États-Unis, il s'agit de la Commission de régulation nucléaire (Nuclear Regulatory Commission ou NRC) qui est l'agence indépendante du gouvernement des États-Unis, fondée par la loi de réorganisation de l'énergie (Energy Reorganization Act) en 1974 et ouverte en 1975.

##### Japon
Au Japon, il s'agit actuellement de la nouvelle Autorité de réglementation du nucléaire créée le 19 septembre 2012 à la suite de l'accident nucléaire de Fukushima

#### Organisations, agences et institutions internationales
Des organisations internationales telles l’Agence internationale de l'énergie atomique (AIEA) ou l’Agence pour l'énergie nucléaire (AEN) ont pour objectif officiel de promouvoir les usages pacifiques de l’énergie nucléaire (à travers des actions d’information, de communication, etc.) et limiter ses usages militaires (contrôle du respect du Traité de non-prolifération nucléaire), et d’organiser la coopération (normalisation des règles de sûreté nucléaire, recherche et développement conjointe, etc.) entre les différents pays. L'eurodéputée Rebecca Harms (Alliance 90 / Les Verts) a accusé l'AIEA de partialité et critique notamment, parmi d'autres personnalités ou organisations, son contrôle de la communication de l'Organisation mondiale de la santé (OMS), se déclarant en faveur d'une indépendance de cette dernière par souci de la neutralité de l'expertise sur le sujet de la santé.

#### Associations locales
Des associations locales, constituées par des riverains des centrales nucléaires pour défendre leur environnement local (par exemple Stop Golfech en Tarn-et-Garonne, le Comité pour la sauvegarde de Fessenheim et de la plaine du Rhin, Médiane en Provence, Virage énergie Nord-Pas-de-Calais) se soucient des conséquences de la pollution radioactive sur l'agriculture et la santé.

#### Autres
D’autres acteurs, favorables ou non à l'énergie nucléaire, participent au débat : de nombreuses associations nationales ou locales (Nimby), des organismes de recherche, des experts, des citoyens, des syndicats et partis politiques, etc.
De manière informelle, un mouvement pro-nucléaire mettant en jeu de nombreux acteurs (industriels, technocrates, organisations étatiques, associations d'experts, associations écologiques…) s'implique dans le débat en avançant les arguments pronucléaires.

## Risques liés au nucléaire

### Introduction
L’appréciation des risques liés à l’industrie nucléaire, en particulier de ce qui conduirait à un accident nucléaire grave, constitue un thème central du débat. Comme l'écrivent Jean-Claude Debeir, Jean-Paul Deléage et Daniel Hémery dans leur ouvrage d'histoire de l'énergie « l'aléatoire industriel […] ne naît pas avec l'électronucléaire, mais avec lui, il atteint à l'excessif et à l'incalculable ».
Le risque d’accident nucléaire grave ou d’un autre problème impliquant l’industrie nucléaire (détournement à des fins militaires notamment) est universellement reconnu et le débat porte d’une part sur l’évaluation de sa probabilité et, d'autre part, sur la gravité des conséquences. L’évaluation combinée de ces deux facteurs offre une perception globale du risque. Ces débats tournent donc autour de la formulation du principe de précaution et de la prévention des risques.
En France le principe de précaution, inscrit dans la Charte de l'environnement (2004), a valeur constitutionnelle.
Jean-Claude Debeir, Jean-Paul Deléage et Daniel Hémery écrivent dans leur ouvrage : « le nucléaire déplace les risques, avec lui ce sont les cycles écologiques qui peuvent se trouver contaminés sans que l'on puisse agir sur cette contamination. Même si la probabilité de l'accident est très réduite, le nucléaire introduit dans l'histoire humaine la notion de risque majeur. Ce n'est plus seulement une population statistique définissable qui est concernée mais, potentiellement, l'espèce elle-même ». C'est également le sentiment de Jacques Ellul qui soutient que « la question de la possibilité du risque technologique majeur éclipse celle de sa probabilité ». Pour ces auteurs, le principe de précaution exige donc la prévention des risques liés au nucléaire en raison de la possibilité, même faible, d'une catastrophe nucléaire.
Cette perception globale, suivant qu’elle amènera à considérer le risque comme acceptable ou non, constitue une ligne de démarcation majeure entre partisans et opposants à l'énergie nucléaire.

### Études sur la perception des risques en France
En France, l'IRSN a relevé en 2007 une perception différente des experts et de l'opinion publique sur l’importance des risques nucléaires : les retombées radioactives de la catastrophe de Tchernobyl présentent un risque « élevé » voire « très élevé » pour 54 % du grand public contre 18 % des experts interrogés, les déchets radioactifs entraînent un risque élevé pour 57 % du grand public et 25 % des experts et les centrales nucléaires sont dangereuses pour 47 % du grand public et 19 % des experts.
Les propos tenus par des journalistes interprétant, dix ans après l'évènement, de manière imagée et récurrente, les positions rassurantes des organismes officiels lors de la catastrophe de Tchernobyl ont joué un rôle certain dans la résistance psychologique du public français face à l'industrie nucléaire.
Le baromètre 2022 de l'IRSN indique que le dérèglement climatique et la santé sont devenus les deux préoccupations principales des Français, que 64 % des Français font confiance aux institutions scientifiques (+3 points). L'opinion des Français sur le nucléaire s'est sensiblement améliorée : 60 % (+7 points) affirment que « la construction des centrales a été une bonne chose », 16 % sont en désaccord. 44 % sont pour la construction de nouvelles centrales nucléaires (+15 points), tandis que 29 % sont contre. 46 % sont désormais opposés à la fermeture des centrales (+14 points), tandis que 26 % y sont favorables.

### Risque d’accident grave

#### Prise en compte du risque d’accident par l’industrie nucléaire
L'industrie nucléaire, des scientifiques et des chercheurs du domaine font valoir qu'une culture de la sûreté nucléaire s'est développée, et que la conception d'une centrale nucléaire intègre une « analyse de sûreté » visant à réduire à la fois la probabilité d'occurrence d’un accident nucléaire et ses conséquences potentielles, grâce à deux logiques d’analyse :
- une analyse probabiliste, utilisée au niveau international, cherche à calculer la probabilité d'occurrence de chaque défaillance potentielle pour en déduire la probabilité d'un évènement redouté puis prendre des mesures pour minimiser cette probabilité ;
- une analyse déterministe, réservée aux évènements de dimensionnement forfaitaires, non probabilisés (comme le risque terroriste ou sismique[19]) consiste — à partir du principe que le problème survient — à chercher à en réduire les conséquences (par exemple en créant des enceintes de confinement).

L'erreur humaine, un risque dont on ne peut pas s'affranchir, est susceptible d'intervenir à l'origine ou à chaque étape d'un processus menant à une défaillance majeure,,.
Les opposants au nucléaire estiment que cette prise en compte des risques par les industriels est insuffisante pour assurer la sûreté nucléaire. Selon eux, des contraintes de rentabilité peuvent pousser les industriels ou l’État à sous-évaluer certains risques.
Par ailleurs, des documents confidentiels révélés par le Réseau Sortir du Nucléaire et issus de la communication interne d'Areva montrent que les centrales nucléaires françaises ne sont pas adaptées pour résister à la chute d'avion de ligne terroriste. Un documentaire Arte de 2015, montre la problématique du risque terroriste nucléaire.
L'étude des scénarios d’accidents sert surtout à bien dimensionner la prévention par rapport aux risques réels,. Plusieurs centrales sont jugées comme étant exposées à des risques sismiques ou d'inondation non négligeables et non pris en compte
La catastrophe de Fukushima a obligé la filière nucléaire à se préparer à des situations jugées jusqu'alors trop peu probables. Un certain nombre d’améliorations ont été demandées pour faire face à un séisme ou à une inondation telles que renforcer la robustesse des installations existantes et des capacités d’organisation (par exemple des groupes électrogènes Diesel d’ultime secours, des digues de protection plus élevées, une Force d'action rapide du nucléaire (FARN), etc.). La capacité des centrales nucléaires françaises à faire face à des aléas climatiques extrêmes a été significativement renforcée depuis 2011, mais l'ensemble des mesures post-Fukushima ne seront pas mises en œuvre avant 2035.
Selon lRSN les probabilités que de tels accidents se produisent en France sont très faibles :
- l'accident nucléaire de Saint-Laurent-des-Eaux de 1969 est survenu quelque mois après sa mise en service ; il a été classé au niveau 4 de l'échelle internationale des évènements nucléaires (INES) à sa création ;
- le plus grave s'est déroulé dans la même installation en 1980 et a été classé au même niveau 4 de l'échelle INES à sa création;
- l’analyse des incidents survenus à la centrale nucléaire du Blayais lors de la tempête du 27 décembre 1999, le classe au niveau 2. Incident maîtrisé ou scénario catastrophe évité de justesse ? L'interprétation est sujet à débat mais devant la gravité de l'événement, la crise devient nationale pour l'ASN, et le plan d'urgence interne niveau 2 est déclenché, activant la cellule de crise et mobilisant les meilleurs experts jusqu'à la maîtrise et la fin de l'incident[31],[32]. La conclusion du rapport sur le contrôle de la sûreté et de la sécurité des installations nucléaires du Sénat en 2000 juge qu'« il est difficile de parler d’accident au sens commun du terme mais plus d’incident sérieux : à aucun moment nous ne sommes trouvés en présence d’une défaillance du réacteur lui-même mais de systèmes de sécurité redondant. L’image la plus exacte est peut-être celle de la voiture dont le freinage normal fonctionne mais non le frein à main et les airbags, elle peut continuer à rouler mais son niveau de sécurité n’est pas satisfaisant. Aussi parler d’accident au sens de Three-Milles-Island ou de Tchernobyl est-il non seulement excessif mais intellectuellement malhonnête »[33].

#### Probabilité d’occurrence d’un accident nucléaire
Un accident nucléaire peut avoir de nombreuses causes : internes (rupture de tuyauterie, perte d'un système de refroidissement ou de l'alimentation électrique, etc.) ou externes (séisme, guerre, terrorisme, etc). L'exploitant est, et reste, le principal responsable en cas d'accident, hormis en cas de guerre ou d'attentat (qui relèvent des autorités de Défense). Des réseaux de recherche se construisent dans le monde pour étudier le risque d'accident grave et les moyens de le réduire, dont en Europe avec le programme SARNET (Severe Accident Research NETwork of excellence), cofinancé par la Commission européenne, créé en mars 2004. Il regroupe des organismes représentant environ deux cents chercheurs travaillant sur les accidents graves de réacteurs.
Pour un réacteur nucléaire à eau pressurisée (REP) tels ceux exploités en Europe de l’Ouest, le risque de fusion du cœur est estimé à 5 × 10-5 (soit 1/20 000) par réacteur et par an. Les centrales équipées de réacteurs de type REP intègrent des enceintes de confinement en béton dans le but est d’empêcher les matériaux radioactifs de se répandre dans l’environnement en cas de fusion du cœur. C’est ce qui s’est passé à la centrale nucléaire de Three Mile Island (voir ci-dessous). Une étude du MIT estime que la probabilité de rupture de l’enceinte de confinement en cas de fusion du cœur est de 10 %. Certaines centrales en activité (hors de France) ne disposent pas d’une enceinte de confinement, notamment celles comportant un réacteur de grande puissance à tubes de force (RBMK, comme ceux de la centrale nucléaire de Tchernobyl).
Les antinucléaires contestent les conclusions de ces études, en arguant de la partialité des organismes les ayant financés. Ils affirment que les risques réels sont bien supérieurs et citent diverses défaillances qui, d’après eux, contredisent les études officielles (notamment l’inondation de la centrale nucléaire du Blayais en décembre 1999, ou, plus récemment, les conséquences d’un tremblement de terre sur la centrale nucléaire de Kashiwazaki-Kariwa en juillet 2007, la mauvaise communication sur la fuite de la centrale nucléaire de Krško en juin 2008)[réf. nécessaire].
L’expérience de la catastrophe de Fukushima a conduit de nombreux pays à rehausser les exigences de sûreté. En France, selon l’Institut de radioprotection et de sûreté nucléaire (IRSN) en 2021, les installations nucléaires sont désormais pensées pour faire face à des agressions naturelles ayant beaucoup moins d’une chance sur dix mille (soit 1/10 000) de survenir chaque année,.

#### Typologie d’un accident nucléaire grave
Un accident majeur pourrait aussi résulter d'un enchainement de petites erreurs ou de circonstances défavorables ou aggravantes. Pour cette raison, en France, l'inspecteur général de la sûreté nucléaire d'EDF rappelait en 2005 que « même si, en regard d’autres industries, nos activités nucléaires sont sûres et les marges importantes, nous devons faire preuve d’une vigilance encore plus forte qu’ailleurs en raison des risques potentiels ».
Trois types principaux d'accident grave sont possibles sur les centrales nucléaires :
- le feu de sodium, dans les réacteurs refroidis au sodium liquide (ex. : Superphénix en France et le réacteur Monju au Japon, arrêtés définitivement) ;
- les accidents de perte de refroidissement (du réacteur ou de la piscine de stockage du combustible usé). Ils sont à cinétique plutôt lente (le combustible fond plusieurs heures après l'arrêt de la réaction nucléaire faute d'un refroidissement suffisant, par exemple, à la suite d'une panne du système de refroidissement du combustible ou d'un manque d'eau). Le déroulement peut être plus rapide voire assez brutal en cas de vidange accidentelle rapide du réacteur ou de la piscine de stockage de combustible, à la suite par exemple, d'une rupture d'intégrité des tuyauteries ou de la structure[41] ;
- les accidents de réactivité[42], à cinétique plus rapide, où la réaction nucléaire s'emballe et conduit à une production massive d'énergie dans le cœur du réacteur. Cette énergie peut conduire à la fusion du combustible et par suite à une perte de radionucléides toxiques et radioactifs dans le circuit primaire.

Dans les deux derniers cas, en cas de mise à l'air du combustible, un scénario redouté est celui de formation massive d'hydrogène par hydrolyse de l'eau à haute température et sous l'effet des rayonnements α, β et γ (phénomène dit de « radiolyse »), catalysée en condition humide par des réactions chimiques entre le métal des gaines du combustible et l'eau). Par la suite, l'enceinte du réacteur peut être endommagée par une explosion d'hydrogène, ou à cause d'une explosion vapeur due à l'interaction entre le combustible fondu et l'eau.
Sur les réacteurs les plus récents, le danger de voir un accident de réactivité conduire à une explosion du réacteur (comme à Tchernobyl) est maintenant jugé improbable. Ces réacteurs intègrent des mesures actives et passives de sûreté, comme un coefficient modérateur négatif, deux à quatre voies indépendantes d'injection de sécurité, un système de traitement de gaz empêchant la formation d'un mélange inflammable d’hydrogène, et un récupérateur de corium permettant la gestion des accidents graves avec fusion de cœur. Des avaries techniques ne suffiraient donc plus à conduire à ce type d'accident, il faudrait cumuler un non-respect complet des procédures de conduite et la désactivation de nombreuses sécurités,.
Une autre possibilité d'accident grave est liée au transport du combustible nucléaire neuf, usagé, retraité,,,,. Il se fait par camion ou train et le simple risque d'un accident de la route ou ferroviaire ne peut pas être négligé. Des transports ont lieu aussi par bateaux, avant et après le traitement du combustible usé, lorsqu'il vient du ou retourne vers le pays d'origine des matériaux résultant des processus industriels (combustible neuf, plutonium, MOX, déchets vitrifiés…).

#### Accidents nucléaires
Un accident nucléaire se produit lorsqu'au moins un de ces trois domaines n'est pas maîtrisé :
- maîtrise de la réactivité : Tokaimura, Tchernobyl ;
- maîtrise du confinement : Tchernobyl, Fukushima ;
- maîtrise du refroidissement : Three Mile Island, Fukushima.

Les accidents les plus fréquemment mis en avant sont :
- l'accident nucléaire de Three Mile Island en 1979, classé au niveau 5 sur l’échelle internationale des évènements nucléaires (INES)[52], impliquant un réacteur à eau pressurisée (REP) de technologie Babcock (générateurs de vapeur à tubes droits), qui a vu la fusion partielle du cœur du réacteur à la suite d'un enchaînement de défaillances techniques et d’erreurs de conduite. Cet accident a eu des conséquences limitées grâce à l’enceinte de confinement[53] ;
- la catastrophe de Tchernobyl en 1986, classée au niveau 7 sur l’échelle INES, qui illustre les conséquences d’un accident majeur. Les opposants à l’énergie nucléaire mettent notamment en avant le fait que le vieillissement des installations (et le vieillissement des matériaux soumis à irradiation) conduit à une augmentation du risque d’accident grave. Les physiciens, concepteurs et exploitants de réacteurs nucléaires pointent quant à eux la conception des RBMK (notamment réacteur non-stable et absence d'enceinte de confinement[54]) qui est largement différente de celle des réacteurs occidentaux en service à l'époque REP, REB et CANDU. Cette catastrophe de grande ampleur sur un réacteur RBMK jeune au moment de l'accident (connecté au réseau en 1983) a ainsi pour causes les défauts notoires de conception, les manques de formation des opérateurs et intervenants (manque de culture de sûreté, non-respect des procédures d'exploitation et des règles élémentaires de sûreté) et des moyens insuffisants d'intervention et organisation de crise[55] ;
- l'accident nucléaire de Fukushima en 2011, sur des réacteurs de type Mark 1, de conception ancienne, de General Electric[56]. Il s'agit de la deuxième catastrophe de centrale nucléaire de l'histoire classée au niveau 7, le plus élevé sur l'échelle internationale des événements nucléaires (INES), caractérisée, à la suite de la coupure de l'alimentation électrique et d'une défaillance des générateurs de secours, par la perte du système de refroidissement qui a entraîné la fusion du combustible de trois des six réacteurs de la centrale, le volume important des rejets radioactifs dans l'air et l'Océan Pacifique dû à la rupture des enceintes de confinement, à l'explosion des bâtiments provoquée par l'hydrogène, à l'eau utilisée pour le refroidissement en continu des cœurs de réacteurs transformés en corium.

Il s'agit d'accidents très différents, tant par leurs causes que leurs conséquences sur l'environnement et par la manière dont ils ont été gérés :
- à Three Mile Island (TMI) et à Fukushima (2011), les cœurs ont fondu, faute d'eau de refroidissement, après arrêt de la réaction nucléaire (maîtrise du refroidissement) ; la présence d'une enceinte de confinement à TMI a limité les conséquences sanitaires de cet accident, les personnes irradiées ayant (selon la Société américaine pour l’énergie nucléaire) reçu en moyenne l’équivalent d’une radio des poumons[57] ;
- à Fukushima,
  - sachant qu'historiquement les tsunamis de cette ampleur sur la côte pacifique du Japon ne sont pas rares, la protection de la centrale contre de tels tsunamis était sous-estimée[58],[59] (maîtrise du refroidissement),
  - afin de maintenir l'intégrité globale des caissons de confinement insuffisamment résistants[56], les dépressurisations volontaires de ces caissons ont eu pour conséquences des rejets importants (maîtrise du confinement) et l'explosion des superstructures des bâtiments réacteurs dues à l'hydrogène rejeté sous les toits dans un espace confiné,
  - ensuite, les refroidissements des cœurs en circuit ouvert ont entraîné d'autres rejets importants d'eau radioactive en mer (maîtrise du confinement) ;
- à Tchernobyl, un emballement de la réaction nucléaire d'un réacteur instable, consécutif à un essai non maitrisé par manque de culture de sûreté[60], a conduit à une explosion (maîtrise de la réactivité et du confinement). Il n'est d'ailleurs pas certain qu'une enceinte de confinement autour du réacteur de Tchernobyl aurait pu résister à la puissance de l'explosion. Il y a eu aussi fusion du cœur et formation d'un corium contenant une grande quantité de plutonium[51] ;
- l'accident nucléaire de Tokaimura en 1999 illustre les risques liés au facteur humain : manque de formation et de culture de sûreté du personnel (maîtrise de la réactivité)[61],[62].

### Risques liés à l’impact des installations nucléaires en fonctionnement normal

#### Risques liés aux rejets radioactifs
Les centrales nucléaires et, plus généralement, la plupart des installations nucléaires réalisent en fonctionnement normal des rejets radioactifs atmosphériques et liquides dans l'environnement. Ces rejets peuvent entraîner une exposition radiologique de la population. En France, ils font à ce titre l'objet d'un processus d'autorisation auprès de l'Autorité de sûreté nucléaire, au cours duquel l'impact de ces rejets sur la population est évalué, et d'une comptabilisation permanente par les exploitants (des contrôles ponctuels étant réalisés par l'Institut de radioprotection et de sûreté nucléaire).
Lors des périodes de sécheresse (2019, 2022), l'étiage des fleuves ne permet pas une dilution suffisante des rejets des centrales qui les bordent. Ceux-ci sont alors stockés en attendant que le niveau du cours d'eau remonte. Quand les capacités de stockage sont atteintes, la centrale concernée est arrêtée.
L'Institut de radioprotection et de sûreté nucléaire (IRSN) estime qu'en France l'exposition moyenne due aux installations nucléaires est de 0,01 mSv, pour une exposition totale d'environ 4,5 mSv en moyenne dont exposition naturelle : 2,9 et artificielle (médicale et autre) : 1,6.

#### Risques liés à l’extraction du minerai
Les mines d’uranium françaises sont toutes fermées aujourd’hui. 76 000 tonnes d'uranium ont été extraites du sous-sol français. 17 sites de stockage contiennent les résidus de traitement des minerais d'uranium sur le territoire français. Les anciens sites sont presque tous sous responsabilité d'Orano. Ces sites ont fourni 52 millions de tonnes de minerais, ont laissé environ 166 millions de tonnes de stériles radioactifs et 51 millions de tonnes de résidus de l’exploitation, considérés non dangereux, ont été laissés sur place. De faible activité, leur important volume induirait pourtant des risques : dégagement de radon, dissémination de radium emporté par l’eau de pluie pouvant polluer l'eau et se concentrer dans les végétaux. La CRIIRAD dénonce la contamination des eaux potables et la dispersion de ferrailles contaminées par les mines exploitées, dans plusieurs régions françaises, et au Niger, d’où provient une partie de l’uranium utilisé en France.

#### Risques sanitaires liés à l'énergie nucléaire
Selon un grand nombre d'études, les risques réels pour la santé de l'énergie nucléaire sont sans commune mesure avec les préjugés que suscite cette technologie. Une étude parue dans la revue médicale The Lancet, à partir des résumés des données de communauté médicale mondiale par l'UNSCEAR et l'OMS, montre que l'énergie nucléaire a provoqué moins de décès et de blessés que chacune des autres énergies majeures, qu'elles soient fossiles comme le charbon, le pétrole et le gaz, ou renouvelable, comme l'hydroélectricité, logique confirmée par des calculs étendus aux autres sources renouvelables sur Forbes. Ainsi, selon une autre étude du Goddard Institute de la NASA par le climatologue et lanceur d'alerte James E. Hansen, l'utilisation de cette énergie a permis d'éviter 1,84 million de décès prématurés sans compter les risques liés à l'émission de 64 milliards de tonnes d'équivalent CO2, comme un changement climatique brutal

#### Risques liés au refroidissement des centrales
Pour assurer leur refroidissement, les installations nucléaires, comme les centrales thermiques à flamme, prélèvent puis rejettent de l’eau dans les rivières ou la mer, une autre partie étant retournée au milieu environnant par évaporation.

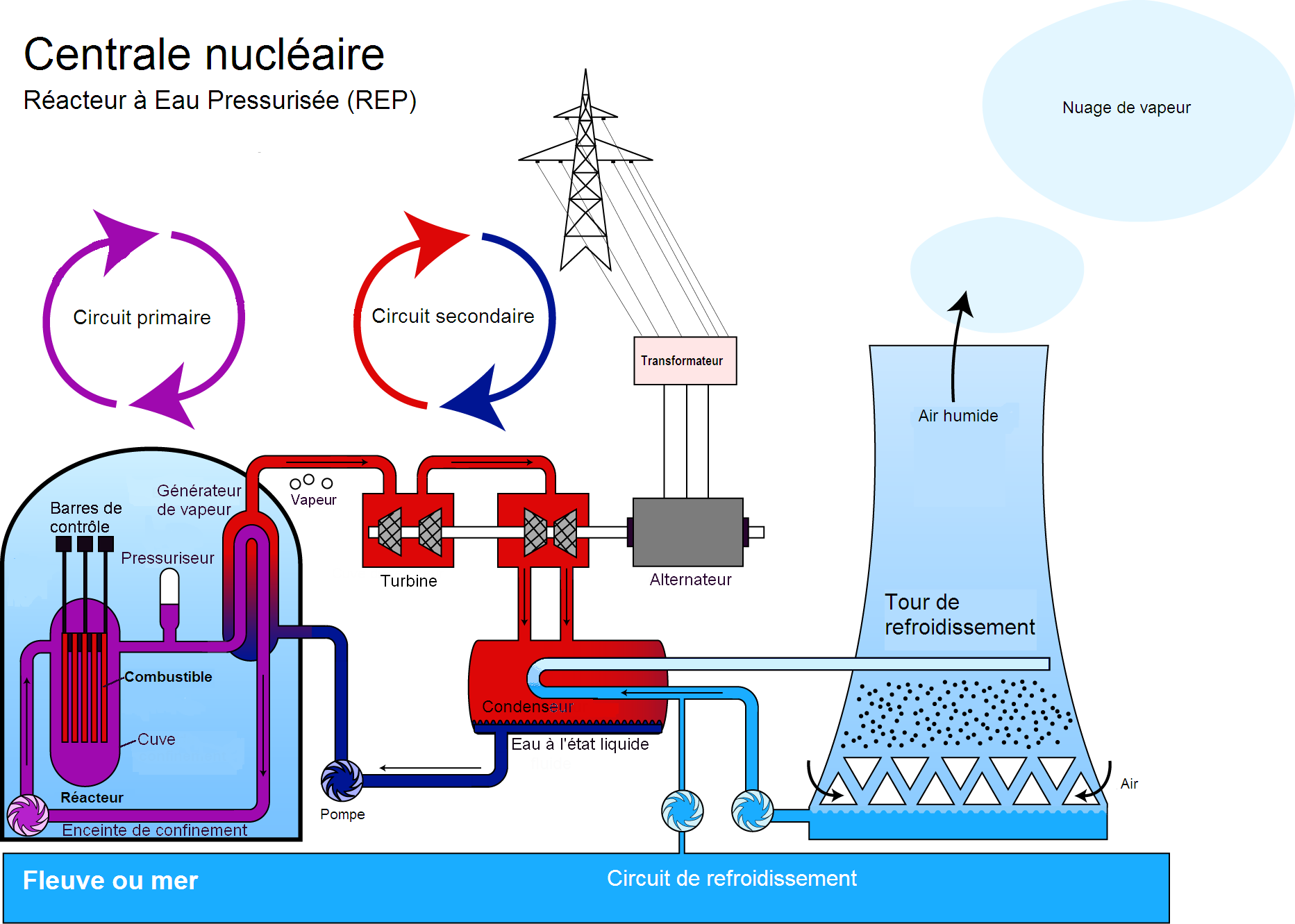
Schéma de principe d'une tranche nucléaire comprenant un réacteur à eau pressurisée (REP) et une tour de refroidissement.

Selon un rapport d’EDF, en France, « annuellement, en moyenne, le volume d’eau nécessaire au fonctionnement du circuit de refroidissement d’un réacteur est compris entre 50 millions de mètres cubes (si le refroidissement est assuré par un aéroréfrigérant) et 1 milliard de mètres cubes (si l’eau est rejetée directement dans le milieu naturel), soit respectivement un besoin de 6 à 160 litres d’eau prélevés pour produire 1 kWh » ; « le secteur industriel de l’énergie représente 64 % environ des prélèvements d’eau dans le milieu naturel en France et 22 % de la consommation d’eau ». De ce volume, 97,5 % sont restitués au milieu,.
Cette eau est rejetée à une température plus élevée, générant une pollution thermique. La chaleur affecte l’écosystème des rivières et des milieux marins.
La réglementation française régissant le fonctionnement des centrales impose des limites aux rejets d’eau chaude et aux rejets chimiques. Selon le Réseau Sortir du nucléaire, lors de la canicule de 2003, six centrales françaises ont connu des problèmes pour se conformer aux limites de température, et le réseau a répertorié trente journées où les rejets sont sortis de la limite réglementaire, malgré les dérogations accordées cette année-là par l’Autorité de sûreté nucléaire (ces dépassements d'autorisation sont des « anomalies » de niveau 1 sur l'échelle INES et sont en France publiés sur le site de l'ASN). Les antinucléaires critiquent vivement ces décisions, le Réseau Sortir du nucléaire accuse EDF de « sacrifier l’environnement au profit de la production nucléaire ».
Les canicules de 2003 et de 2006 ont suscité des problèmes pour les centrales nucléaires dus au débit insuffisant des rivières lors de l’étiage : certains réacteurs ont dû fonctionner à bas régime, d’autres être arrêtés, l’eau manquant dans les rivières ou étant trop chaude (le faible débit des rivières ne permettant pas une dilution suffisante des rejets ou les rejets provoquant une élévation trop importante de la température du fleuve). Les rejets d’autres centrales ont dépassé les limites habituelles des règles environnementales et nécessité une dérogation aux normes accordée par l’ASN. Lors de la canicule de 2003, EDF a tenté, sans succès, de refroidir un bâtiment réacteur de Fessenheim en l’arrosant ; la température élevée du bâtiment n'était d'aucun danger pour la partie nucléaire de la centrale et n'était pas due au manque d'eau durant cette période de canicule.
Durant les canicules de l'été 2022, EDF est à nouveau contraint de baisser la puissance de certains réacteurs et de demander des dérogations temporaires aux règles d'exploitation, afin d'augmenter la limite réglementaire de réchauffement des fleuves et rivières concernés, provoqué par les rejets d'eau de refroidissement,. Cette dérogation est accordée jusqu'au 11 septembre 2022 pour cinq centrales (Golfech, Blayais, Saint-Alban, Bugey et Tricastin).
En moyenne, entre 2008 et 2019, le volume d'eau consommé en France est de 5,3 milliards de mètres cubes par an. L'agriculture y est la première activité consommatrice d'eau (45 %), devant le refroidissement des centrales électriques (31 %), l'eau potable (21 %) et les usages industriels (4 %),. Selon le MIT, 20 % de l'eau consommée par les centrales thermiques et les usines pourrait techniquement être récupérée.
Le réchauffement climatique en cours montre la vulnérabilité des centrales actuelles à l'élévation de la température, que ces centrales ainsi que les nouvelles doivent donc pallier,. En effet, si la sécheresse de 2022 est la plus importante jamais enregistrée en France, ce record est sans doute amené à être dépassé.

#### Risques liés à la gestion des ressources humaines
Pour des raisons de coûts, EDF fait un recours massif à la sous-traitance en cascade. Un rapport parlementaire a noté jusqu'à huit niveaux de sous-traitance. Les salariés des sous-traitants sont moins bien payés que les salariés d'EDF et sont également moins bien formés. Leur suivi médical est insuffisant. Un salarié précaire va parfois chercher à minimiser la valeur d'irradiation montrée par son dosimètre individuel de peur de perdre son emploi.
Pendant le confinement de 2020, certaines centrales ont fonctionné avec 25% de leur personnel sur place.

### Risques liés à laprolifération nucléaireet au terrorisme

#### Risques de détournement du nucléaire civil au profit d’un armement nucléaire
Une des missions de l'AIEA, depuis 1965, est de « repérer le détournement des matières fissiles et garantir l'application du traité sur la non-prolifération des armes nucléaires ». L'AIEA et son directeur ont à ce titre reçu en 2005 le Prix Nobel de la paix pour « l’AIEA sont récompensés « pour leurs efforts, visant à empêcher que l’énergie nucléaire soit utilisée à des fins militaires » ». Les accords de garanties de l'AIEA visent explicitement non seulement les « matières fissiles » mais aussi toutes les « matières nucléaires » (définies comme « toute matière brute ou tout produit fissile spécial tels qu'ils sont définis à l'article XX du Statut de l'AIEA ». Les accords de garanties généralisées contiennent des possibilités dérogatoires reconnaissant aux États le droit d'affecter des matières nucléaires à des « applications militaires non interdites » basées sur les propriétés fissiles de ces matières. Certains États ont demandé la levée des garanties afférentes à l'uranium naturel ou appauvri utilisé pour la production de céramiques ou émaux, par exemple, ou comme catalyseur en pétrochimie, de même que les garanties concernant l'uranium appauvri utilisé comme ballast dans les aéronefs ou coques ou quilles les bateaux et, sur un plan militaire, dans certains projectiles perforants anti-blindages.
L'AIEA distingue ; 1) les matières nucléaires « directement utilisables » pour fabriquer des armes et autres dispositifs explosifs nucléaires sans retraitement ni enrichissement supplémentaire ; ce sont plutonium, excepté celui qui contient 80 % ou plus de plutonium 238, l'uranium contenant 20 % ou plus d'uranium 235, ainsi que l'uranium 233. 2) les matières « utilisables indirectement » qui nécessitent d'être irradiées ou enrichies pour être utilisables dans une arme nucléaire. 3) les « matières nucléaires séparées directement utilisables » qui sont des matières nucléaires d'emploi direct ayant été séparées des produits de fission, ce qui leur permet d'être utilisées pour faire des armes avec traitement bien plus léger et rapide que si ces matières étaient encore mélangées à des produits de fission hautement radioactifs.
- Bien que les réacteurs civils utilisent de l’uranium faiblement enrichi à moins de 5 % en 235U, les installations de production du combustible (notamment d’enrichissement de l'uranium) pourraient en effet, avec des développements spécifiques être utilisées pour fabriquer de l’uranium propre à un usage militaire (>90 % en 235U). L'AIEA précise que « plus de 80 % des travaux de séparation nécessaires pour produire de l'uranium contenant l'isotope 235 en concentration égale ou supérieure à 90 % servent à passer du niveau observé à l'état naturel (0,71 % d'uranium 235) à un enrichissement d'environ 4 %. La taille de l'installation haut de gamme nécessaire pour atteindre des niveaux élevés en partant de 4 % est beaucoup plus petite que s'il fallait partir de l'uranium naturel »[102].
- le plutonium produit dans les réacteurs électrogènes pourrait être utilisé dans la fabrication d’une bombe après traitement du combustible irradié. Cependant, la composition isotopique du plutonium contenu dans le combustible irradié n’est pas compatible avec une utilisation militaire et demande des traitements supplémentaires.

Aux États-Unis, en URSS et en Grande-Bretagne, l'intérêt pour les explosifs atomiques a historiquement précédé celui pour les usages civils, en France « le nucléaire civil a bien hérité en grande partie du nucléaire militaire [...], même si notre pays ne s’est pas engagé initialement dans cette voie de façon directe et explicite, contrairement aux trois autres grands pays pionniers ».
En 2024, EDF va contribuer à la force de dissuasion nucléaire française en produisant du tritium à la centrale nucléaire de Civaux (Vienne) par irradiation de matériaux contenant du lithium dans le cœur du réacteur, qui seront ensuite livrés à la direction des applications militaires du Commissariat à l’énergie atomique. EDF va déposer un dossier auprès de l'ASN qui l'instruira avec IRSN. Le premier test à petite échelle est prévu lors de l'arrêt programmé des réacteurs en 2025,.
Certains pays hautement industrialisés disposent de programmes civils avancés et pourraient produire des ogives nucléaires en quelques mois[réf. nécessaire] ; c’est le cas notamment de l’Afrique du Sud ou du Japon. Ces pays s'inscrivent dans le système des accords de garanties de l'AIEA, tous fondés sur le document INFCIRC/153, « Structure et contenu des accords à conclure entre l'Agence et les États dans le cadre du Traité sur la non-prolifération des armes nucléaires ». C'est-à-dire qu'ils se livrent volontairement à la surveillance de l'AIEA, selon trois types possibles d'accord de garanties, plus ou moins exigeants par les engagements souscrits par les États, par la portée des activités et en matière d'obligations de vérification de la part des inspecteurs de l'AIEA. Un protocole additionnel à l'accord (aux accords) est possible entre un État (des États) et l'Agence internationale de l'énergie atomique relatif(s) à l'application des garanties.
La filière nucléaire au XXIe siècle oriente le marché vers le développement des petits réacteurs modulaires (PRM ou SMR pour Small Modular Reactors). Le succès économique des PRM impliquerait une forte dispersion géographique mondiale, s’accompagnant d’un risque structurel de détournement des combustibles PRM vers des usages hostiles. Mais au plan technologique, les PRM pourront être dotés de cœurs combustibles dissuasifs anti-proliférants, soit chargés d’uranium faiblement enrichi, pour des durées de vie de quelques années (déjà irradiés donc contenant des actinides radiotoxiques rendant la manipulation dangereuse), soit, à l’opposé, chargés d’uranium très enrichi pour des durées de vie égales à celles du PRM, le cœur étant indissociable de sa structure métallique, mais contenant en fin de vie de grandes quantités de plutonium.

#### Bombe radiologique
Des matières radioactives pourraient être détournées et utilisées avec des explosifs classiques pour fabriquer une bombe radiologique (« bombe sale »). En 1996, une capsule de césium associée à de la dynamite a ainsi été retrouvée dans un parc de Moscou sur les indications de rebelles islamiques de la république séparatiste de Tchétchénie,.
Le risque de détournement et trafic de matières radioactives existe tout au long du cycle du combustible nucléaire mais également dans les stocks civils comme ceux des hôpitaux, où des produits radioactifs sont utilisés à des fins de diagnostic ou de traitement, notamment en médecine nucléaire et en cancérologie (curiethérapie). Par ailleurs, des stocks de matière fissibles se déplacent (dont sur le territoire français) en camion ou en train. Il y a donc un risque de vol de matières fissiles non négligeable. De nouveaux moyens de détection, plus sensibles sont en cours de perfectionnement ou miniaturisation pour la détection de matériaux fissiles dans les ports et aéroports ou aux frontières. L'une des pistes explorées consiste à rechercher des traces de rayonnement gamma, et d'exciter les colis ou contenants suspects pour leur faire émettre des neutrons facilement détectables.

#### Attaques contre des sites nucléaires
Des centrales nucléaires ou autres installations nucléaires de base pourraient faire l’objet d’attaques terroristes. L’enceinte de confinement des réacteurs nucléaires occidentaux actuels n’est pas conçue pour résister à l’impact d’un avion commercial gros porteur,.
Une polémique oppose ainsi le Réseau Sortir du nucléaire aux entreprises nucléaires EDF et Areva, ainsi qu’aux autorités françaises, à propos du projet de nouveau réacteur nucléaire EPR. Selon l’organisation antinucléaire, un document « confidentiel défense » issu d’EDF reconnaîtrait la vulnérabilité de l’EPR face à un crash suicide, mais selon Areva et le gouvernement français, l’EPR « a été adapté à la chute éventuelle d’un avion de ligne ».

#### Sécurité du transport des matériaux radioactifs
Pour alimenter les centrales en combustible neuf et pour évacuer les combustibles usagés, des convois transportent régulièrement par la route des matériaux radioactifs. Sur 770 000 transports de substances radioactives en France (sources pour l'industrie ou le domaine médical en particulier), 19 000 sont liés à la production électrique (transport de combustible neuf et usagé, transport d'uranium et de plutonium servant à la fabrication du combustible),. Malgré les précautions prises (encadrement par des véhicules de la gendarmerie nationale, en particulier), le risque concernant la sécurité (et non la sûreté) ne serait pas négligeable[Combien ?]. Une attaque terroriste d'un convoi, selon un documentaire diffusé en décembre 2017 par Arte, pourrait ainsi viser un transfert entre Marcoule et La Hague[évasif].

### Risques pour la démocratie
Des critiques de l’industrie nucléaire mettent en avant des risques supposés pour la démocratie.
Le nucléaire civil fait l'objet de débats parlementaires à l'Assemblée nationale en 1975, au cours desquels Jean-Jacques Servan-Schreiber regrette que « Jusqu'à ce jour, il n'y a jamais eu ni au Parlement, ni à l'échelon régional, de débat sérieux sur les divers aspects du problème nucléaire ».
Selon le philosophe et sociologue français Jean-Pierre Le Goff dans son livre « Mai 68, l'héritage impossible » (1998) :
« Le nucléaire n’est pas seulement dangereux. La décision de son développement est un « fait accompli technocratique » qui s’est effectué sous la pression d’un « lobby » présent au sein de l’appareil d’État. Il entraîne un type de surveillance du personnel et des populations incompatibles avec les libertés démocratiques. Le journaliste Michel Bosquet (connu aussi sous le nom André Gorz) dans un article de la revue Le Sauvage « de l’électronucléaire à l’électrofascisme » dénonce un nouveau « despotisme » entraîné par le développement de l’énergie nucléaire. La société nucléaire qui se met en place n’est pas seulement une « société policière » selon la terminologie de l’époque, elle est dirigée par « une caste de techniciens militarisés », une « chevalerie nucléaire », qui serait soustraite à la loi commune. Comprenant des dizaines de milliers de membres, cette caste « contrôlera et régira des centaines de milliers de civils », « appareil militaire, elle exercera sa domination au nom des impératifs techniques de la méga machine nucléaire ». Pour Brice Lalonde et Dominique Simonet, animateurs des Amis de la Terre, le développement du nucléaire risque d’amener vers le « totalitarisme technocratique ». »,
Selon l’écrivain autrichien Robert Jungk dans son livre "Der Atomstaat" (1977) : 
le nucléaire nécessite un pouvoir politique fort et centralisé, voire policier dans les cas les plus extrêmes, pour gérer les risques importants liés à son utilisation (risques de vols de matériel radioactif, d’attentats, d’espionnage, etc.). De manière plus ou moins marquée selon les pays, les employés de ce secteur ou les figures d’opposition à cette énergie sont surveillés par les forces de sécurité déniant le droit de regard du citoyen sur les affaires de l’État.
Le nucléaire civil français est une émanation directe des structures du nucléaire militaire, par l'intermédiaire du CEA, dont l'un des administrateurs à l'époque de la création de la filière EDF, Pierre Guillaumat, affirmait en 1986 : « il n'y a pas eu de bifurcation entre le civil et le militaire »,.
En France, la qualité de l’information sur les dangers du nucléaire et sur la radioprotection est essentielle afin de garantir la transparence de l’exploitation de cette énergie. Depuis 1973, l’information du public est du ressort du Conseil supérieur de la sûreté et de l’information nucléaires (CSSIN), remplacé en 2008 par le Haut Comité pour la transparence et l’information sur la sécurité nucléaire (HCTISN). Cet organisme consultatif regroupe des parlementaires, des experts, des représentants de l’industrie nucléaire et de l'administration et des représentants d’organisations syndicales et d’associations de protection de l’environnement, de l’Institut de radioprotection et de sûreté nucléaire (IRSN) et des Commissions locales d’information (CLI).
Le transport du combustible nucléaire neuf ou usagé, pour chargement, stockage et/ou retraitements met en place des moyens sûreté et de sécurité nécessitant le secret(date des transports, route des convois, qualité et nature des matières, quantité, haute protection policière ou militaire, recours au secret défense), ce qui déroge à la transparence de l'information mise en avant.

### Risques induits par une guerre
La possibilité d’un conflit armé conventionnel sur un territoire ayant des réacteurs nucléaires en exploitation ou à l'arrêt doit faire l’objet d'analyses de risque,. Selon le journaliste du Monde Jean-Michel Bezat, « Le monde est entré dans une ère où le nucléaire civil est devenu une cible et une arme » révélant la dangerosité de l’énergie nucléaire en temps de guerre.
Le 7 juin 1981, le réacteur expérimental de Tammouz connu sous le nom de Osirak, copie du réacteur de recherche français Osiris d'une puissance de 70 MW, a été détruit lors d'un bombardement, dans le cadre de l'opération Opéra menée par Israël, avant sa mise en activité. Situé à une quinzaine de kilomètres à l'est de Bagdad en Irak, il aurait selon Israël pu servir à développer une bombe atomique irakienne.
Dans la nuit du 5 au 6 septembre 2007, dans le cadre de l'opération Orchard, l'aviation israélienne a mené un raid sur le réacteur nucléaire d’Al-Kibar, à 450 km au nord-est de Damas en Syrie, situé dans la région de Deir ez-Zor, et l'a détruit. Le réacteur était du même type que celui construit par la Corée du Nord à Yongbyon et pouvait permettre la production de plutonium.
En 2022, lors de l'invasion de l'Ukraine par la Russie, l'Agence internationale de l'énergie atomique (AIEA) exprime ses inquiétudes sur la situation et appelle à « un maximum de retenue pour éviter toute action qui mettrait les sites nucléaires du pays en danger ». L'AIEA estime que cette guerre « pose des menaces graves et directes à la sécurité de ces lieux et de leur personnel », avec « le risque d'un accident ou incident nucléaire qui mettrait en danger la population de l'Ukraine, des États voisins et de la communauté internationale »,,. L’armée russe s’empare de la centrale nucléaire de Zaporijjia. L'exploitation et la sûreté technique restent assurées. À la suite de l’assaut contre cette centrale, un incendie, qui s’est déclenché dans un bâtiment voisin, est maîtrisé,. La centrale de six réacteurs fournit une grande partie de l’électricité du pays. C'est la première fois qu'un conflit militaire se déroule dans un pays doté d'un large programme nucléaire. Selon le directeur de la CRIIRAD, cette situation peut mener à « un scénario absolument catastrophique » et « des réacteurs sont en train d'être mis à l'arrêt. La mise en refroidissement est lancée, cela présente des risques particuliers. Même lorsque les six réacteurs seront mis à l'arrêt, il faudra continuer à refroidir encore pendant des mois les réacteurs, leurs combustibles. C'est vital que cette fonction de refroidissement soit garantie ». Un accident ou une explosion à la centrale de Zaporijjia qui comprend six réacteurs, pourrait entraîner des conséquences bien plus graves que celles de l'accident du réacteur No 4 de Tchernobyl en 1986. À Zaporijjia, un tel accident pourrait résulter de nouvelles attaques ou d'une perte des alimentations électriques qui empêcheraient le système de refroidissement des réacteurs de fonctionner et pourraient mener à une explosion (tel que cela s'est produit à Tchernobyl),.
Le 6 août 2022, à la suite de nouveaux bombardements près de la centrale nucléaire de Zaporijia, l'AIEA souligne le risque d'une réelle « catastrophe nucléaire » qui pourrait mettre en danger la santé publique et l'environnement en Ukraine et au-delà.Les bombardements ont mis hors d'usage certains capteurs de radioactivité, la centrale se trouvant au milieu d'un champs de bataille. La centrale s'est trouvée déconnectée du réseau le 25 août 2022, après l'endommagement des lignes haute tension par un incendie. Le 26 août, Energoatom annonce que la centrale est rebranchée au réseau électrique et que ses systèmes de sécurité fonctionnent normalement. L'ONU appelle à mettre en place une zone démilitarisée autour de la centrale pour la sécuriser et permettre l'envoi d'une mission d'inspection internationale. Les inspecteurs de l’AIEA doivent rejoindre la centrale le 1er septembre 2022. La mission d'inspection va faire un état des lieux général de l’installation (systèmes de sûreté, site d’entreposage des déchets radioactifs, etc.) et également vérifier les conditions de travail de l’exploitant.
Selon les données mises à jour par l'AIEA en 2020, l'Ukraine possède 15 réacteurs opérationnels produisant 51,2 % de l'électricité du pays ; deux réacteurs sont en construction.

## Conséquences d'un accident grave ou majeur
Le risque est la fusion du cœur avec rupture de l'enceinte de confinement (que l'origine de la fusion soit un accident de refroidissement ou un accident de réactivité). La probabilité d'un tel accident est jugée faible, mais ses conséquences sont potentiellement graves.
Au-delà de la probabilité de survenance d’un accident nucléaire grave, le débat porte aussi sur ses conséquences. Elles peuvent être humaines, économiques, sociales, sanitaires, géopolitiques, écologiques. Elles sont potentiellement considérables, voire catastrophiques.

### Conséquences acceptables ou non d'un risque majeur
L'argument principal des pro-nucléaires en matière de risque majeur est que l’industrie nucléaire intègre des normes de sûreté (et de sécurité) assez sévères pour rendre la probabilité de survenance d’un accident grave suffisamment faible pour que le risque soit acceptable. De plus, les progrès technologiques futurs devraient permettre de réduire encore plus le risque à l’avenir. Ils estiment que parmi tous les risques existants (dont les catastrophes naturelles), le nucléaire est un risque plutôt mineur ou acceptable. Cette vision a été amendée à la suite de la catastrophe de Fukushima. Selon Jacques Repussard, directeur de l'Institut de radioprotection et de sûreté nucléaire (IRSN) en 2013, « la leçon essentielle, c'est qu'en matière d'accident nucléaire grave la doctrine probabiliste qui a largement prévalu à la conception initiale des réacteurs n'est plus acceptable par la société, au regard de l'ampleur des conséquences pour les populations et les territoires. De facto, elle consistait à faire l'impasse sur des risques à très faible probabilité. Or, même très improbable, un accident grave est possible. Même si elle est plus chère, l'approche déterministe aujourd'hui dominante en Europe et en France doit prévaloir ».
Les opposants au nucléaire font valoir qu'il s'agit d'un risque de trop pris par l'homme alors que selon eux d'autres solutions techniques existent. Ils estiment que la question des déchets nucléaires n'est pas réglée et présente des risques inacceptables pour les générations futures et l'environnement, et que le risque zéro d'accident majeur n'existe pas dans ce domaine. Pour eux, si la probabilité d'accident majeur semble relativement faible, elle est quasiment certaine sur une période suffisamment longue, avec - quand l'accident survient - des conséquences potentielles d'une ampleur telle qu’elles deviennent inacceptables. Or, dans le domaine du risque majeur, selon un conseiller de la CGT, « pour apprécier la gravité d’un risque, c’est la gravité potentielle des conséquences de l’accident qui doit être la référence et non pas le taux d’occurrence probable car un risque à probabilité d'occurrence faible peut être de grande ampleur par ses conséquences »
L'approche financière, c'est-à-dire l'évaluation monétaire, est réductrice pour un accident majeur dont les conséquences irrémédiables rendraient invivables pour l'humanité des zones géographiques étendues pouvant comprendre des métropoles.

### Conséquences humaines

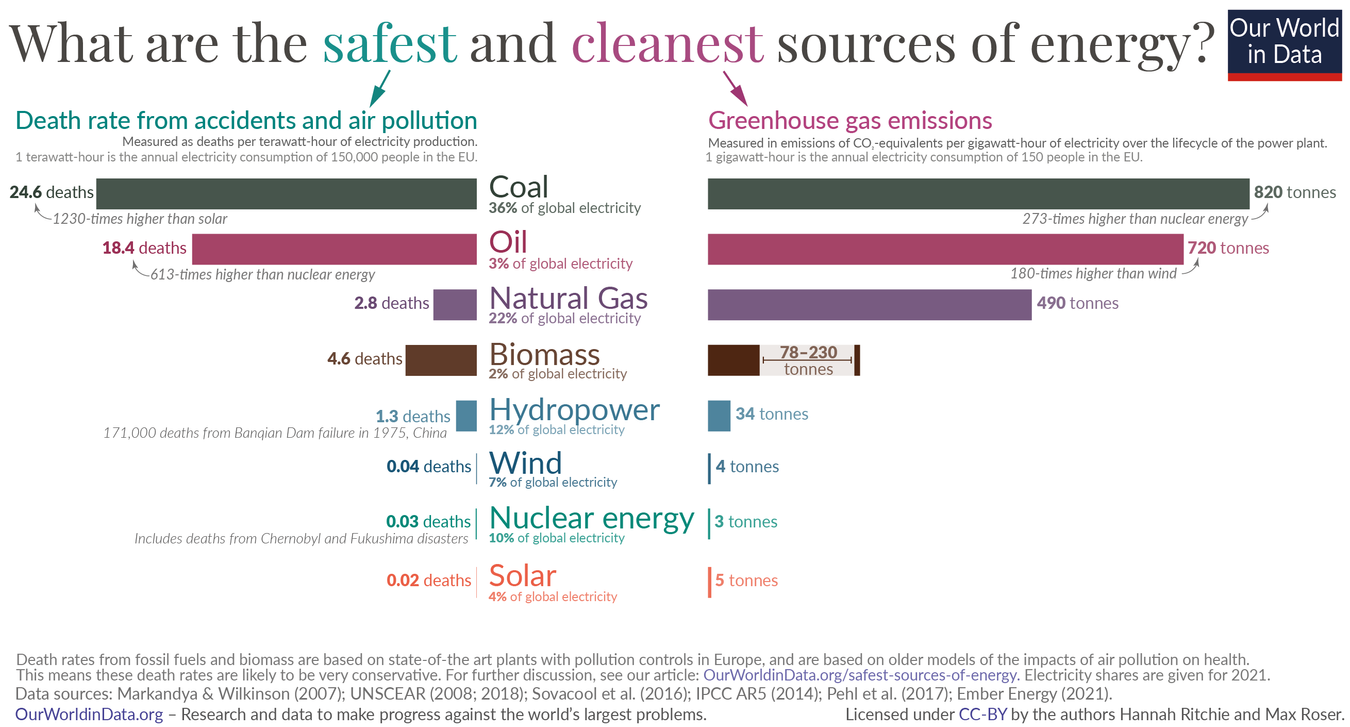
Quelles sont les sources d'énergie les plus sûres et les plus propres ?

L'expérience acquise depuis plus d'un demi-siècle permet d'évaluer la probabilité d'accident mortel par kWh et de la comparer à celles des autres énergies : même en prenant en compte les évaluations les plus pessimistes sur les morts liées à Tchernobyl et Fukushima ainsi qu'aux mines d'uranium, la mortalité due à l'électricité nucléaire est de 90 décès par billion (ou mille milliards) de kWh (0,1 décès aux États-Unis) contre 100 000 décès pour le charbon (10 000 décès aux États-Unis), 36 000 décès pour le pétrole, 4 000 décès pour le gaz naturel, 24 000 décès pour la biomasse, 1 400 décès pour l'hydroélectricité (mais seulement 5 décès pour l'hydroélectricité américaine), 440 décès pour le solaire photovoltaïque et 150 décès pour l'éolien (plusieurs techniciens se tuent chaque année en tombant lors de l'installation ou de la maintenance des éoliennes).

Nombre hypothétique de décès mondiaux qui auraient résulté de la production d'énergie si la production d'énergie mondiale avait été satisfaite par une seule source, en 2014.

Le bilan humain des accidents nucléaires fait toujours débat. Par exemple, concernant la catastrophe de Tchernobyl, « le Comité scientifique des Nations unies pour l'étude des effets des rayonnements ionisants (Unscear) ne reconnaît officiellement qu’une trentaine de morts chez les opérateurs et pompiers tués par des radiations aiguës juste après l’explosion. En 2006, l’ONG Greenpeace a évalué à près de 100 000 le nombre de décès provoqués par la catastrophe ».

### Conséquences financières
Des économistes font valoir que si des provisions comptables - limitées - existent pour le démantèlement et les déchets des centrales nucléaires, celles pour le risque d'accident majeur sont d'un montant notoirement insuffisant.
L'estimation financière porte sur :
- les coûts sur site liés à, la perte du ou des réacteurs, la décontamination du site, etc. ;
- les coûts hors site des conséquences radiologiques directes et des mesures prises pour les réduire comprenant les interdictions alimentaires ;
- les coûts d’image, c'est-à-dire les pertes économiques à prévoir sur la non-vente de denrées ou autres biens de consommation, sur les exportations, sur le tourisme ;
- les coûts de la production électrique réduite à la suite des décisions d'acteurs de la société (politique, autorités, pression internationale…) ;
- les coûts liés aux modifications des conditions de vie et des facteurs socio-économiques dans les territoires contaminés, qui peuvent être fortes (zones d’exclusion) ou plus modérées (zones contaminées habitées sous condition de surveillance ou de restriction).

En 2007, l'Institut national de radioprotection et de sûreté nucléaire(IRSN) a estimé qu'un accident nucléaire de type catastrophe de Tchernobyl qui se produirait en France pourrait coûter jusqu'à 5 800 milliards d'euros.
En 2013, un accident majeur d'origine nucléaire similaire à la catastrophe de Fukushima au Japon pourrait coûter à la France 430 milliards d'euros selon une étude publiée en février 2013 par l'IRSN qui a réactualisé son estimation,.
En 2016, le gouvernement japonais estimait le coût de la catastrophe de Fukushima à 188,5 milliards d'euros. Sans prendre en considération les conséquences sanitaires au Japon et ailleurs, ni le coût de la pollution de l’air et de l’océan.

### Conséquences économiques et sociales
Un accident nucléaire peut perturber la vie économique et sociale, à l’échelle du pays, par l’interruption des activités humaines sur une zone contaminée. Il peut nécessiter d’adapter la vie sociale et économique et d’assurer la réhabilitation du territoire concerné si les personnes et les entreprises sont déplacées.
En France, les objectifs prioritaires sont de maintenir autant que faire se peut la continuité des activités économiques et sociales : le maintien des conditions de vie des personnes mises à l’abri ou déplacées, la protection des consommateurs et des professionnels vis-à-vis des denrées alimentaires ou produits manufacturés éventuellement contaminés, le maintien des activités essentielles en se fondant sur les plans de continuité d’activité et sur toutes les ressources en personnels équipés et formés disponibles, le maintien, au meilleur niveau, des activités économiques, dans le strict respect des règles de sécurité au travail, la mise à l’arrêt en toute sécurité des installations, industrielles notamment, qui pourraient se révéler dangereuses après l’évacuation de leur personnel. L’État devrait donc indemniser les dommages au-delà des plafonds de responsabilité et supporter les impacts économiques et sociaux bien au-delà de ce que pourraient financer les opérateurs responsables en premier ressort et les assureurs.
Les conséquences économiques et sociales peuvent être importantes et entrainer le bouleversement de la vie de nombreuses personnes (environ 150 000 personnes autour de Fukushima au Japon, environ 270 000 autour de Tchernobyl en Ukraine l).
Les conséquences économiques pour l’ensemble des activités d'un pays comprennent par exemple la perte de revenus liés au tourisme, ou à la baisse des exportations de certains produits pourtant non contaminés et les coûts liés à la production d’électricité. Les problèmes d’image se poursuivent chaque année aux dates anniversaires de l'accident, entraînant la persistance des difficultés pour les activités économiques et humaines concernées et pour les revenus des personnes qui en vivent.
Le chantier de la centrale de Fukushima est infiltré par les gangs nippons : un yakuza a été arrêté pour emploi illégal d’ouvriers dans les zones contaminées.
Quatre ans après la catastrophe, la pêche demeurait interdite dans la préfecture de Fukushima, la pollution radioactive des sédiments marins est très importante (elle atteint par endroits 5 000 becquerels par kilo (Bq/kg))
En 2021, quinze États maintiennent des restrictions sur les importations de produits alimentaires de la région de Fukushima, depuis la catastrophe de 2011.
En 2023, le plan du gouvernement japonais prévoit de rejeter 1,33 million de tonnes d'eau dans l'océan « après l'avoir traitée par un système de décontamination qui élimine les éléments radioactifs à l'exception du tritium, et diluée ». « Les rejets contrôlés et progressifs de l'eau traitée dans la mer [...] auraient un impact radiologique négligeable sur la population et l'environnement. » Cette décision, validée par l'Agence internationale de l'énergie atomique (AIEA), est critiquée par la Chine, la Corée du Sud et les pêcheurs de la région de Fukushima, qui craignant que les clients boycottent leurs prises halieutiques, malgré des protocoles de test stricts. Dès le début du rejet, fin août 2023, la Chine et Hongkong suspendent toutes leurs importations de produits de la mer japonais, alors que ces deux marchés représentaient ensemble 42 % des exportations du secteur japonais de la pêche en 2022. Des pêcheurs portent plainte contre l’État japonais pour faire cesser le rejet.

### Conséquences de santé publique
Les personnes peuvent être exposées à de forts rejets radioactifs dus à :
- une exposition externe (contamination externe ou irradiation) lorsque les produits radioactifs sont situés en dehors de l’organisme ;
- une exposition interne (contamination interne) lorsque les produits radioactifs se déposent à l'intérieur de l'organisme (par inhalation, ingestion, blessure ou brûlure).

Dans le cas où les populations avoisinantes seraient soumises à d'importantes expositions aux radiations, la santé publique pourrait être mise en danger par contaminations externe et interne. La contamination par inhalation ou ingestion de produits contaminés est en effet durable par l'intermédiaire de la chaîne alimentaire et, en particulier, de l'eau, des sols et des cultures vivrières et élevages ou gibiers.
On parle d’urgence radiologique lorsqu’un évènement nucléaire risque d’entraîner « une émission de matières radioactives ou un niveau de radioactivité susceptibles de porter atteinte à la santé publique
Les rejets d'éléments radioactifs nocifs pour la santé peuvent être : des gaz rares (krypton, xénon), de l’iode radioactif, du césium, du tellure ou encore du strontium. L’ingestion de comprimés d’iode stable, qui se fixe sur la glande thyroïde, permet une protection contre l’iode radioactif, qui ne peut pas se fixer sur la glande déjà saturée en iode. Les autres rayonnements ionisants nécessitent d’autres mesures de protection de la population (mise à l’abri, évacuation).

### Conséquences géopolitiques
Lors de la catastrophe de Tchernobyl, le corium généré par la fusion du cœur s'est enfoncé dans les infrastructures du bâtiment avant de s'étaler dans les soubassements, heureusement vidées de l'eau s'y trouvant afin d'éviter une explosion de vapeur d'eau. Selon Jean-Louis Basdevant, physicien et auteur interrogé par l'association antinucléaire Réseau Sortir du nucléaire : « dans ce déchet ultime, figuraient 300 kg de plutonium et Vassili Nesterenko, physicien nucléaire, déclara : « Nous avons frisé à Tchernobyl une explosion nucléaire. Si elle avait eu lieu, l’Europe serait devenue inhabitable » ».
L’Agence internationale de l'énergie atomique (AIEA), rattachée aux Nations unies, l'Association des autorités de sûreté nucléaire des pays d'Europe de l'Ouest (WENRA), le Groupement européen des autorités de sûreté nucléaire (ENSREG) sont des lieux d'échange d'expériences, de mutualisation de savoir et savoir-faire, d'arbitrage, de coopération internationale permettant aussi de gérer les conséquences d'un accident grave ou majeur dans l'énergie nucléaire,. La WENRA a participé au test de résistance des centrales nucléaires après l’accident nucléaire de Fukushima en 2011 dans l’Union européenne en élaborant le concept, les spécifications techniques ainsi que la procédure pour la vérification des rapports du test de résistance. L'ENSREG relève des centaines de carences de sûreté à l'échelle du continent, sans préconiser de fermeture de centrale, concluant : « En général, la situation est satisfaisante, mais nous ne devons avoir aucune complaisance ». En particulier, les stress tests européens post-Fukushima révèlent des carences de sûreté dans toutes les centrales nucléaires françaises. Par exemple, les équipements de secours en cas d'accident ne sont pas correctement protégés des éléments, à la différence des réacteurs allemands, britanniques, espagnols ou suédois. Ces problèmes avaient été relevés par l'Autorité de sûreté nucléaire (ASN) française dans son propre rapport, et EDF s'est engagé à y remédier. La mise en œuvre des mesures et préconisations a pris du retard, elles ne seront complètement effectives pour l'ensemble des centrales françaises que durant la décennie 2030,.
Le projet de rejet dans le Pacifique, prévu sur 30 ans à partir de 2023, de l'eau radioactive stockée près de la centrale nucléaire sinistrée de Fukushima suscite l’indignation en Chine, en Corée du Sud et à Taïwan. La Corée du Nord et la Russie ont aussi critiqué la décision japonaise.
Un groupe d'experts japonais mis en place par le Premier ministre Abe publie en janvier 2020 un rapport qui évalue l'impact pour les Japonais du rejet de toute l'eau dans la mer en un an à une dose de rayonnement de 0,000 71 à 0,000 81 millisieverts, négligeable par rapport au rayonnement naturel de 2,1 millisieverts par an. L'Agence internationale de l'énergie atomique approuve sa méthode de calcul des doses. Un rapport officiel sud-coréen de 2020 a révélé que l'eau traitée ne présentait « aucun problème du point de vue de la science ».

### Conséquences écologiques
« Lors d’accidents nucléaires, la contamination de l’environnement touche la faune (effets similaires à l’homme), la flore, les cultures et les sols (transfert à l’homme via l’eau et l’alimentation) ».
L'ampleur géographique de ces conséquences, qui dépend fortement des conditions météorologiques, d'effets de cumul de plusieurs accidents, des contre-mesures mises en œuvre ou encore de l'éloignement des centres d'habitation, fait largement débat entre les acteurs du nucléaire et leurs opposants :
- les acteurs de l'industrie nucléaire considèrent généralement que la zone significativement affectée par un accident de ce type serait probablement de l'ordre de quelques dizaines de kilomètres de rayon ;
- les anti-nucléaires vont jusqu'à considérer que certains accidents majeurs pourraient rendre inhabitables des zones géographiques de la taille d’un pays, et que les risques de dispersion puis de reconcentration par la chaine alimentaire de radionucléides sont importants.

Les dépôts rémanents de césium 137 à l’échelle régionale/continentale sont les marqueurs géographiques des zones géographiques affectées.
Dans le cas de Tchernobyl, on a un évènement qui est à l’échelle continentale, on note des dépôts relativement significatifs jusqu’en Grèce au sud, en Russie à l’est, en Scandinavie au nord et au Pays de Galles à l’ouest.
Pour ce qui concerne l'étendue des zones affectées par la catastrophe de Fukushima, on a au Japon un évènement d’importance régionale avec des dépôts qui s’étendent jusqu’à 250 kilomètres de la centrale accidentées.
Quatre ans après la catastrophe, autour de la centrale accidentée, la radioactivité des sédiments marins atteint par endroits 5 000 becquerels par kilo (Bq/kg) et des niveaux de contamination très supérieurs à la limite tolérée (100 Bq/kg) sont observés chez certains poissons.
La pollution radioactive de l'océan Pacifique a été estimée à 27 millions de milliards de becquerels par l'Institut de radioprotection et de sûreté nucléaire (IRSN) français, qui souligne que le « rejet radioactif en mer représente le plus important apport ponctuel de radionucléides artificiels pour le milieu marin jamais observé ».
Des opérations de décontamination dans la zone de plus forte contamination sont menées autour de la centrale accidentée. Les forêts ne sont pas décontaminées. Les opérations de décontamination génèrent des déchets radioactifs pour des centaines d'années et doivent être stockés. Il en est de même de l’eau de refroidissement contaminée(L'eau contaminée contient du césium, strontium, tritium et autres substances radioactives). À Fukushima, Il est prévu de rejeter l’eau de refroidissement contaminée dans le Pacifique en 2023, ce qui mécontente les pays voisins.

## Sûreté nucléaire
La sûreté nucléaire recouvre la prévention des accidents et la limitation de leurs conséquences. D’une manière plus générale, elle comprend l’ensemble des dispositions prises à tous les stades de la conception, de la construction, du fonctionnement et de l’arrêt définitif pour assurer la protection des travailleurs, de la population et de l’environnement contre les effets des rayonnements ionisants. Certaines notions sont soit communes aux installations industrielles à risque, comme la notion de culture de sûreté, soit liées à des caractéristiques particulières du fonctionnement d’un réacteur nucléaire.
La sûreté du réacteur est obtenue si l’on maîtrise parfaitement trois fonctions de sûreté : le contrôle de la réaction en chaîne, le refroidissement du combustible nucléaire et le confinement de la radioactivité.
À l’inverse, toute défaillance concernant l’une de ces trois fonctions de sûreté peut se traduire par un incident ou un accident. La recherche de la meilleure sûreté possible lors de la conception d’une centrale nucléaire a conduit à mettre au point des méthodes d’analyse et une terminologie qui guident les concepteurs dans leurs choix. On doit ainsi étudier des conditions de fonctionnement précisément définies, qui vont du fonctionnement normal aux incidents et aux accidents peu fréquents ou limitatifs, ou des agressions externes qu’elle doit pouvoir supporter, telles qu’un tremblement de terre, une inondation ou une chute d’avion. Dans le travail d’analyse, on cherche à éviter les défauts de mode commun, on applique le principe du critère de défaillance unique, ou, pour faciliter la conduite de l’installation en situation accidentelle très dégradée, on développe l’approche par états, pour citer quelques exemples propres à ce domaine.
De plus, le concept de défense en profondeur, dont la mise en œuvre s'est généralisée, est pour beaucoup dans les progrès enregistrés depuis plusieurs décennies sur le plan de la sûreté nucléaire.

### Principes fondamentaux
La sûreté nucléaire couvre l’ensemble des dispositions techniques et d’organisation prises à tous les stades de la conception, de la construction, du fonctionnement et de l’arrêt d’installations nucléaires pour en assurer un fonctionnement normal, prévenir les accidents et en éliminer les conséquences pour la santé et l’environnement. Dans le domaine nucléaire, la sûreté a toujours été une préoccupation essentielle du monde scientifique et industriel. Le nucléaire et l’aviation sont des exemples uniques de la technologie du monde occidental où la sûreté a joué un rôle prépondérant depuis le début de leur développement. Les progrès technologiques, la qualification et la formation du personnel, la dosimétrie, les mesures de prévention et gestion des accidents, et une efficacité réglementaire renforcée ont permis de réduire les risques et les probabilités d’accidents nucléaires.

#### Défense en profondeur
Dans son principe, la défense en profondeur consiste à prévoir la mitigation d'un risque, même faible, si ses conséquences sont jugées inacceptables.
Dans l'industrie nucléaire, la défense en profondeur prévoit notamment l'application du « critère de défaillance unique ». Ce critère impose que les études de scénario accidentel prennent systématiquement en compte la défaillance du principal organe et du moyen qui aurait pu y faire face. Ainsi, tout dispositif de sécurité est redondant (au moins doublé, voire triplé…).
Lors de ses études, le concepteur doit notamment faire la chasse à tous les « modes communs » envisageables (avoir deux diesels générateurs de secours, mais de même technologie, donc pouvant avoir des défauts de construction commun par exemple). Le tremblement de terre étant par définition un « mode commun » en termes de conséquence sur la centrale (il s'applique systématiquement à toute la centrale), sa prise en compte est particulièrement sensible.
La défense en profondeur prévoit notamment la présence de recombineurs d'hydrogène dans le bâtiment réacteur, et sur les EPR, la mise en place d'un récupérateur de corium.

#### Plusieurs barrières
À la suite des accidents majeurs ayant eu lieu dans le monde, la nouvelle génération de réacteurs nucléaires EPR prend en compte la défense en profondeur nécessaire en renforçant les barrières à la diffusion de la radioactivité en dehors des réacteurs : double enceinte de confinement, cuve de récupération de corium sous les réacteurs.
Pour l'industrialisation des EPR, une recherche d'optimisation des coûts nécessite de faire plus simple : la double enceinte de confinement a été abandonnée et il n’y a plus que trois systèmes de sauvegarde au lieu de quatre. « L’ASN considère que les objectifs généraux de sûreté, le référentiel de sûreté et les principales options de conception sont globalement satisfaisants ».

#### Évaluation et suivi de la gravité des incidents ou accidents
Elle se fait notamment par la dosimétrie. En 2020/2021, un drone spécialisé a été mis au point pour mieux cartographier la radioactivité et son évolution (monitoring) dans la région de Fukushima.

### Maîtrise des fonctions de sûreté

#### Contrôle de la réaction en chaîne
Dans un réacteur nucléaire, la réaction en chaîne peut être initiée et contrôlée par des opérateurs en salle de contrôle ou par des systèmes automatiques, via des protocoles et des dispositifs propres à la fission nucléaire.
La réaction en chaîne du réacteur nucléaire est pilotée et contrôlée par l'introduction ou retrait de barres de contrôle fabriquées à partir de matériaux absorbant les neutrons (suivant la conception l'arrêt d'urgence nécessite de disposer d'électricité ou est permise par la seule gravité).

#### Refroidissement du combustible
Le refroidissement du combustible du cœur du réacteur nécessite d'évacuer efficacement la chaleur qui se dégage du combustible(circuit primaire par fluide calloporteur en général de l'eau).
Pour pouvoir évacuer la chaleur résiduelle en cas d'urgence, les centrales nucléaires conservent en permanence un système de refroidissement. Si un tel système ne fonctionnait pas, l'augmentation de la température pourrait conduire à une fusion du cœur du réacteur nucléaire.

#### Confinement de la réactivité
Cela consiste à empêcher la dispersion de produits radioactifs : produits d’activation et produits de fission. L'activité est très faible comparée à celle des produits de fission concentrés dans les crayons combustibles. Il s'agit donc avant tout de se prémunir d'une dispersion accidentelle de ces produits de fission : c’est l’objectif de base de la sûreté. Pour cela, la méthode consiste à surveiller très étroitement les trois enveloppes successives qu’on appelle les trois barrières : la gaine du combustible, le circuit primaire et l’enceinte de confinement.

### Analyse de sûreté
L’analyse de sûreté a pour objectif de confirmer que les bases de conception des éléments importants pour la sûreté sont adéquates.

### Réglementation et acteurs

#### Au niveau de l’exploitant
C’est l’exploitant qui est responsable de la sûreté de son installation car lui seul est à même de poser les gestes concrets qui influencent directement la sûreté. La sûreté est dès lors une priorité absolue pour les exploitants; en effet, une exploitation sûre garantit non seulement la protection du personnel, de la population et de l’environnement mais aussi le bon fonctionnement des installations à long terme.

#### Autorités de sûreté et les organismes agréés
Ce sont généralement des organismes administratifs indépendants rattachés à un ministère du pays considéré, dont l’objectif est de veiller à ce que la population et l’environnement soient protégés d’une manière efficace contre le danger des rayonnements ionisants.
Exemples d'autorités de sûreté nucléaire de différents pays : l'Agence fédérale de contrôle nucléaire (AFCN) pour la Belgique, la Commission canadienne de sûreté nucléaire (CCSN) pour le Canada, l'Autorité de sûreté nucléaire française (ASN) pour la France, l'Inspection fédérale de la sécurité nucléaire (IFSN) pour la Suisse, etc.

#### Au niveau international
Les différents acteurs du nucléaire se regroupent au sein d'instances internationales comme l’Agence internationale de l'énergie atomique (AIEA/IAEA), l’Agence pour l'énergie nucléaire (AEN), l'Association nucléaire mondiale (ANM/WNA), l'Association mondiale des exploitants nucléaires (WANO). Les autorités de sûreté nucléaire ont par ailleurs des groupements spécifiques : l'Association des autorités de sûreté nucléaire des pays d’Europe de l’Ouest (WENRA), le Groupement européen des autorités de sûreté nucléaire (ENSREG) et l'Association internationale des autorités de sûreté nucléaire (INRA).

## Ressources fissibles et indépendance énergétique

### Évaluation des ressources
Les réserves doivent être estimées au regard d’un coût d’extraction. Les ressources raisonnablement assurées (RRA), à moins de 130 $/kg d’uranium, sont estimées à 5,3 millions de tonnes en 2011, selon l’Agence pour l'énergie nucléaire de l'OCDE (« Livre rouge ») et l'AIEA. Ces ressources permettraient de soutenir la consommation d'uranium pour la production d'électricité au rythme d'exploitation courante durant un peu moins de 100 ans.
Selon le rapport du GIEC Climate Change 2014, les ressources conventionnelles identifiées d'uranium à des coûts d'extraction inférieurs à 260 $/kg d’uranium sont estimées à 7,1 Mt, soit 4 200 EJ, suffisantes pour couvrir la demande pendant 130 ans, et des ressources conventionnelles additionnelles sont estimées à 4 400 EJ à des coûts plus élevés, portant à 250 ans la couverture de la demande. Le retraitement des combustibles usés et le recyclage de l'uranium et du plutonium pourraient doubler ces durées. La technologie des réacteurs à neutrons rapides permettrait théoriquement de multiplier la durée de vie prévisionnelle des réserves par 50, mais elle ne serait économiquement compétitive que si le prix de l'uranium dépassait 425 $/kg. Par ailleurs, le thorium est trois à quatre fois plus abondant que l'uranium dans la croûte terrestre et ses ressources identifiées sont estimées à plus de 2,5 Mt à des coûts d'extraction inférieurs à 82 $/kg de thorium.
Toujours d’après l’OCDE-AEN, l’exploitation des ressources non conventionnelles (phosphates, eau de mer) permettrait de multiplier les réserves par 100.
En 2003, l’extraction minière de l’uranium couvre environ la moitié des besoins de l’industrie. La fourniture d’uranium est en effet assurée pour une autre moitié par des sources secondaires : stocks d’uranium militaire surnuméraires par rapport aux besoins (États-Unis et fédération de Russie), uranium et plutonium de retraitement.
D’autre part, l’apparition du concept de « développement durable » dans le débat sur l’écologie et le réchauffement climatique amène à s’interroger sur la place de la filière nucléaire. L’énergie nucléaire, bien que faiblement émettrice en gaz à effet de serre, est non renouvelable, mais l’évaluation de la durée prévisionnelle de consommation des ressources est sujette à débat car elle dépend des techniques mises en œuvre (par exemple la surgénération) mais aussi du niveau de la demande, qui pourrait changer de manière importante selon que la filière nucléaire se développe ou, au contraire, décline.

### Approvisionnement

#### Uranium naturel
L’approvisionnement en uranium provient de zones géographiques diversifiées (Canada, Afrique, Australie, Asie), politiquement plus stables que certains pays exportateurs de pétrole, comme ceux du Moyen-Orient. Selon le ministère français de l’Économie, cette stabilité constitue une garantie quant à la sécurité d’approvisionnement. En France, la dernière mine d'uranium a fermé ses portes en 2001, l'extraction d'uranium devenant non rentable pour cause de minerais trop pauvres.
Les six premiers pays producteurs sont : le Canada (30 % du total), l’Australie (21 %), le Niger (8 %), la Namibie (7,5 %), l’Ouzbékistan (6 %) et la Russie (6 %).
En 2022, pour faire fonctionner ses 56 réacteurs nucléaires français, répartis sur 18 centrales, EDF a besoin de 8 000 à 10 000 tonnes d’uranium naturel en moyenne chaque année. EDF se fournit essentiellement en combustible auprès d'Orano. Orano produit en 2022 de l’uranium au Kazakhstan (pour 45 %), au Canada (pour 30 %) et au Niger (pour 25 %). Sur la période de 2005 à 2020, les 138 230 tonnes d'uranium naturel importés par la France provenaient pour 92,5 % de six pays : Kazakhstan (20,1 %), Australie (18,7 %), Niger (17,9 %), Ouzbékistan (16,1 %), Namibie (12,3 %) et Canada (7,4 %).

#### Uranium enrichi
La Russie produit 46 % de l'uranium enrichi utilisé dans le monde. La France importe de Russie 33 % de ses besoins à prix cassé, l'invasion de l'Ukraine par la Russie en 2022 n'ayant pas entraîné d'embargo sur le nucléaire. Les États-Unis (Westinghouse) fabriquent 40 % des tubes en zirconium renfermant du combustible d'uranium enrichi utilisé dans les centrales nucléaires françaises. Selon Le Canard enchaîné, ces deux points, en complément de l'origine de l'uranium, limitent l'indépendance énergétique affichée par le nucléaire en France.
En 2024, le marché mondial compte seulement quatre acteurs qui enrichissent l'uranium : Rosatom, premier exportateur (43 %), le groupement européen Urenco (31 %), le chinois CNNC (uniquement pour son marché intérieur), et Orano (12 %).

#### Stocks de combustible
La très haute densité énergétique des combustibles fissibles permet d’en stocker de grandes quantités et évite donc les problèmes de flux tendus présents dans l’approvisionnement en pétrole et en gaz naturel. Ainsi, même en cas d’instabilité ou de crise politique dans les pays exportateurs de combustible fissible, le stockage permet d’éviter une pénurie pendant une, voire plusieurs années.
Selon un document de Swissnuclear, la sécurité de l’approvisionnement en combustible est élevée, puisque « chaque centrale nucléaire peut faire de manière simple de grandes réserves, correspondant à plusieurs années de production ». Selon le CEA, le combustible reste plusieurs années dans le cœur des réacteurs. Un assemblage combustible est brûlé dans un réacteur pendant une période allant de trois à quatre ans.

### Indépendance énergétique

#### Énergies primaires
Le taux d’indépendance énergétique est le rapport entre la production nationale d’énergies primaires (charbon, pétrole, gaz naturel, nucléaire, hydraulique, énergies renouvelables) et les disponibilités totales en énergies primaires, une année donnée. Ce taux peut se calculer pour chacun des grands types d’énergies ou globalement toutes énergies confondues. Un taux supérieur à 100 % traduit un excédent de la production nationale par rapport à la demande intérieure et donc un solde exportateur.
Par « convention statistique », la chaleur émise par un réacteur nucléaire est considérée comme énergie primaire plutôt que le combustible fissible utilisé pour le faire fonctionner. Selon Bernard Laponche, cette convention est ancienne et remonte « à l’époque où l’uranium était produit en France ».

#### Électricité
Selon les ressources des différents pays utilisant du combustible nucléaire, les matières fissiles sont domestiques (ressources minières propres, produits du traitement du combustible usé, emploi civil des matières militaires) ou importées.
En France, bien que la totalité de l'uranium minier soit importée, l'électricité d'origine nucléaire est considérée comme une ressource du pays car environ 95 % de la valeur ajoutée est produite sur le territoire. Le coût du minerai ne représente ainsi qu'environ 5 % du coût total de la filière. Par comparaison, le gaz représente 70 % à 90 % du coût de l'électricité d'une centrale à gaz et le charbon 35 % à 45 % du coût de l'électricité d'une centrale au charbon. Cette convention entraîne une présomption d'indépendance de la France pour la production d'électricité quant aux coûts d'approvisionnement et à la diversification de l'origine de l'uranium naturel. Cette indépendance doit être relativisée au niveau géopolitique au regard de l'origine d'une part importante de l'uranium enrichi (en partie retraité) et des gaines de combustible utilisées par les centrales française (Russie, États-Unis),,,,.

#### Énergies finales
L'énergie nucléaire fournit essentiellement de l'électricité, à défaut des autres emplois (chaleur, transport…). De ce fait, l'énergie nucléaire ne participe à l'indépendance énergétique globale d'un pays qu'à hauteur de la part de l'électricité dans l'énergie. Par exemple, pour la France, l'énergie nucléaire fournit 78,46 % de la production d’électricité en 2005. Or, actuellement, l’électricité ne représente que 23 % de l’énergie finale consommée en France (36,4 millions de tonnes d’équivalent pétrole, tep, sur 160,6 millions en 2005) et l’énergie nucléaire, seulement 17,78 %, selon les statistiques de la Direction générale de l’énergie et des matières premières de l’Observatoire de l’énergie (28,55 millions de tep sur 160,6 millions en 2005).
Hors convention statistique discutable selon le journaliste Pierre Breteau, si l’on considérait comme énergie primaire le combustible nucléaire plutôt que la chaleur issue de sa réaction, la France n'atteindrait au maximum que 12 % de taux d’indépendance énergétique.

## Déchets radioactifs

Schéma simplifié des flux de matières radioactives de la production électronucléaire.

### Problématique des déchets radioactifs
Les déchets radioactifs sont issus majoritairement de l’industrie électronucléaire. Comme les autres déchets industriels, les déchets radioactifs se caractérisent par un degré et une durée de nocivité. Parmi l’ensemble des déchets de la filière, la gestion des déchets à vie longue (de l’ordre du million d’années de durée de nocivité) fait particulièrement débat.
Il faut faire la distinction entre les arguments développés pour ou contre l'énergie nucléaire, et ceux développés pour ou contre les centres de stockage souterrains. Ainsi, un partisan de l'énergie nucléaire peut très bien s'opposer au centre de stockage de Gorleben, tandis qu'il est tout à fait possible qu'un opposant à l'utilisation de l'énergie nucléaire s'y déclare favorable. Même s'il pensent que l'énergie nucléaire a plutôt été un bienfait, le problème de la gestion des déchets est un argument en défaveur du nucléaire, selon nombre de Français. Les principales interrogations portent sur la quantité de ces déchets, la possibilité technique et économique de les gérer sur le très long terme et les fondements éthiques sous-jacents à une réflexion affectant plusieurs générations. Par ailleurs, les seuils de libération des métaux valorisés lors du démantèlement font l'objet d'un débat.
Entre 1946 et 1993, plus de 200 000 fûts remplis de déchets radioactifs ont été jetés par plusieurs États européens dans la plaine abyssale de l’océan Atlantique Nord-Est, dans les eaux internationales, à plus de 4 000 mètres de profondeur. « Ces immersions [de déchets radioactifs] étaient considérées à l’époque comme une solution normale de gestion des déchets issus de l’industrie nucléaire ». 
Selon Greenpeace, en 2022 « près d’un million de mètres cubes de déchets radioactifs provenant de la production d’électricité nucléaire d’EDF s’accumulent déjà sur le territoire français ».
Le recyclage des matières énergétiques (uranium, plutonium) encore contenues dans le combustible usé permet de les valoriser à 96 % sous forme de combustible MOX.
Areva (devenue Orano) annonce que 96 % du combustible usé issu de l'usine de retraitement de la Hague sont envoyés pour recyclage au site Tomsk-7 du combinat chimique de Sibérie, en Russie. Près de 13 % des matières radioactives produites par le parc nucléaire français y sont stockés dans des containers à ciel ouvert,.
L'invasion de l'Ukraine par la Russie de 2022 compromet l’avenir de la filière du traitement du combustible nucléaire usé des centrales nucléaires françaises. L'installation de conversion, seule usine au monde capable de recycler l’uranium déchargé des réacteurs nucléaires français, est située à Seversk, dans la région de Tomsk, en Sibérie, qui appartient au groupe russe Rosatom. Orano a continué à y envoyer de l'uranium usagé jusqu’en octobre 2022. Les stocks s’accumulent en France, pour environ 33 000 tonnes. En l'absence de retraitement, l’uranium issu des combustibles usés devrait être considéré comme un déchet radioactif supplémentaire à gérer,,.
Selon les responsables des pays européens (Allemagne, Autriche, Danemark, Luxembourg et Espagne) voulant exclure l’atome de la taxonomie européenne, (définie en 2022, qui attribue le "label vert" au nucléaire sous condition)« Après plus de 60 ans d’utilisation de l’énergie nucléaire, pas un seul élément de combustible n’a été éliminé de façon permanente dans le monde »
Selon Geneviève et Raymond Guglielmo, les déchets nucléaires étant dangereux, il faudrait se résoudre à accepter une police nucléaire. On peut donc parler de choix de civilisation.

### Définitions des déchets radioactifs

#### Définition qualitative
Un déchet radioactif est une matière radioactive classifiée comme déchet. Cette classification repose sur des définitions légales. La prise en compte d’autres définitions conduit à évaluer différemment la quantité de déchets radioactifs. Par ailleurs, le mode de gestion du déchet a une influence sur la présentation des inventaires.
Selon Saida Enegstrom (SKB, Suède), « la définition des déchets nucléaires est tout autant scientifique que sociale et politique ».
Les résidus miniers sont des matières faiblement radioactives issues de l’extraction d’uranium, de thorium mais aussi d’autres minerais contenant une faible proportion de radioéléments. Ces résidus sont réintégrés à l’environnement sur site, en comblant les excavations par exemple. Ce sont des déchets au sens où ils n’ont pas d’emploi subséquent. En revanche, leur catégorisation en tant que déchet radioactif dépend de leur activité résiduelle qui diffère selon le traitement subi par le minerai et le taux d’extraction des matières radioactives.
Les rejets radioactifs des centrales nucléaires ou des installations du cycle du combustible sont soumis à autorisation. Ces déchets sont gérés par dilution au sein de masses de fluide importantes : atmosphère pour les rejets gazeux, océan pour les rejets liquides. Ces matières n’étant pas accumulées mais évacuées au fur et à mesure de leur production, elles n’apparaissent pas dans les inventaires de déchets à gérer.
Les déchets de moyenne activité et à vie longue (MA-VL) sont des déchets d’activation. Ils ne comportent pas ou très peu de matières fissiles, de transuraniens ou de produits de fission. La notion de déchets de haute activité et à vie longue (HA-VL) est plus controversée. La définition légale en France renvoie à des matières radioactives qui n’ont pas d’emploi subséquent, qui ne sont pas valorisables. Ainsi, selon les pays et la stratégie de cycle mise en œuvre (traitement ou stockage direct), le combustible irradié fait ou non partie de l’inventaire des déchets HA-VL.
En France, le scénario privilégié en 2006 par EDF est le traitement de l’ensemble des matières valorisables, à court terme sous la forme de MOX et d’URE, à plus long terme dans des réacteurs nucléaires avancés soumis à recherche et développement. Dans ce cadre, l’Andra produit l’inventaire des déchets à fin 2004.
| Type de déchet | Volume                           |
| HA             | 1 851                            |
| MA-VL          | 45 518                           |
| FA-VL          | 47 124                           |
| FMA-VC         | 793 726 (dont 695 048 stockés)   |
| TFA            | 144 498 (dont 16 644 stockés)    |
| Sans catégorie | 589                              |
| Total          | 1 033 306 (dont 711 692 stockés) |

D’autres scénarios sont cependant envisagés (par exemple par les opposants à l’énergie nucléaire). Dans ces scénarios alternatifs, l’application de la définition de déchet comme matière n’ayant pas d’emploi subséquent conduit à considérer d’autres matières radioactives comme déchet.
- Le premier scénario envisagé est un traitement partiel des combustibles irradiés, voire l’arrêt du traitement. Dans ce cadre, tout ou partie des stocks de combustible irradié devient de facto un déchet.
- L’autre principal scénario alternatif est « l’arrêt du nucléaire ». Ce scénario admet des variantes selon les activités arrêtées : nucléaire militaire (armement et propulsion), production électronucléaire, médecine nucléaire. Par ailleurs, d’autres activités non nucléaires produisent également des déchets radioactifs. Dans ce cadre, tout ou partie des stocks de matières radioactives valorisables devient de facto un déchet.

En France, l’inventaire de l’Andra évalue ces stocks (à fin 2004).
| Type de matière                                                                              | Volume    |
| Stock d’uranium appauvri issu des usines d’enrichissement                                    | 240 000 t |
| En-cours d’hexafluorure d’uranium dans les usines d’enrichissement                           | 3 100 t   |
| Combustible en utilisation dans les centrales EDF (tous types), en tonnes de métal lourd     | 4 955 t   |
| Combustibles usés à l’oxyde d’uranium EDF en attente de traitement, en tonnes de métal lourd | 10 700 t  |
| Uranium de traitement enrichi (URE)                                                          | 200 t     |
| Mixtes Uranium - Plutonium (MOX)                                                             | 700 t     |
| Uranium de traitement (part française EDF, AREVA, CEA)                                       | 18 000 t  |
| Combustible du réacteur Superphénix (part française)                                         | 75 t      |
| Combustible du réacteur EL4 de Brennilis (propriété CEA et EDF)                              | 49 t      |
| Plutonium non irradié, d’origine électronucléaire ou recherche (part française)              | 48,8 t    |
| Combustibles de recherche du CEA civil                                                       | 63 t      |
| Combustibles de la Défense                                                                   | 35 t      |
| Thorium (stocks du CEA et de RHODIA)                                                         | 33 300 t  |
| Matières en suspension (stock de RHODIA)                                                     | 19 585 t  |

Les matières utilisées pour la fabrication des armes ou au titre de stocks stratégiques sont couvertes par le secret-défense. Elles ne sont donc pas recensées dans l’inventaire français réalisé par l’Andra.
Le débat sur ces questions de définition des déchets radioactifs renvoie ainsi au débat plus général de l’avenir de la production électronucléaire, tant en termes de maintien de l’option nucléaire qu’en termes de choix de stratégie en cas de maintien de l’option nucléaire.

#### Quantité de déchets
Il existe plusieurs comptabilités des déchets radioactifs. Il y a les déchets produits à ce jour, les déchets engagés ainsi que les déchets prévisibles. Les prévisions de volumes de déchets reposent alors sur la définition de différents scénarios (durée de vie des réacteurs, taux de combustion, pertes au cours du traitement…) que les différents acteurs du débat utilisent selon leurs propres modalités.
Par ailleurs, un point particulier est souvent mis en avant au cours du débat : il s’agit de la prise en compte du conditionnement des déchets dans les volumes indiqués. On peut ainsi distinguer plusieurs volumes : le déchet en lui-même, le colis de déchet avec sa matrice, le colis de déchet conditionné et jusqu’au colis de stockage (dans ce cadre) qui comprend éventuellement un sur-conteneur. Ces différentes définitions alimentent une certaine confusion dans le débat où chacun des acteurs emploie la définition qu’il estime la plus pertinente.

### Gestion des déchets
Les déchets de faible et moyenne activité ou à vie courte peuvent être stockés en surface ou à faible profondeur. Les débats relatifs à ce mode de gestion portent essentiellement sur la sûreté des centres de stockage et sur les risques de contamination de leur environnement.
Les déchets de haute activité, du fait de leur période radioactive particulièrement longue, suscitent des débats plus complexes. Les modes de gestion possibles de ces déchets sont :
- le stockage définitif dans un milieu qui retarde le relâchement des radionucléides sur une échelle de temps compatible avec leur décroissance radioactive (en mer dans des fosses sous-marines éloignées des côtes[217] ou sous terre en couche géologique profonde),
- l’entreposage provisoire dans un milieu se prêtant à la surveillance, dans l’attente de découvertes ou d’innovations qui permettraient un autre traitement,
- la transmutation artificielle des isotopes à vie longue en isotopes à vie courte, afin de les rendre moins dangereux.

Selon un rapport de 2017 à l’Office parlementaire d’évaluation des choix scientifiques et technologiques concernant la gestion des matières et déchets radioactifs en France par le député Christian Bataille et le sénateur Christian Namy, le stockage géologique profond est « considéré comme la solution de référence par les États confrontés au problème du stockage des déchets radioactifs de haute et moyenne activité à vie longue » et une étude de l'Institut de radioprotection et de sûreté nucléaire (IRSN) parue en 2019 montre que, dans les pays dotés d'une industrie nucléaire, la construction d’un centre de stockage en couche géologique profonde est à l'étude ou a été décidée officiellement. Les débats suscités par cette option portent sur la sûreté à long terme des sites utilisés, sur leurs retombées environnementales, actuelles ou futures, et sur leur financement.
Le choix des sites et leur mise en œuvre suscitent, dans beaucoup de pays, des oppositions locales et générales. Les oppositions locales, procèdent de la volonté de ne pas voir s’implanter sur leur territoire une installation susceptible de porter atteinte au cadre de vie ou à la santé des habitants.
L’opposition générale au principe du stockage géologique est le fait d’organisations anti-nucléaires qui y voient une façon de clore le cycle du combustible nucléaire et le combattent en tant que tel, sans considération de la zone géographique concernée. Le débat prend en général deux formes. D’une part un débat d’experts, organisé par les pouvoirs publics, porte sur les hypothèses et méthodologies de modélisation en lien avec les connaissances scientifiques, ainsi que l’évaluation du coût du stockage et son financement. D’autre part un débat à destination de l’opinion, met en œuvre des arguments d’ordre symbolique et prend la forme d’une bataille d’images :
- « À titre d’illustration, les colis de déchets correspondant à 40 ans de production des centrales actuelles pourront être entreposés dans […] l’équivalent d’un seul terrain de football »[223]
- « Les manifestants sont arrivés sur le site derrière un canon napoléonien plus symbolique que dangereux. Car les militants sont pacifistes et aiment les symboles. Pour preuve, ces tombes construites sur le rond-point. […] Un enterrement à grand renfort de sonnerie aux morts et de minutes de silence. […] Des logos nucléaires peints à la chaux sur le bitume devant laisser une trace de leur mécontentement. »[224]

Enfin, il existe une distinction, plus ou moins marquée selon les pays et les périodes, entre les opposants au stockage géologique qui soutiennent de façon générale l’utilisation de l’énergie nucléaire (avec un mode de gestion des déchets à vie longue différent) et les opposants à l’énergie nucléaire qui s’opposent au principe du stockage géologique en tant que part du cycle du combustible nucléaire.

### Transport pour stockage et/ou retraitement
La question du transport, pour stockage et/ou retraitement pose des problèmes de sûreté et de sécurité vis-à-vis des territoires et mers traversées du fait des risques de radioactivité associés particulièrement aux déchets nucléaires,,,.
La France promeut le traitement du combustible nucléaire usé pour en faire un nouveau combustible et utilise l'usine de La Hague et l'usine de Cadarache. Peu de pays ont fait ce choix, le Royaume-Uni avec son usine de Sellafield, le Japon à Rokkasho, la Russie à Maïak, les États-Unis ont arrêté leur usine de retraitement de West Valley en 1972,...
Le MOX est un combustible nucléaire façonné à partir de plutonium et d'uranium appauvri issus des combustibles usés. En juin 2013, un convoi de combustible nucléaire MOX parti de France est arrivé au port japonais de Takahama, près de la centrale atomique destinataire. C'était le premier arrivage au Japon de MOX depuis l'accident nucléaire de Fukushima.

### Aspects économiques de la gestion des déchets
Deux sujets font débat à propos de la gestion des déchets : l’évaluation du coût de leur gestion (et sa prise en compte dans le coût de l’électricité nucléaire) et le financement pérenne de ce coût. Par ailleurs, les termes du débat sont relativement différents selon les catégories de déchets impliquées. En France, le financement de la gestion des déchets à vie longue devrait être supervisé par une commission créée à la suite de la loi du 28 juin 2006.

## Réduction des émissions de gaz à effet de serre
Le développement de l'énergie nucléaire permet de participer à la réduction des émissions de gaz à effet de serre. Dès 2020, pour Brice Lalonde (candidat des écologistes à l’élection présidentielle en 1981, ministre de l’Environnement de 1988 à 1992) « la priorité désormais, c’est la lutte contre le réchauffement. (…) La lutte contre le CO2 passe avant la question nucléaire ».
En effet, la production électronucléaire émet, selon un rapport de l’Agence pour l’énergie nucléaire de l’OCDE, très peu de gaz à effet de serre par rapport à la production d’énergie fossile, et en moyenne un peu moins que les énergies renouvelables :
- dans le monde, l’utilisation de centrales nucléaires permet d’abaisser de plus de 8 % les émissions de gaz à effet de serre du secteur énergétique (17 % pour la seule électricité), par rapport à l’utilisation de centrales thermiques à flamme[229] ;
- pour les seuls pays de l’OCDE, l’économie réalisée représente près de 1,2 gigatonne (milliard de tonnes) de dioxyde de carbone (CO2) ou environ 10 % des émissions totales de CO2 imputables à la consommation d’énergie (les objectifs du protocole de Kyoto sont une réduction de 0,7 gigatonne entre 1990 et 2008-2012)[229].

Un autre calcul par extrapolation montre que remplacer toute la production actuelle d'énergie d'origine fossile par une production nucléaire dans les zones où cela serait raisonnablement envisageable permettrait une économie annuelle d’environ 6,2 gigatonnes de CO2, soit 25 à 30 % des émissions humaines de CO2 fossile (la stabilisation du climat requiert, au niveau mondial, une réduction de l'ordre de 50 % des émissions de gaz à effet de serre entre 1990 et 2050).
Cependant, cela représenterait un développement considérable de la filière, y compris dans de nombreux pays ne disposant pas aujourd'hui de centrales nucléaires. Le nucléaire ne peut donc être qu'un élément de la réponse au changement climatique, mais non la réponse unique.
Voici quelques opinions de personnalités concernant l'intérêt du nucléaire pour combattre le réchauffement climatique :
- Patrick Moore considère cette source d’énergie comme la seule solution réaliste au problème du réchauffement climatique[232] ;
- c’est également l’opinion du scientifique James Lovelock, inventeur des théories Gaïa[233] ;
- le climatologue Tom Wigley considère que le recours aux énergies renouvelables sera insuffisant pour contrer le changement climatique[234] et que « la poursuite de l’opposition à l’énergie nucléaire menace la capacité de l’humanité à faire face au danger du changement climatique »[235] ;
- Jean-Marc Jancovici, bien que par ailleurs défenseur du nucléaire, juge que c'est seulement avec « une très forte maîtrise de la consommation énergétique que le nucléaire est un des éléments de réponse appropriés au changement climatique »[236] en tout cas plus que certaines énergies renouvelables comme l'éolien[237] ou l'énergie marine[238] ;
- Stephen Tindale, secrétaire général jusqu’en 2005 de Greenpeace Grande-Bretagne, a changé d’opinion à la suite de nouvelles découvertes scientifiques montrant à quel point le changement climatique provient de l’utilisation d’agents énergétiques fossiles tels que le pétrole, le gaz et le charbon[239].

Une étude de l'American Chemical Society publiée en mars 2013 estime à « 1,84 million le nombre de vies humaines sauvées par l'énergie nucléaire, et à 64 gigatonnes (Gt) la réduction des rejets en équivalent CO2 (gaz à effet de serre), du seul fait que la pollution associée aux énergies fossiles a été évitée ». De plus, en partant d'une projection des conséquences de Fukushima sur l'utilisation de l'énergie nucléaire, la même source indique « qu'au milieu de ce siècle, 0,42 à 7,04 millions de vies pourraient être sauvées et 80 à 240 Gt de rejets en équivalent CO2 qui pourraient être évités (en fonction de l'énergie de remplacement). En revanche, l'expansion à grande échelle de l'utilisation du gaz naturel n'atténuerait pas le problème du changement climatique et causerait beaucoup plus de décès que l'expansion de l'énergie nucléaire ».
L'Académie des sciences française publie le 7 juillet 2020 un avis intitulé « Fermer Fessenheim et d’autres réacteurs est un contre-sens », qui rappelle que « l’énergie nucléaire n’émet pas de CO2, […] elle est décarbonée. C’est grâce à cette énergie que la France est l’un des pays les plus vertueux en matière d’émissions de CO2 en Europe et que, par exemple, la production d’un kWh en France émet dix fois moins de CO2 qu’en Allemagne » et que « lorsque les éoliennes s’arrêtent faute de vent ou que le photovoltaïque cesse de produire, il faut les remplacer par des centrales pilotables. La France y parvient avec ses centrales nucléaires et hydroélectriques […] l'Allemagne, où ces énergies intermittentes représentent déjà 29 % de l’électricité produite, se retrouve dans l’obligation d’équilibrer l’intermittence par l’activité de centrales à gaz, charbon ou lignite ». Elle conclut : « il faut garder un nucléaire fort, sûr et bon marché,pour que la France maintienne sa position de pays parmi les moins émetteurs de CO2 […] Il faut donc très rapidement prendre la décision de construire de nouveaux réacteurs pour remplacer ceux dont l’arrêt est programmé ou qui arriveront bientôt en fin de vie ».
Le nucléaire est plus vertueux que la plupart des autres énergies utilisées pour produire de l'électricité au regard des émissions de gaz à effet de serre (quantifiées en équivalent CO2), même s'il ne peut être qualifié de décarboné si l'on prend en compte l'ensemble du cycle de vie du nucléaire (extraction du minerai d’uranium, transport vers les usines de transformation du minerai en combustible puis vers les centrales, traitement ou enfouissement des déchets radioactifs, construction et démantèlement des installations nucléaires en fin de vie),.
L'exploitation des centrales n'est pas exempte d'émissions de gaz à effet de serre, même si elles sont faibles et surveillées. Les réacteurs français émettent ainsi chaque année de 1,3 à 2 tonnes d'hexafluorure de soufre (SF6), le plus puissant des gaz à effet de serre, soit entre 30 000 et 45 000 tonnes équivalent CO2, selon l'Autorité de sûreté nucléaire (ASN). Cependant, « ces émissions sont faibles comparées aux 396 millions de tonnes équivalent C02 émises en 2020 en France, avant tout par les transports et le chauffage ».
En juin 2018, Pierre-Franck Chevet, président de l'Autorité de sûreté nucléaire française, a estimé, devant la commission d’enquête parlementaire sur le nucléaire, que « les risques liés au changement climatique global, notamment en cas de canicule et de sécheresse, [avaient] bien été envisagés ». « Les sites en bord de rivière identifiés comme les plus sensibles sont ceux de Civaux, Bugey, Saint-Alban, Cruas, Tricastin, Blayais, Golfech et Chooz », précisait-il. La commission d’enquête parlementaire a d’ailleurs expressément demandé à EDF d’apporter « preuve que les réacteurs sont en mesure de résister à tout aléa climatique combinant plusieurs facteurs (canicule, sécheresse, etc.) et affectant plusieurs centrales simultanément ».
Le bilan thermodynamique global de la filière nucléaire montre des limites face au défi climatique. En effet, on estimait en 2008 que durant 40 ans (de 2010 à 2050), il faudrait augmenter de 10,5 %/an la production d'énergie nucléaire ; or, dans un contexte de décarbonisation de l'énergie, une telle croissance générerait un « effet cannibale », où l'énergie nucléaire devrait être massivement consommée pour construire de futures centrales et pour produire plus de combustible nucléaire, alors que la limite de teneur en minerai pour compenser les émissions de gaz à effet de serre est significativement plus élevée que la limite purement thermodynamique fixée par les temps de retour énergétique trouvés dans la littérature. De plus, le cycle nucléaire exige d'énormes capacités de refroidissement, qui, si elles n'émettent pas de CO2, sont aussi une source de vapeur d'eau[précision nécessaire] et un apport de chaleur à l'atmosphère et aux cours d'eau, comme toutes les centrales thermiques. Cet effet est faible dans les années 2000-2020, mais si le monde devait être considérablement plus alimenté par le nucléaire, il pourrait devenir significatif.

## Compétitivité du nucléaire

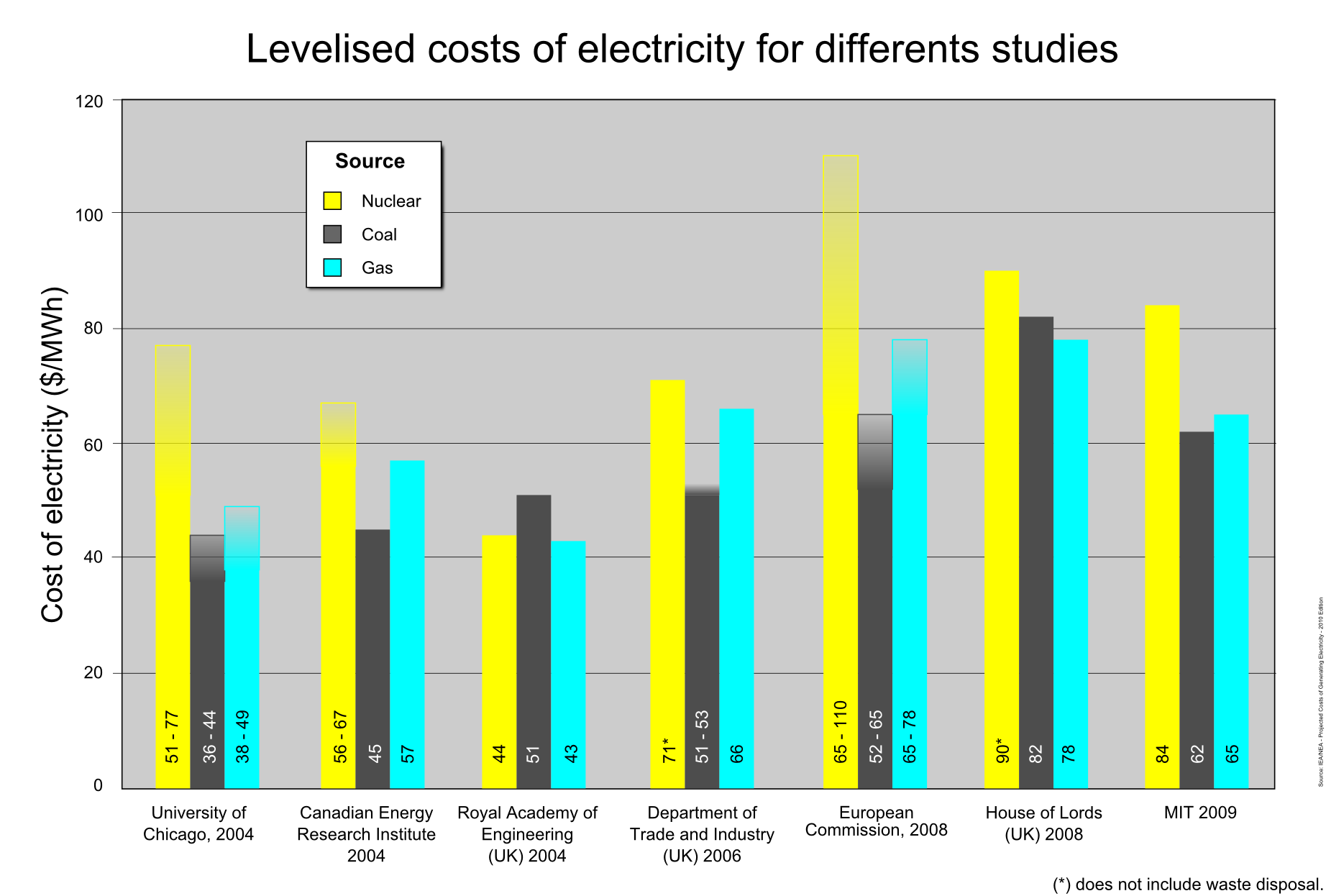
Coût de l'électricité (US$/MWh) selon les sources (nucléaire, charbon ou gaz) et selon différentes études.

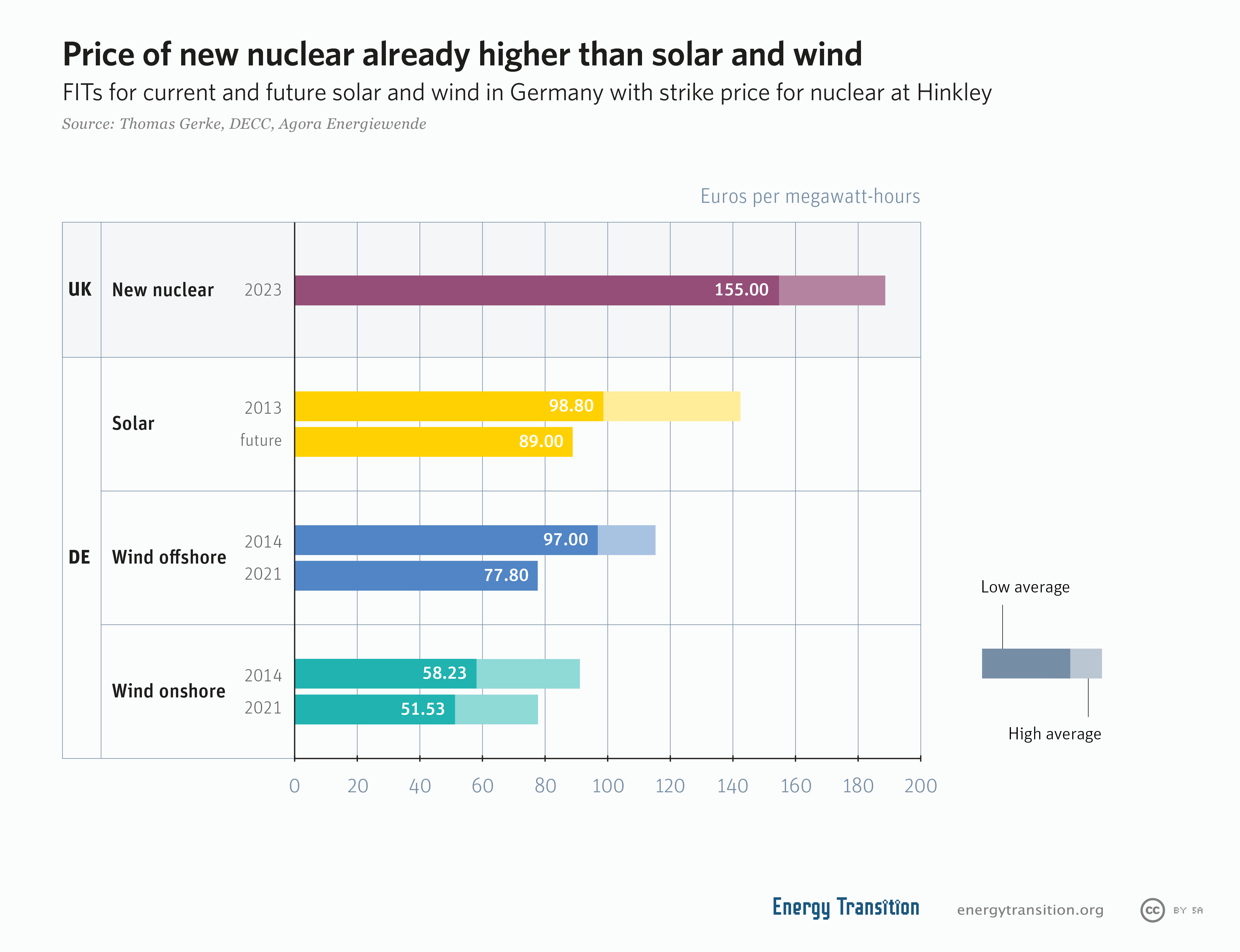
Selon la Fondation Heinrich-Böll, connue pour ses campagnes anti-nucléaires, le prix de rachat des nouveaux réacteurs de la centrale nucléaire d'Hinkley Point serait plus élevé que celui des énergies renouvelables en Allemagne en 2013. En réalité, le prix contractuel garanti pour Hinkley Point est de 92,5 £/MWh, soit 109 €/MWh.

La compétitivité de l'électricité d'origine nucléaire doit être étudiée en comparaison des autres technologies de production. Elle doit prendre en compte le coût complet sur l’ensemble du cycle de vie du moyen de production. Le consultant anti-nucléaire Mycle Schneider affirme en 2019 que l'électricité d'origine nucléaire perd en compétitivité face aux énergies renouvelables. Selon un rapport publié en décembre 2019 par l'Agence pour l'énergie nucléaire (OCDE-NEA), la déréglementation des marchés de l'électricité devrait avoir un effet positif sur les centrales existantes, mais l'énergie nucléaire pourrait se trouver désavantagée par rapport au gaz naturel, en particulier du fait des risques économiques découlant des charges financières futures correspondantes au démantèlement nucléaire et à la gestion des déchets nucléaires. Dans un audit détaillé des coûts de la filière nucléaire de 2012, concernant le démantèlement des centrales nucléaires et la gestion de la totalité des déchets nucléaires, la Cour des comptes française indique que les coûts associés sont difficiles à prévoir en raison du manque de retour d’expérience dans ce domaine. Leur faible part dans le coût complet de production (5 à 7 %) ne conduirait qu’à un impact limité.

### France
Le CEA, principal concerné pour la recherche sur le nucléaire, ne travaille pas exclusivement dans le domaine de l'électronucléaire. Il poursuit divers types de recherches (fondamentale, médicale, militaire…). Une part de son budget de fonctionnement annuel est autofinancée (35 % en 2006), notamment par des brevets détenus[réf. souhaitée].
Selon Bernard Laponche, ancien directeur de l'Agence française pour la maîtrise de l'énergie, la recherche portant sur les énergies renouvelables a pu pâtir de la recherche sur le nucléaire, qui a pris une part importante du financement disponible du fait de la priorité accordé par l'État à ce domaine (par exemple pour la recherche sur l'énergie, voir l'argent consacré à ITER).
Selon l'étude de la Cour des comptes de 2012, les investissements entre 1945 et 2010 se sont montés à 170 milliards d’euros plus 18 milliards pour des projets arrêtés. La mise en place de la filière nucléaire française se divise en trois parties, la recherche, la construction des 58 réacteurs et le développement de la filière de retraitement. Les charges futures concernant le parc construit sont incertaines et estimées à 79 milliards d'euros concernant le démantèlement, le traitement du combustible usé, la gestion des déchets. Une grande partie des investissements réalisée pour le nucléaire a été faite sur fonds publics : recherche et développement, dépenses liées au contrôle de la sûreté, de la sécurité et de la transparence de l’information
Les travaux de maintenance post-Fukushima auraient fait augmenter le coût du mégawatt-heure (MWh) à 54,2 euros (le coût officiel de production du mégawatt-heure par l'ARENH était de 42 euros au moment de l’accident de Fukushima). Le coût moyen du nucléaire en France pour les centrales déjà construites était de 49,50 €/MWh en 2012 et ce chiffre est en augmentation permanente. Si l'on y ajoute le coût du démantèlement, celui des assurances en cas de catastrophe et les frais de recherche, on arriverait à un coût de 75 €/MWh
Dans la programmation pluriannuelle de l'énergie 2019-2028, le coût du nucléaire est estimé en moyenne à 32–33 €/MWh en tenant compte du programme du Grand carénage. Ce coût n'intègre pas les coûts de démantèlement et de gestion des déchets, qui sont réputés couverts par des actifs dédiés déjà constitués par les exploitants nucléaires. L'étude de la Cour des comptes publiée en janvier 2022 évalue le coût complet du parc nucléaire à 61,6 €/MWh.
Selon le rapport de la Commission de régulation de l’énergie (CRE) de juillet 2023 sur les coûts du parc électronucléaire existant (y compris l'EPR de Flamanville 3), retenant l'hypothèse médiane de RTE à 360 TWh par an, le coût complet ressort à 60,7 €/MWh pour la période 2026-2030, 59,1 €/MWh pour 2030-2035 et 57,3 €/MWh pour 2036-2040. Cette estimation tient notamment compte des charges d’exploitation (combustible compris), des investissements sur le parc existant (y compris le grand carénage), de gestion des matières et déchets nucléaires (charges d’exploitation et d’investissements associées), des coûts de post exploitation et d’investissements dans le projet de construction de l’EPR de Flamanville 3,.
Le coût du combustible prêt à l’utilisation ne représente que 15 % environ du coût de production du parc nucléaire France, et moins de 5 % du prix de vente aux particuliers. L'électricité d'origine nucléaire est moins dépendante des évolutions du coût des matières premières combustibles que les énergies fossiles (pétrole, charbon…).
La facture moyenne des Français pour l'électricité en 2012 était 25 % inférieure à la moyenne européenne et presque deux fois inférieure à celle de l'Allemagne, mais selon Le Monde elle pourrait augmenter de 50 % d'ici à 2020. Les statistiques d'Eurostat donnent les prix de l'électricité pour les ménages de taille moyenne en 2022 : 20,92 c€/kWh en France et 32,79 c€/kWh en Allemagne.
Le coût de l'électricité d'origine nucléaire peut être comparé avec celui des énergies renouvelables. Selon le directeur général de l’Agence internationale pour les énergies renouvelables (Irena) « Les énergies renouvelables sont aujourd’hui la source d’électricité la moins chère ». Le rapport de l’Irena, publié en 2021, détaille l'évolution du coût de l’électricité entre 2010 et 2020 : le prix du photovoltaïque a diminué de 85 % en dix ans, l’éolien terrestre de 56 % et l’éolien offshore de 48 % ; « les coûts de production d'électricité renouvelable ont fortement chuté au cours de la dernière décennie, sous l’effet de l’amélioration des technologies, des économies d'échelle, des chaînes d'approvisionnement compétitives ».
Selon RTE, il faut prendre en compte le coût complet des énergies renouvelables : le caractère intermittent de ces énergies, les besoins en flexibilité, à savoir des unités de stockage (batteries ou électrolyseurs pour produire de l'hydrogène) et le pilotage de la demande. La forte dispersion des centres de production d'électricité photovoltaïque ou éolienne nécessite en outre le renforcement des réseaux de transport et distribution d'électricité par la construction de lignes, de postes, de transformateurs. En fin de compte, les scénarios comportant le plus de nucléaire sont les moins chers.
Selon Xavier Piechaczyk, président de RTE, le 27 octobre 2021, « l’avantage économique des scénarios qui comportent du nouveau nucléaire dans nos évaluations est conditionné, [...] à un financement qui ne s’écarte pas des autres technologies bas carbone. Dans notre étude nous avons pris un coût de financement de l’ensemble des installations de 4% ».
Une note technique publiée en novembre 2022 par la SFEN, association faisant partie du mouvement pro-nucléaire, explique que la comparaison entre sources d'énergies sur la base de leur coût moyen actualisé (LCOE) est insuffisante : elle doit être complétée par la prise en compte des coûts systèmes (coûts et bénéfices d'intégration des moyens de production au sein des systèmes électriques du futur : coûts des dispositifs de stockage, des réseaux, etc) ainsi que des externalités de production (positives ou négatives) : impacts sanitaires des effluents, déchets, accidents, etc. Le LCOE des futurs réacteurs EPR2 est estimé à 60 €/MWh pour un taux de financement de 4 %. La taxe carbone permet de prendre en compte au moins partiellement l'impact climatique ; le nucléaire présente un coût social complet relativement faible par rapport aux autres moyens de production du fait, entre autres, de sa faible emprise au sol, de sa faible empreinte matière, et de l’absence de rejets de polluants atmosphériques.
Selon le rapport de la SFEN sur « Les coûts de production du nouveau nucléaire français », « Les retours attendus par les investisseurs privés sur les projets nucléaires sont de l’ordre de 9 à 10 %. Outre les risques liés à la réalisation du projet, ces taux rendent compte des risques marché (évolution du prix moyen de l’électricité), des risques politiques (remise en cause par un changement de majorité) et des risques d’évolution réglementaire susceptibles de renchérir les coûts et d’allonger les délais de réalisation. À titre d’exemple, le coût du kilowattheure de Hinkley Point C (Royaume-Uni) double quand le taux d’actualisation passe de 3 % à 10% »
Le coût et la durée de construction des réacteurs nucléaires entraînent des frais financiers lourds qui peuvent faire varier le coût de production du mégawattheure d’un EPR2 de 40 à 100 € selon que le coût du capital sera proche de 1 % ou de 7 %.
L'accord entre EDF et l'État mettant fin au dispositif d'accès régulé à l'énergie nucléaire (ARENH) prend effet le 1er janvier 2026. Il prévoit un prix de vente du mégawattheure d’origine nucléaire (d'EDF aux opérateurs tiers) aux alentours de 70 € (précédemment 42 € depuis 2012) et un mécanisme de redistribution des revenus d’EDF aux consommateurs lorsque le prix de marché du mégawattheure dépasse un certain seuil : 50 % des revenus supérieurs à 78–80 €/MWh, 90 % au-delà de 110 €.

### Royaume-Uni
Au Royaume-Uni, le contrat passé entre EDF et le gouvernement britannique pour la construction de la centrale nucléaire d’Hinkley Point C, fixe le prix d’achat de l'électricité à EDF, à 92,50 GBP2012/MWh (soit environ 105 €2020/MWh) pendant trente-cinq ans assurant un taux de rentabilité prévisionnel de 9 % (7,6 % fin 2019).

## Accident nucléaire et assurance
Les accidents graves ou « majeurs » sont qualifiés, pour les cas extrêmes, de « Big Ones » par Cummins et ses collègues en 2002 ou de « Super-cat » (« super-catastrophe ») par Erwan Michel-Kerjan (Université de Pennsylvanie) et Nathalie de Marcellis-Warin (École polytechnique de Montréal et CIRANO, Canada). Ils sont dans ces derniers cas non-assurables, ou nécessiteraient de puissants partenariats public-privés (PPP) assurantiels.
Le risque d'accident nucléaire majeur est en partie couvert par un système d'assurance spécialisée et hiérarchisée (Assuratome, groupement d'assureurs et réassureurs créé en 1957 pour former un fonds mondial commun de coréassurance pour le domaine du nucléaire civil et pacifique).
Les niveaux de responsabilité varient aussi beaucoup d'un pays à l'autre en Europe. Elle est ainsi de 600 M€ environ en Suisse pour un parc de 3 centrales nucléaires et de 100 M€ pour un parc de 54 réacteurs.
EDF serait assuré pour 91,5 millions d'euros. Ce montant "correspond aux Conventions de Paris et de Bruxelles, qui datent des années 1960 mais ont été plusieurs fois révisées. Elles prévoient trois tranches d'indemnisation: la première tranche est payable par l'exploitant (jusqu'à 91 millions d'euros), la seconde par l'État où se trouve le réacteur (110 millions d'euros supplémentaires) et la troisième conjointement par les États ayant ratifié les conventions (pour une nouvelle tranche de 144 millions d'euros), soit un total de 345 millions d'euros. Un nouveau protocole, conclu en 2004 devait porter la part de l'exploitant à 700 millions d'euros", mais il n'est pas encore entré en vigueur.
91,5 millions d'euros sont bien loin des estimations de l’IRSN, même "corrigées" – et encore plus loin de celle des autorités suisses qui ont évalué les conséquences financières d’une catastrophe de type Tchernobyl à 4 000 milliards d’euros.
En 2012, un rapport de la Cour des Comptes française notait qu'"en matière d’assurance, la filière nucléaire est dans une situation très particulière : la réalisation du risque est très peu probable mais, en cas de sinistre majeur, les conséquences peuvent être catastrophiques ; toutefois la probabilité de survenance comme la gravité des conséquences sont difficiles à estimer et l’objet de nombreux débats. Néanmoins, il est certain qu’en cas d’accident notable, les plafonds de garantie actuels à la charge des exploitants en matière de responsabilité civile, fixés par des conventions internationales, seraient rapidement atteints et probablement dépassés". Ainsi, "l’État pourrait être conduit, en cas d’accident nucléaire dont la probabilité est, certes, très faible, à indemniser les dommages au-delà des plafonds de responsabilité prévus dans les textes actuellement applicables, ainsi qu’à supporter les impacts économiques non couverts par les mécanismes d’indemnisation. Cette garantie est apportée aujourd’hui de manière gratuite aux opérateurs".
« Aux États-Unis, la responsabilité civile nucléaire est fixée par le Price-Anderson Act : Les risques liés à l'exploitation d'installations nucléaires civiles sont garantis par une assurance collective plafonnée à 10 milliards de dollars. Les indemnisations au-delà de ce plafond seraient couvertes par le gouvernement fédéral. »
« Au Japon, les séismes et tsunamis sont exclus de l'assurance du risque nucléaire. De plus, la loi japonaise reconnaît que l'exploitant d'une centrale ne peut être tenu pour responsable des dommages causés par une catastrophe naturelle. ». Si un accident nucléaire survenait hors de conséquences d'une catastrophe naturelle, il existe des programmes d'assurance couvrant la responsabilité civile de l'exploitant nucléaire ou du transporteur nucléaire.
Du point de vue comptable et prospectif de la gestion du risque, un principe de base de la comptabilité générale est - par prudence économique- qu'une entité ne doit pas transférer sur le futur les incertitudes présentes susceptibles de grever son patrimoine et son résultat économique. Or, l'information relative au risque nucléaire dans la comptabilité industrielle et dans celle des États (nucléarisés ou non) présente des failles car « tout risque dont la probabilité de survenance est trop incertaine n'apparaît pas dans les traitements comptables » et aucun des trois modes existant de traitement comptable du risque ne sont adaptés au risque majeur : Ni la provision (telle qu'actuellement conçue), ni le « passif éventuel » ni-même l'assurance et le système réassuranciel partagé ne sont capables de prendre en compte toutes les dimensions des risques faibles de lourdes pertes (ou risques extrêmes, qui ne sont d'ailleurs pas couverts par les assurances), notamment en raison des incertitudes quant à l'expression du risque dans l'espace et le temps, des plafonds de couverture et clauses d'exemptions prévus par les assurances, et de l'importance géographique et potentiellement transgénérationnelle des dommages. La provision et un système assurantiel solidaire (Assuratome) sont les solutions actuellement retenues, mais qui se sont déjà avérées insuffisantes dans le cas de Tchernobyl entre 1986 (cf. par exemple les difficultés à financer les sarcophages 1 et 2) puis de Fukushima en 2011.
La spécificité des risques nucléaires (faible probabilité de survenance d'un sinistre mais extrême gravité possible) a conduit à placer celui-ci dans un cadre spécifique, visé par diverses conventions internationales ou lois nationales. Ainsi en Europe, les conventions de Vienne, Paris ou Bruxelles, et aux États-Unis le Price-Anderson Nuclear Industries Indemnity Act, ont bâti un système juridique spécifique au nucléaire. Les principales conséquences de ces conventions sont :
- Reconnaissance de la responsabilité objective (c'est-à-dire la responsabilité même en absence de faute) d'un intervenant unique, l'exploitant nucléaire.
- Cette responsabilité est limitée dans les montants et la durée.
- Au-delà de ces limites, ce sont les États ou des groupements d'États qui prennent le relais, mais pour des montants là aussi plafonnés. Les limitations de responsabilité sont différentes d'un pays à l'autre.

Face à ces spécificités, les organisations anti-nucléaires pointent parfois l'insuffisance des montants garantis. Ces organisations soulignent également que le principe d'intervention des États dans le mode d'indemnisation fausse le coût réel de production de l'énergie nucléaire par rapport à une industrie classique qui aurait dû supporter l'intégralité de ses coûts d'assurance.
La différence entre les niveaux de couverture des exploitants de centrales et les évaluations de risque et dégâts potentiels peuvent, de l'avis de certains opposants, être assimilés à un défaut ou une exonération d'assurance et constituer un élément discriminatoire entre les différentes sources d'énergies.

## Centralisation de la production
La production d’énergie nucléaire est un système centralisé, ce qui d'après les opposants au nucléaire, poserait divers problèmes. Cette centralisation implique le transport de l’électricité par des dizaines de milliers de kilomètres de lignes à très haute tension (THT). Ainsi en France, le réseau de RTE compte 100 000 km de lignes aériennes sur 280 000 pylônes. Les opposants au nucléaire estiment en outre que ce système est très vulnérable face aux évènements climatiques, comme ce fut le cas lors de la tempête de décembre 1999.
Pourtant, la taille des sites de production des autres filières énergétiques est du même ordre de grandeur. On trouve en effet couramment des centrales au charbon de 1 200 à 2 000 MW, des centrales au gaz de 800 MW et des fermes éoliennes de 1 000 MW. La centrale solaire photovoltaïque Solar Star, en Californie, a une puissance de 579 MW et la plus grande centrale solaire photovoltaïque du monde, Noor Abu Dhabi, de 1 177 MWc.
Ainsi, en 2007, les centrales les plus importantes au monde, construites ou en projet, fonctionnent au charbon : Witbank-Duvha (5 400 MW), Waigaqiao (4 800 MW), Niederaussem (3 800 MW).

## Systèmes nucléaires futurs
Plusieurs axes majeurs visent à l'amélioration de la performance du nucléaire.
Le premier concerne l'évolution des réacteurs actuels basés sur la fission, voir la classification des différentes générations de ce type de réacteurs et notamment des recherches sur la transmutation, devant permettre la construction de réacteurs dits « à neutrons rapides » ou « surgénérateurs ». Le principal avantage réside dans la diminution importante de la consommation d'uranium 235 remplacé partiellement par la consommation du plutonium produit dans les réacteurs REP et d'uranium 238, ce qui apporte un allongement considérable de la durée prévisionnelle d'exploitation des réserves d'uranium naturel. Le Japon a ouvert son premier surgénérateur commercial, fonctionnant au plutonium, en 1994, alors que la France a fermé le réacteur Superphénix par arrêté ministériel du 30 décembre 1998. La transmutation, bien que constituant une évolution technologique importante, n'apporte néanmoins aucune révolution sur les principes mis en œuvre pour la production d'énergie, les réacteurs à neutrons rapides s'appuyant toujours sur la fission nucléaire. L'intérêt aurait cependant été d'étudier la "consommation" des déchets (produits de fission) produits par les réacteurs REP.
Le deuxième axe qui est lui toujours dans le domaine de la recherche fondamentale, envisage un changement plus radical puisqu'il concerne le passage de la fission à la fusion nucléaire : au lieu de « casser » des atomes lourds en atomes plus légers, la fusion doit permettre de fusionner des atomes légers (de l'hydrogène) pour créer des atomes plus lourds (essentiellement de l'hélium), libérant au passage une énergie considérable, trois à quatre fois plus importante que l'énergie libérée par la fission. La fusion est le mécanisme de production d'énergie utilisée par le soleil, ou au sein des bombes H. Les principaux avantages de la fusion résident dans un niveau de production d'énergie beaucoup plus élevé, mais aussi par le fait que le combustible (les atomes d'hydrogène) se trouve de manière abondante sur Terre (dans l'eau notamment).
Enfin, les pro-nucléaires avancent que la fusion devrait permettre de réduire considérablement les déchets dangereux en produisant essentiellement de l'hélium. Ce à quoi les opposants au nucléaire répondent que la fusion devrait également produire d'autres particules radioactives. Quoi qu'il en soit, la fusion nucléaire est encore très loin d'être une solution industrialisable (voir projet ITER). Les difficultés rencontrées sont principalement liées au fait que le processus de fusion, pour être initié et maintenu, nécessite des températures extrêmement élevées (de l'ordre de plusieurs dizaines de millions de degrés Celsius), ainsi que des dispositifs de confinement (notamment magnétiques) très élaborés.
Le dernier axe concerne les réacteurs nucléaires à sels fondus. La Chine travaille, aussi en partenariat avec les États-Unis, sur la mise au point d'une technologie, dont le coût de revient serait à titre de comparaison inférieur à celui du charbon.
Citant Fukushima, Jacques Repussard, directeur de l'Institut de radioprotection et de sûreté nucléaire (IRSN) en 2013, « Fukushima ne remet pas en cause l'utilisation de la fission nucléaire comme source d'énergie. Mais il faut des technologies éliminant les risques d'accident aussi grave. Cela demande peut-être de changer de paradigme, d'imaginer d'autres types de réacteurs et d'arrêter la course à la puissance. ». Un changement de paradigme de l'industrie nucléaire est en cours. Jusqu'alors les constructeurs promouvaient la recherche du facteur d'échelle en augmentant la puissance des réacteurs pour un gain en coûts rapporté à l'unité de puissance installée (exemple : le réacteur de 3e génération EPR). Actuellement, en complément du marché pour des réacteurs de grande puissance, la cible est de développer un nouveau marché, où les clients seraient plus nombreux et disposant d'une capacité financière moindre. Il sera basé sur une catégorie de réacteurs nucléaires à fission, de taille et puissance plus faibles que celles des réacteurs conventionnels : les petits réacteurs modulaires (PRM ou SMR) d'une puissance de 10 à 300 MW,,.

## Place du nucléaire dans la politique énergétique de quelques pays
Plusieurs pays, majoritairement européens, ont abandonné la production d’énergie d'origine nucléaire depuis 1987, à la suite de la catastrophe de Tchernobyl.
En 2009, l'Union européenne et plusieurs pays européens relancent le débat sur la fermeture des vieilles centrales et la construction de nouvelles.
Durant l'année 2011 sept nouveaux réacteurs démarrèrent tandis que dix-neuf ont été arrêtés. L'accident nucléaire de Fukushima a changé la donne pour la filière nucléaire : plusieurs pays occidentaux ont choisi de sortir du nucléaire, de ralentir leurs programmes, ou de ne pas construire de nouvelles centrales. Dans le même temps, la Chine et la Russie sont devenues les moteurs de cette industrie au niveau mondial
La position « médiane » est celle du moratoire sur la construction de nouvelles centrales nucléaires. C’était par exemple le cas de la Suisse où plusieurs initiatives populaires visant à la fermeture pure et simple des centrales ont été successivement repoussées par la population. Récemment, par votation populaire, le moratoire n’a pas été prolongé.
Enfin, l’industrie nucléaire subit une reprise dans certains pays. Ainsi les États-Unis envisagent depuis 2006 de reprendre la construction de centrale, afin de réduire leur impact sur le réchauffement climatique et leur dépendance énergétique à l’égard du Moyen-Orient. D'autres pays ont lancé la construction de réacteurs nucléaires comme les Émirats arabes unis, l'Égypte, la Turquie, le Royaume-Uni. En 2022 la Pologne a lancé un programme de 6 000 MW à 9 000 MW d'origine nucléaire, afin de décarboner son électricité produite à 70 % par le charbon
En octobre 2021, la Commission européenne travaille sur le classement des activités économiques en fonction de leurs émissions de CO2 et de leurs conséquences sur l’environnement. Classé « vert » en 2022, le financement du nucléaire en sera facilité,.
L’Union européenne se divise sur le sujet. Un accord a été signé pour le soutien au nucléaire par, outre la France, la Roumanie, la République tchèque, la Finlande, la Slovaquie, la Croatie, la Slovénie, la Bulgarie, la Pologne et la Hongrie. D'un autre côté, l'Allemagne, l'Autriche, le Danemark, le Luxembourg et le Portugal, estiment que l'énergie nucléaire était « incompatible » avec les critères de la liste des investissements considérés comme « durables » actuellement élaborée par l'Union européenne,.
Des conditions au label vert sont fixées par l'Union européenne concernant le futur de l'électricité d'origine nucléaire. Les projets de construction de nouvelles centrales nucléaires devront avoir obtenu un permis de construire avant 2045. Les travaux permettant de prolonger la durée de vie des centrales nucléaires existantes devront avoir été autorisés avant 2040.
En octobre 2022, 56 réacteurs nucléaires sont en construction dans 18 pays et 427 sont en exploitation dans trente-trois pays, contre 429 réacteurs fin 2010.
En novembre 2023, à l'occasion de la COP28 à Dubaï, 22 pays dont la Bulgarie, le Canada, la Finlande, le Ghana, la Hongrie, le Japon, la Corée du Sud, la Moldavie, la Mongolie, le Maroc, les Pays-Bas, la Pologne, la Roumanie, la Slovaquie, la Slovénie, la Suède, l’Ukraine, la République tchèque et le Royaume-Uni, appellent à tripler les capacités de l’énergie nucléaire dans le monde d’ici à 2050. Selon John Kerry, « La déclaration reconnaît le rôle clef de l’énergie nucléaire dans l’atteinte de la neutralité carbone d’ici à 2050 et pour conserver l’objectif de limiter le réchauffement climatique à 1,5 °C à portée de main ». Certains défenseurs de l’environnement soulignent néanmoins les risques d’accident, la question des déchets nucléaires à très long terme ou encore les coûts élevés de l’atome.
Selon le World Nuclear Industry Status Report (WNISR), entre les années 2000 et 2024, 126 nouveaux réacteurs ont été mis en service (dont 57 en Chine), tandis que 123 réacteurs ont été arrêtés définitivement.

### Pays renonçant à la production d’énergie nucléaire
Plusieurs pays ont abandonné la production d’énergie d'origine nucléaire à la suite de la catastrophe de Tchernobyl. L’Australie, le Danemark, la Grèce, l’Irlande et la Norvège, qui ne disposaient pas alors de centrales, proscrivirent tout nouveau projet de construction. L’Autriche refuse en 1978 par référendum la mise en service de sa centrale nucléaire de Zwentendorf. La Pologne arrête en 1989 la construction de la centrale nucléaire de Żarnowiec (quatre réacteurs soviétiques VVER de 440 MWe) avant de relancer un programme nucléaire trente ans plus tard.
L’Allemagne, à la suite de l'accord de sortie du nucléaire signé en 2000 sous le gouvernement SPD-Verts, prévoit la fermeture des dix-sept réacteurs encore en activité d'ici à 2020.
À la suite de l'accident de Fukushima, la Belgique, les Pays-Bas, l’Espagne et la Suède ont décidé de ne pas construire de nouvelle centrale, mais continuent d’exploiter les centrales existantes. L’Allemagne va encore plus loin en fermant volontairement des centrales avant leur date théorique de fin d’activité, dans le cadre d’un plan de « sortie du nucléaire » qui doit s’achever vers fin 2022.

#### Allemagne
En 2000, le gouvernement allemand constitué du SPD et d’Alliance '90 / les Verts' a officiellement annoncé son intention d’arrêter l’exploitation de l’énergie nucléaire. Jürgen Trittin (parti écologiste), ministre de l’environnement, de la protection de la nature et de la sécurité nucléaire a conclu un accord avec les compagnies productrices d’énergie en vue de l’arrêt progressif des 19 centrales nucléaires allemandes avant 2020. En considérant qu’une centrale a une durée de vie de 32 ans, l’accord prévoit précisément combien d’énergie chaque centrale produira avant sa fermeture.
Les centrales de Stade et d’Obrigheim ont été arrêtées le 14 novembre 2003 et le 11 mai 2005 - le début du démantèlement était programmé pour 2007.
Les militants anti-nucléaires critiquent l’accord car considèrent qu’il s’agit d’une garantie d’utilisation planifiée des centrales plutôt que d’un réel arrêt du programme. Ils avancent que l’échéance est trop lointaine et critiquent le fait que le décret ne concerne pas l’utilisation du nucléaire à des fins scientifiques (comme dans le centre de München II) ni l’enrichissement de l’uranium (l’échéance de l’usine d’enrichissement de l’uranium de Gronau a été repoussée). De plus, la production de combustible nucléaire recyclé resta autorisée jusqu’à l’été 2005.
Le gouvernement allemand a décidé que les compagnies de productions d’énergie seraient dédommagées et aucune décision n’a été prise quant au stockage final des déchets nucléaires. Les opposants au nucléaire ont déclaré qu’une imposition plus importante et une politique adaptée auraient rendu possible un arrêt plus rapide[réf. nécessaire]. La décision de fermeture progressive des centrales nucléaires a toutefois abouti, moyennant des concessions sur des thèmes tels que la protection de la population lors du transport des déchets nucléaires à travers l’Allemagne, et malgré le désaccord du ministre de l’environnement sur ce point.
Cependant, les arguments pour l’arrêt progressif de l’énergie nucléaire ont encore été discutés en raison des prix croissants des combustibles fossiles.
Le programme des énergies renouvelables prévoit une taxe de financement. Le gouvernement, déclarant la protection du climat comme un objectif principal, a le projet de réduire de 25 % les rejets de CO2 dans l’atmosphère entre 1990 et 2005. En 1998, l’utilisation de l’énergie renouvelable était de l’ordre de 284 PJ (pétajoules, 284 mille milliards de joules, 79 milliards de kilowatts-heures), ce qui correspond à 5 % de la demande totale d’énergie. Le gouvernement veut atteindre les 10 % en 2010.
Les opposants à ce programme d’arrêt du nucléaire prévoient une crise de l’énergie par l’absence de sources alternatives. Ils prévoient que seul le charbon pourrait pallier cette crise au prix d’énormes émissions de CO2, ou qu’il faudra importer des centrales nucléaires françaises ou de centrales à gaz russes. De plus, des coupures de courant seraient à prévoir lors des pics de forte demande et ce, dès 2012 malgré la baisse de consommation envisagée.
Pendant les élections fédérales de 2002, le candidat chancelier Edmund Stoiber de la CDU/CSU a promis d’annuler, s’il était élu, l’arrêt progressif du nucléaire. En 2005, Angela Merkel (CDU) avait annoncé qu’elle renégocierait une échéance avec les compagnies de production d’énergie
La « sortie de la sortie » du nucléaire figure au programme de la coalition conservatrice qui a remporté les élections en septembre 2009. Un an plus tard, Mme Merkel décide de prolonger de douze ans en moyenne l'activité des dix-sept centrales que compte le pays.
En 2011, à la suite de la catastrophe de Fukushima, Mme Merkel fait volte-face et précise « plus tôt l'Allemagne sortira du nucléaire, mieux ce sera ». Docteur en physique, ancienne ministre de l'Environnement (1994-1998), Mme Merkel n'a jamais manifesté de doute sur la sécurité des réacteurs nucléaires allemands précédemment.
Le 14 avril 2011, l’Allemagne annonce l’arrêt immédiat de sept centrales nucléaires.
Le scénario de pénurie d'électricité en cas de sortie du nucléaire n'a pas été observé jusqu'en 2014, au contraire le bilan des importations d'électricité de l'Allemagne déduit des exportations est de plus en plus négatif.
En 2020, six réacteurs sont en fonctionnement, produisant 11,3 % de l'électricité
En 2022, en conséquence de la crise énergétique due à l'invasion de l'Ukraine par la Russie, l'Allemagne prévoit de « maintenir en réserve » jusqu’à la mi-avril 2023 les trois centrales, Isar 2 (Bavière), de Neckarwestheim (Bade-Wurtemberg) et d’Emsland (Basse-Saxe). L'arrêt de ces trois dernières centrales nucléaires en activité était prévu fin décembre 2022.
En 2023, alors que l'Allemagne a définitivement tourné le dos à la fission nucléaire, déconnectant en avril ses dernières centrales, elle accroit au contraire son soutien à la fusion. Le 5 septembre 2023, un nouveau programme de soutien de 370 millions d'euros d'ici à 2028 pour la fusion de l'atome est annoncé. Selon la ministre fédérale de la Recherche, Bettina Stark-Watzinger, avec les financements des instituts de recherche impliqués dans les projets, ce sont « plus d'un milliard d'euros au total » qui seront investis dans les cinq prochaines années. L'Allemagne compte deux start-up allemandes de la fusion nucléaire, Marvel et Focused Energy, qui tablent sur la technologie laser et non sur la fusion magnétique, comme celle que doit livrer le réacteur ITER, à la construction duquel l'Allemagne participe, comme 34 autres pays.

#### Australie
Depuis 1999, l'énergie nucléaire est interdite en Australie suivant l'EPBC Act. Pourtant, l'Australie possède parmi les plus grandes réserves d'uranium au monde. La presque totalité de l’uranium produit sur le sol australien, soit plus de 11 000 tonnes de yellowcake, est exportée principalement vers les États-Unis, le Japon, la Corée du Sud et la France. Cependant, elle ne vend pas d'uranium aux pays qui n'ont pas signé le traité de non prolifération. En août 2019, le ministre de l’Énergie et de la réduction des émissions de CO2, Angus Taylor a lancé un débat public sur l'énergie nucléaire. Au niveau de l'État de Victoria qui a banni l'énergie nucléaire en 1983, le rapport rendu à la suite de ce débat public reste mitigé sur cette énergie en notant l'interdiction au niveau fédéral.

#### Autriche
La construction de la centrale nucléaire de Zwentendorf (730 MW), commencée en 1972, s'est achevée en 1977, mais le référendum autrichien sur le nucléaire du 5 novembre 1978 refuse sa mise en service avec une courte majorité de 50,5 %. Le parlement autrichien vote en 1978 une loi de non-utilisation de l'énergie nucléaire (Atomsperrgesetz),.
Le 9 juillet 1997, le parlement autrichien adopte à l’unanimité le maintien de la politique nationale anti-nucléaire. En Autriche, la production d’électricité d’origine nucléaire est anticonstitutionnelle, néanmoins 6 % de la consommation provient du nucléaire à travers les importations des pays frontaliers (en avril 2011).
Le refus du nucléaire en Autriche fait consensus de la gauche à l’extrême droite. En 2022, le pays va engager une procédure contre le « label vert » européen, contestant le classement du nucléaire comme « durable ». L'Autriche n’a jamais eu de centrale nucléaire en activité sur son territoire et produit près de 80 % de ses besoins en électricité par des sources durables, taux le plus élevé en Europe, dont 60 % d'hydroélectricité.

#### Belgique
La politique d’arrêt du nucléaire a été annoncée en juillet 1999 par la coalition au pouvoir à cette époque, formée par les partis libéraux, socialistes et écologistes. Cette coalition promulgue la Loi de sortie du nucléaire le 31 janvier 2003[réf. incomplète]. Cette loi prévoit la fermeture, si une alternative viable est possible, de chacun des sept réacteurs après 40 ans d'exploitation commerciale et interdit de construire de nouveaux réacteurs. Ces fermetures s'échelonneront entre 2015 et 2025.
En août 2005, le groupe français Suez (27 GW en Europe, 5 GW en France), devenu Engie pour sa partie productrice d'énergie, achète Electrabel Belgique (compagnie d’électricité), qui fait fonctionner certains réacteurs nucléaires.
Les discussions autour de l'énergie nucléaire sont relancées à partir de 2006 et, le 1er octobre 2009, Paul Magnette, ministre de l'Énergie, propose de prolonger de 10 ans les trois premières centrales nucléaires à la suite de la publication du rapport GEMIX du comité d'experts chargé de définir le futur mix énergétique. En 2015, cette prolongation de 10 ans est actée.
Fin 2020, Engie, actionnaire à 100 % d’Electrabel, l’exploitant des sept réacteurs nucléaires belges, annonce sa décision d’arrêter tous ses projets liés à une éventuelle prolongation de certaines unités. Une décision qui pourrait signer la fin du nucléaire en Belgique.
En 2020, sept réacteurs sont en fonctionnement, produisant 39,1 % de l'électricité du pays.
Le Conseil supérieur de la santé (CSS) estime, dans un avis publié en octobre 2021, que l’énergie nucléaire, telle qu’actuellement déployée, ne répond pas, sur le plan environnemental, éthique et sanitaire, aux principes du développement durable.
Fin 2021, la Belgique confirme qu'elle arrêtera ses sept réacteurs nucléaires d’ici à 2025 tout en voulant garantir « la sécurité d’approvisionnement » énergétique du pays et « la maîtrise des prix » en ne fermant pas la porte au nucléaire de nouvelle génération. Le gouvernement prévoit un investissement d’environ 100 millions d’euros dans la recherche sur les petits réacteurs modulaires .
En 2021, le gestionnaire de réseau belge Elia annonce que la part du nucléaire dans le mix électrique belge a augmenté, passant de 40,3 % en 2020 avec 32,8 TWh à 52,4 % en 2021 avec 48,1 TWh ; la production d’électricité nucléaire a ainsi progressé de 47 %.
Le 23 septembre 2022, l’opérateur Engie, dans un premier pas du pays vers la sortie du nucléaire, met à l’arrêt Doel 3, l’un des quatre réacteurs de la centrale nucléaire de Doel, située dans le port d'Anvers sur l’Escaut. Il pouvait produire à lui seul jusqu’à 10 % de l’électricité de la Belgique,.
En 2022, à la suite de la guerre menée par la Russie en Ukraine, la Belgique retarde sa sortie du nucléaire de 10 ans afin de réduire sa dépendance aux énergies fossiles (prolongation de la durée de vie de Doel 4 et Tihange 3 au-delà de 2025 avec un redémarrage prévu en 2026 après contrôle et feu vert de l'autorité). En 2023, le groupe Engie a obtenu, après de longues négociations, un plafonnement des coûts liés au traitement des déchets radioactifs et du combustible usé. L’accord inclut « la fixation d’un montant forfaitaire pour les coûts futurs liés au traitement des déchets nucléaires [de] 15 milliards d’euros »,,,.
Le 15 mai 2025, la Belgique abroge la loi de 2003 qui prévoyait la fermeture des sept réacteurs du pays. Cette décision supprime toute référence à une sortie de l'atome en 2025, ainsi que l'interdiction de construire de nouvelles centrales nucléaires.

#### Irlande
En Irlande une centrale nucléaire a été proposée en 1968. Elle aurait dû être construite pendant les années 1970 à Carnsore Point dans le County Wexford. Le programme, qui prévoyait aussi quatre autres réacteurs, a été abandonné après une forte opposition des associations de protection de l’environnement. L’Irlande n’a donc jamais utilisé d’énergie nucléaire.

#### Italie
L’Italie a choisi par voie référendaire en 1986, à la suite de la catastrophe de Tchernobyl, d’arrêter définitivement ses quatre réacteurs nucléaires, le dernier réacteur a été fermé en 1990. Cependant, l'Italie importe une grande partie de son électricité des pays voisins, dont la France et la Suisse, ce qui a rendu possible le gigantesque black-out qui l'a touchée le 28 septembre 2003,.
Le 10 juillet 2009, le Sénat italien a approuvé une loi qui met fin à l'embargo sur l'énergie nucléaire en vigueur depuis 1987. Le gouvernement de Silvio Berlusconi a ensuite décidé en 2010 de relancer le programme nucléaire italien. Le français EDF et l'italien Enel s’étaient en particulier alliés en 2009 pour construire quatre réacteurs EPR (mise en service prévue en 2018/2019). La catastrophe de Fukushima au Japon a conduit le gouvernement italien à décréter un moratoire d’un an sur cette relance, avant que M. Berlusconi n'envisage de l'allonger à deux ans,.Dans un deuxième temps, le 19 avril, le Parlement italien inclut un amendement au décret-loi 34 dans la perspective de voter contre tout retour au nucléaire sur la péninsule, sans attendre le référendum prévu en juin sur la question. L'amendement abroge le programme nucléaire lancé en 2009.
Les résultats du référendum, maintenu les 12 et 13 juin 2011, sont sans appel : les Italiens ont choisi massivement (à environ 95 %, avec 56 % de participation) de renoncer définitivement au nucléaire, en disant non à la loi de juillet 2009 qui visait à réintroduire le nucléaire dans la politique énergétique.

#### Suisse
En Suisse de nombreux référendums sur ce sujet commencèrent dès 1979 par une initiative populaire de « citoyens pour la sécurité nucléaire », qui a été rejetée. En 1984, un vote pour « un futur sans nouvelle centrale nucléaire » a été rejeté à 55 %.
Le 23 septembre 1990 deux référendums concernaient l’énergie nucléaire. L’initiative « arrêter la construction de nouvelles centrales nucléaires » qui proposait un moratoire à propos de la construction de nouvelles centrales nucléaires a été adoptée à 54,5 %. L’initiative d’un arrêt progressif des centrales nucléaires existantes a été rejetée à 53 %. En 2000, une « taxe verte » proposée pour le développement de l’énergie solaire a été rejetée à 67 %. Le 18 mai 2003 deux référendums : « Sortir du nucléaire - Pour un tournant dans le domaine de l’énergie et pour la désaffectation progressive des centrales nucléaires (Sortir du nucléaire) » proposant l’arrêt progressif de l’exploitation de la filière nucléaire, et « Moratoire-plus - Pour la prolongation du moratoire dans la construction de centrales nucléaires et la limitation du risque nucléaire (Moratoire-plus) » proposant l’extension du moratoire déjà adopté, ont tous deux été rejetés. Les résultats furent : « Sortir du nucléaire » 66,3 % non, et « Moratoire-plus » 58,4 % non.
En 2005, la Suisse exploitait cinq réacteurs nucléaires (Beznau 1 et 2, Gösgen, Leibstadt, et Mühleberg) produisant près de 40 % de son électricité. Le reste provient de l'hydraulique, soit les aménagements au fil de l'eau et les barrages d'accumulation, à parts égales. Certains barrages sont dotés de pompes (20 % de la puissance installée) qui peuvent réalimenter le stock, la nuit, en bénéficiant des prix inférieurs des marchés de l’électricité des pays frontaliers tels la France par le biais de l'énergie nucléaire et l’Allemagne par le biais de l’énergie éolienne.
En février 2007, le Conseil fédéral a clarifié la situation en maintenant l'option nucléaire, jugée « nécessaire ».
Le 15 novembre 2010, l’Inspection fédérale de la sécurité nucléaire (IFSN) déclare « adéquats » les trois sites proposés (Mühleberg (BE), Beznau (AG) et Gösgen (SO)) pour la construction de trois nouvelles centrales nucléaires en Suisse, le type de réacteur reste à choisir,.
À la suite de l'Accident nucléaire de Fukushima, le conseil fédéral annonce le 25 mai 2011 une sortie progressive de l'énergie nucléaire programmée pour 2034.
Le 27 novembre 2016, les électeurs ont voté contre une initiative populaire visant à interdire aux centrales suisses de fonctionner plus de 45 ans.
En mai 2017, 58,2 % des électeurs ont approuvé une nouvelle loi qui vise à remplacer progressivement le nucléaire par des énergies renouvelables.
Le 20 décembre 2019, la centrale de Mühleberg a été arrêtée définitivement, c'est la première des centrales suisses à avoir été arrêtée.
En 2020, quatre réacteurs sont en fonctionnement, produisant 32,9 % de l'électricité suisse.

#### Taïwan
En 2018, quatre réacteurs opérationnels sont situés sur l’île de Taïwan.
La construction de deux nouveaux réacteurs était en suspens de 2014 à 2018. Le référendum de novembre 2018 est favorable à l'abrogation de la loi sur la sortie du nucléaire.
En 2025, Taïwan ferme sa dernière centrale nucléaire, la sortie du nucléaire a été décidée à la suite de la catastrophe de Fukushima de 2011. Le réacteur no 2 de Maanshan, au sud de Taïwan, était exploité par l'entreprise publique Taiwan Power (Taipower).

### Pays avec un moratoire sur la construction de nouvelles centrales
L'Espagne reste le seul pays ayant un moratoire en vigueur, après que le gouvernement suédois a annoncé le 14 octobre 2022 son intention de relancer la construction de nouveaux réacteurs nucléaires.

#### Espagne
En Espagne un moratoire est adopté en 1983 par le gouvernement socialiste de Felipe González. La centrale de Cabrera est fermée en avril 2006.
Le parti socialiste de Zapatero, réélu en 2008, annonce dans son programme électoral la sortie progressive du nucléaire civil, les centrales arrivant à fin de vie utile devant être fermées dans la mesure où l'approvisionnement énergétique du pays demeurait garanti. Il devait se prononcer en juin 2009 sur la fermeture effective de la centrale de Garona, prévue pour 2011,. La fermeture de la centrale Santa-Maria-de-Garona (près de Burgos, dans le nord de l'Espagne) est annoncée pour juillet 2013.
En 2018, l'énergie nucléaire était la première source d'électricité de l'Espagne. En 2019, la part du nucléaire dans la production électrique est de 22 %,.
Le gouvernement espagnol s'est engagé à fermer ses sept réacteurs nucléaires une fois que les énergies éolienne et solaire deviendraient des alternatives viables, comme dans le pays voisin, le Portugal. Dès 2027 l'Espagne devrait commencer à fermer l’ensemble de ses réacteurs afin d’atteindre en 2035 son objectif de sortie du nucléaire.
En 2020, sept réacteurs sont en fonctionnement, produisant 22,2 % de l'électricité espagnole.

### Pays construisant ou envisageant de construire de nouvelles centrales nucléaires
En avril 2023, on compte 56 réacteurs nucléaires en construction dans le monde dans 18 pays et 422 réacteurs nucléaires électrogènes opérationnels dans 32 pays (Taïwan inclus).

#### Algérie
L'Algérie possède deux réacteurs de recherche, l'un de 1, l'autre de 15 MW ; elle envisage d'acquérir la technologie du nucléaire civil. Plusieurs accords pour l'utilisation de l'énergie nucléaire à des fins pacifiques ont été signés.

#### Arabie saoudite
L'Arabie saoudite envisage de construire 16 réacteurs nucléaires sur les 2 prochaines décennies (17 GW) pour un coût total d'environ 80 milliards de dollars, avec un début des travaux en 2019 pour les 2 premières et une 1re centrale opérationnelle pas avant 2027.
En 2020, l'Arabie Saoudite possède déjà une usine de Yellow Cake.

#### Argentine
Le gouvernement de Nestor Kirchner a pris la décision, en 2007, de relancer l'énergie nucléaire en Argentine. En 2008, la présidente Cristina Kirchner a passé un accord de coopération nucléaire avec le Brésil, en 2008, qui comprend un volet d'enrichissement d'uranium et, éventuellement, un volet militaire.
En 2020, trois réacteurs sont en fonctionnement, produisant 7,5 % de l'électricité du pays, un réacteur est en construction.

#### Angola
L'Angola, qui possède des réserves d'uranium, envisage en 2007 de se doter de nucléaire civil.

#### Bangladesh
Deux centrales VVER V-523 sont en construction depuis 2017 et leur démarrage est prévu pour 2023 pour le premier et 2024 pour le second.

#### Biélorussie
Deux centrales VVER V-491 sont en construction depuis 2013. La première tranche de la centrale d'Ostrovets a été mise en route le 7 novembre 2020.

#### Brésil
Le Brésil, qui possède d’importantes réserves de minerai d’uranium, a relancé en 2020 la construction du réacteur Angra3 dont le chantier était arrêté depuis 1985 (site d’Angra dos Reis près de Rio de Janeiro), mais les activités sont réduites temporairement à la suite d’un retard de financement.
Ce pays envisage par ailleurs un enrichissement de l'uranium domestique. Le président Lula a signé un accord de coopération nucléaire avec l'Argentine en 2008, qui comprend éventuellement un volet militaire.
En 2020, deux réacteurs sont en fonctionnement, produisant 2,1 % de l'électricité brésilienne, un réacteur est en construction.

#### Bulgarie
Deux réacteurs VVER de 1 000 MW chacun étaient en projet à Belene.
Le 28 mars 2012, le Premier ministre Boïko Borissov a annoncé que la Bulgarie renonçait au projet de centrale nucléaire à Béléné.
En 2017 et 2019, la centrale de Kozlodouy, la seule du pays, a vu ses 2 réacteurs autorisés à fonctionner dix ans de plus.
Le Premier ministre Boïko Borissov a annoncé en octobre 2020 la construction d'un réacteur américain sur le site de Kozlodouy.
En 2020, deux réacteurs sont en fonctionnement, produisant 40,8 % de l'électricité bulgare.

#### Burkina Faso
Un mémorandum d’entente signé en 2023 entre le Burkina Faso et la Russie porte sur la construction d'une centrale nucléaire. Le Burkina Faso importe une grande partie de son électricité. Fin 2020, seuls 22,5 % des Burkinabés avaient accès à l’électricité, selon la Banque africaine de développement. Selon la chercheuse sud-africaine spécialisée en structure nucléaire Iyabo Usman, le Burkina Faso « n’a pas assez de personnel qualifié pour faire fonctionner cette centrale nucléaire » et devra faire appel à du personnel étranger.

#### Conseil de coopération du Golfe
En 2006, les pays du Conseil de coopération du Golfe décident de développer leur propre nucléaire civil. Le Conseil de coopération du Golfe regroupe l'Arabie saoudite, les Émirats arabes unis, le Koweït, le Qatar, Bahreïn et Oman.
En 2009, les Émirats arabes unis sélectionnent pour leur première centrale nucléaire le réacteur sud-coréen APR1400. Les travaux commencent en 2012, deux des quatre réacteurs en construction sont connectés au réseau en 2020 et 2021.

#### Chili
En 2007, la présidente chilienne, Michelle Bachelet annonce étudier la viabilité de la construction d'une centrale nucléaire, dans les dix ou quinze prochaines années, comme nouvelle source d'énergie au Chili.
En 2011, des accords de coopération nucléaire sont signés avec la France et les États-Unis. Ces accords sont critiqués car le Chili est une terre de séismes. La possibilité de construire un parc nucléaire est particulièrement controversée à la suite de l'accident nucléaire de Fukushima et du séisme du 27 février 2010 (un tremblement de terre de magnitude 8,8 au large de Santiago du Chili et le tsunami qui s’est ensuivi ont fait plus de 500 morts et deux millions de sinistrés),.
Pour décarboner sa production d'électricité, au-delà de l'hydroélectricité, le pays mise en priorité sur l'éolien dans le sud du pays (Patagonie) et sur le solaire dans le désert d'Atacama au nord.

#### Chine continentale
La Chine doit faire face à une très forte augmentation de la demande en énergie ; en 2024, 23 centrales sont en construction et elle envisage la construction de 36 tranches nucléaires de 1 000 MW dans les 15 ans à venir. Cela portera à 4 % contre 2,1 % actuellement la part du nucléaire dans la consommation chinoise d’électricité. Pékin a passé des contrats de plusieurs milliards de dollars, portant sur des réacteurs de troisième génération, avec Areva d'un côté, et Westinghouse de l'autre.
Depuis 2011, la Chine a engagé presque la moitié des projets de nouvelles constructions et a un carnet de commandes bien rempli, avec notamment la promotion d’un réacteur 100 % chinois, le Hualong-1.
En 2020, 52 réacteurs sont en fonctionnement, produisant 4,9 % de l'électricité chinoise, 14 réacteurs sont en construction.
En décembre 2023, la centrale nucléaire de Shidao Bay dans le Shandong en construction depuis 2012 est mise en service. D'une puissance de 200 MW, elle est constituée de deux réacteurs à haute température refroidis par du gaz. Un premier réacteur avait été raccordé au réseau électrique en décembre 2021.

#### Corée du Sud
En 2021, la présence de tritium à des niveaux supérieurs aux normes sur le site de la centrale nucléaire de Wolseong, dans le sud-est de la Corée du Sud, ravive les débats sur la politique de sortie du nucléaire. Le gouvernement coréen s’est engagé à sortir du nucléaire d’ici à 2060. Le réacteur 1 de Wolseong a été arrêté en 2018 alors qu’il devait fonctionner jusqu’en 2022.
À l'issue de l’élection du 9 mars 2022, le nouveau gouvernement de Corée du Sud abandonne l’objectif de sortie du nucléaire du précédent pouvoir, qui prévoyait de démanteler tous les réacteurs après quarante années d’exploitation. Le projet de construction de deux réacteurs à Shin Hanul avait été suspendu. Le nouveau gouvernement veut conserver au minimum la part actuelle de l’atome dans le mix électrique, et relance le projet de construction à Shin Hanul.
En 2020, 24 réacteurs sont en fonctionnement, produisant 29,6 % de l'électricité du pays, quatre réacteurs sont en construction.

#### Égypte
Depuis les années 1960, l'Égypte développe le centre de recherche nucléaire d'Anshas près du Caire.
En octobre 2007, le président Hosni Moubarak annonce la relance du programme nucléaire et un projet de construction de cinq centrales nucléaires civiles d'ici 2027.
Le 25 août 2010, il confirme que l'Égypte va construire sa première centrale nucléaire électrogène à Al-Dabaa (à l'ouest d’Alexandrie), d'une puissance de 1 000 MW. Son coût est évalué à quatre milliards de dollars, dont une importante participation locale. Ce projet suscite une vague de violences en janvier 2012, à la suite des expropriations.
La construction du premier réacteur de la centrale débute officiellement le 20 juillet 2022.

#### Émirats arabes unis
Fin 2009, les Émirats arabes unis ont attribué la construction de leur centrale nucléaire au Coréen Kepco. La construction a débuté le 18 juillet 2012. Le premier réacteur a été connecté au réseau pour la première fois en août 2020. Lorsqu’ils seront pleinement opérationnels, les quatre réacteurs auront la capacité de produire environ 25 % des besoins du pays. Le pays réunissant sept émirats ou principautés (Abou Dhabi, Dubaï…), disposera de quatre réacteurs (5 600 MW au total) construits par un consortium associant le groupe public Emirates Nuclear Energy Corporation et le sud-coréen Korea Electric Power Corporation.
En octobre 2022, trois des quatre réacteurs sont en exploitation.

#### Estonie
En 2021, le gouvernement estonien crée un groupe de travail chargé d’examiner l’opportunité pour le pays de se doter d’une centrale nucléaire. Les conclusions de ce groupe de travail sont attendues pour le début de l’automne 2022[réf. incomplète].

#### États-Unis
Un chantier de centrale en construction a été abandonné en 1981 sur le site nucléaire de Phipps Bend.
En 2019, les États-Unis envisagent de relancer la construction de réacteurs, arrêtée après l’accident de Three Mile Island (1979).
Entre 2010 et 2019, une seule centrale nucléaire a ouvert dans le pays. Au nom de la lutte contre le réchauffement climatique, le développement de la filière est revenu dans le débat public.
En 2021, la centrale d’Indian Point, située à environ 50 km de New-York, jugée trop proche de la métropole américaine, est fermée.
Westinghouse a développé un réacteur de 3e génération américain « AP1000 ». La mise en service de deux réacteurs de ce type de la centrale de Vogtle dans l’État de Géorgie, prévue avant 2022, est retardée après une explosion de ses coûts, la faillite de son concepteur Westinghouse et de nombreux litiges.
Vogtle 3 est couplé au réseau en mars 2023, Vogtle 4 en mars 2024,. L’unité 3 est mise en service commercial en juillet 2023 et l’unité 4 en avril 2024.
En 2025, l’État de New York veut construire une centrale nucléaire de nouvelle génération d'une puissance d’un gigawatt. Cette décision marque une rupture dans les politiques précédentes vis-à-vis du nucléaire civil.  
En juin 2025, 94 réacteurs nucléaires sont en fonctionnement pour une puissance nette installée de 96 952 MWe, et aucun réacteur est en construction.

#### Finlande
En 2003, Areva a proposé son réacteur de troisième génération EPR conçu avec l’allemand Siemens pour 3,3 milliards d'euros ; la construction devait durer quatre ans (2005-2009). En 2021, la dérive des coûts entraîne dix milliards d’euros à la charge du consortium Areva-Siemens.
En 2021, quatre réacteurs sont en fonctionnement, produisant 32,8 % de l'électricité finlandaise.
La construction de deux nouveaux réacteurs nucléaires (les 6e et 7e réacteurs, dont le type n'est pas encore choisi, un sera construit sur le site de Loviisa) a été décidée par le Parlement finlandais. Ce devaient être des réacteurs russes mais, en raison de la guerre en Ukraine, le contrat avec Rosatom a été suspendu, entrainant une pénalité de 2 milliards d'euros pour l'opérateur finlandais à la suite d'un arbitrage international,. Du fait également de la guerre russo-ukrainienne, les deux réacteurs de conception russe de Loviisa passeront à des combustibles américains au lieu de russes d'ici 2027 et 2030.
En avril 2023, avec treize ans de retard, le réacteur EPR d'Olkiluoto 3 est mis en service commercial par Teollisuuden Voima (TVO), après la fin de la phase d'essais (il avait atteint sa pleine puissance opérationnelle de 1 600 MW en septembre 2022). Près d'un tiers des besoins en énergie électrique du pays sont couverts par la centrale nucléaire d'Olkiluoto,,.

#### France
La loi no 2005-781 du 13 juillet 2005 de programme fixant les orientations de la politique énergétique vise 10 % d’énergie renouvelable à horizon 2010, multipliée par la définition des zones de développement de l’éolien (ZDE) remplaçant le thermique classique, et maintient le nucléaire en 2020 par la construction de réacteurs de type EPR (European Pressurized Reactor) à Flamanville, prévu pour 2012, et à Penly, pour 2017. (En 2023, l'EPR de Flamanville est toujours en construction et la construction du deuxième EPR n'est pas encore lancée.)
Un rapport sur la possibilité de traitement des déchets radioactifs a été commandé par le gouvernement français : il s’agit de la loi Bataille du 30 décembre 1991. Ce rapport a été rendu en 2006 et a donné lieu à la loi du 28 juin 2006 qui organise la poursuite de la recherche pour la gestion des déchets HAVL.
En 2019, la filière nucléaire, qui emploie 220 000 personnes, est défendue par les entreprises et les syndicats du secteur dont l’avenir est incertain.
En décembre 2019, EDF et Veolia annoncent la création d’une coentreprise, Graphitech. Cette entreprise sera en charge de démanteler les six plus vieux réacteurs nucléaires français de la filière française UNGG » (uranium naturel graphite gaz) abandonnée en 1969. Le démantèlement commencera par la centrale nucléaire de Chinon arrêtée en 1985.
Après Fessenheim en juin 2020, l’arrêt de douze réacteurs REP de 2e génération est prévu d’ici à 2035 par la Programmation pluriannuelle de l'énergie afin de ramener de 75 à 50 % la part d’électricité d’origine nucléaire. EDF les a identifiés : Le Blayais, Bugey, Chinon, Cruas, Dampierre, Gravelines et Tricastin.
Dans une lettre envoyée au président d'EDF en septembre 2019, Jean-Bernard Lévy, la ministre de la Transition écologique et solidaire, Élisabeth Borne, et le ministre de l'Économie et des Finances, Bruno Le Maire, donnent une feuille de route précise à EDF pour la construction de six réacteurs EPR durant les quinze prochaines années. En décembre 2020, le site de Penly est retenu et proposé par la direction d'EDF pour accueillir deux nouveaux réacteurs de type EPR en cas de décision favorable de la part de l'État dans la poursuite du programme EPR.
Le 25 février 2021, l’Autorité de sûreté nucléaire envisage la poursuite de l’activité des 32 réacteurs français de 900 mégawatts (MW) pour une période supplémentaire de dix ans. Cette prolongation au-delà des quarante ans de fonctionnement retenue lors de leur conception sera autorisée au cas par cas sous condition de mise à niveau de la sûreté des réacteurs comme pour les précédentes prolongations. En effet, tous les dix ans, chaque réacteur est soumis à une remise à niveau et à une inspection (visite décennale) avant toute décision de l’ASN sur une éventuelle prolongation de l'exploitation de dix ans. Selon le quotidien Le Monde, la situation économique d'EDF est dépendante du résultat de ces procédures et cela pourrait la pousser à minimiser les incidents en contradiction avec la politique de transparence nécessaire à la sûreté des installations. Ce risque, identifié par le quotidien, fait suite aux affirmations d’un lanceur d'alerte concernant la minimisation d’incidents survenus sur le réacteur numéro 1 de la centrale nucléaire du Tricastin (déclaration et classement des incidents : inondation partielle de locaux, dépassement de la puissance nominale au-delà de la tolérance de temps…).
En octobre 2021, le gestionnaire national du Réseau de transport d’électricité (RTE) publie une vaste étude visant à définir l’avenir du système électrique français, en présentant six scénarios visant à obtenir la neutralité carbone du mix énergétique pour 2050 avec le nucléaire et les énergies renouvelables. « Ces diverses modélisations vont d’une option 100 % d’énergie renouvelable à une option 50% de nucléaire. Les trois premiers scénarios misent sur l’implantation des énergies renouvelables et un démantèlement progressif des centrales nucléaires. Les trois derniers scénarios envisagent une implantation des énergies renouvelables à un rythme moins soutenu, ce qui implique la création de nouveaux EPR »,,. L’étude de RTE raisonne à partir des modèles du Groupe d’experts intergouvernemental sur l’évolution du climat (GIEC), c’est-à-dire en tenant compte des effets du réchauffement de la planète,.
Dans son rapport, RTE évoque trois trajectoires principales de consommation : une de « sobriété » (moins de déplacements individuels au profit des mobilités douces et des transports en commun, moindre consommation de biens manufacturés, économie du partage, baisse de la température de consigne de chauffage, recours à davantage de télétravail, sobriété numérique, etc), à 555 TWh en 2050, une de « réindustrialisation profonde » (avec investissements dans les secteurs technologiques de pointe) à 752 TWh en 2050, et une trajectoire médiane qui sert de « référence » (inspirée par la Stratégie nationale bas carbone, révisée en 2020 par le gouvernement) à 645 TWh en 2050. Les six scénarios présentés par RTE en octobre sont basés sur cette seule trajectoire « référence ».
L'exécutif français met en avant ses arguments en faveur du nucléaire afin d'obtenir le "label vert" de la Commission Européenne lié à la taxonomie mise en place qui permettra les investissements futurs malgré la question des déchets nucléaires : une énergie bon marché, zéro carbone et stable.
Le 10 février 2022, Emmanuel Macron annonce la construction de six réacteurs nucléaires de type EPR 2 avant 2050, pour une mise en service du premier vers 2035. Il envisage, en outre, la perspective de huit EPR 2 supplémentaires, un projet qui doit faire l’objet d’études. Selon le PDG d'EDF Jean-Bernard Lévy, « EDF n’a pas les moyens de construire seul six EPR » et il ouvre la porte à un co-financement privé. Le coût pour cette première tranche de six réacteurs nucléaires EPR 2 est estimé à 51,7 milliards d'euros,. Les changements les plus significatifs de l’EPR2 par rapport à l’EPR ont pour but d'en optimiser les coûts de construction tout en conservant l'intégration de mesures post-Fukushima dès la conception. Les rejets dans l'environnement seront aussi réduits. Le génie civil a été simplifié pour n’accueillir qu’une simple paroi béton et non double en tant qu'enceinte de confinement,. 
Selon le sociologue Michel Wieviorka, « la question du nucléaire civil mérite toujours débat ». La rédaction du journal Le Monde appelle aussi à un débat à l'occasion de l'élection présidentielle française de 2022. Selon elle, avant de décider, « les Français méritent un débat public sérieux et transparent, qui s’appuie sur des chiffres et des arguments de qualité »,.
Dans la campagne pour l'élection présidentielle de 2022, les principaux candidats se positionnent : les candidats de droite et d'extrême droite (LR, RN ou Reconquête) se déclarent favorables à la relance du nucléaire, alors que les candidats de gauche (écologistes, LFI ou PS) sont davantage en faveur d'une sortie du nucléaire, à l'exception toutefois de Fabien Roussel, candidat du PCF,,.
Le 12 septembre 2023, à l'initiative du Groupement de scientifiques pour l'information sur l'énergie nucléaire (GSIEN) et Global Chance, plus de 1000 scientifiques lancent un appel contre la relance du nucléaire en France.
EDF doit trouver un financement de 51,7 à 56,3 milliards d'euros selon aléas (hors coûts financiers) pour la construction des six réacteurs de nouvelle génération EPR2 qui a été décidée.
En 2020, 56 réacteurs sont en fonctionnement, produisant 70,6 % de l'électricité française, et un réacteur est en construction.

#### Ghana
Le Ghana prévoit de démarrer la construction de sa première centrale nucléaire en 2023 avec l’objectif de la mettre en service pour 2029,.

#### Inde
En 2006, 3 % de l’électricité (soit 0,6 % de l’énergie) de l’Inde était d’origine nucléaire. La politique actuelle vise à porter ce taux à 25 % (soit 5 % de l’énergie) pour 2050. Le 18 décembre, l’Inde et les États-Unis ont signé un accord pour un partenariat sur la technologie nucléaire.
En 2020, 23 réacteurs sont en fonctionnement, produisant 3,3 % de l'électricité indienne, six réacteurs sont en construction.
En 2021, EDF a remis au groupe nucléaire public indien « l’offre technico-commerciale engageante française en vue de la construction de six réacteurs EPR sur le site de Jaitapur ». Avec une capacité totale de presque 10 gigawatts (GW), cette centrale nucléaire est censée approvisionner en électricité 70 millions de foyers. Cette construction potentielle est un chantier controversé et évoqué depuis plus d’une décennie.

#### Indonésie
Le gouvernement a annoncé en 2006 son intention de démarrer la construction de son premier réacteur en 2010, pour fonctionnement en 2017, et espère disposer de 4 000 MWe en 2025.

#### Iran
L'Iran a fait connaître son intention extrêmement controversée de se doter d'énergie nucléaire.
Le réacteur nucléaire de Bouchehr est opérationnel depuis début septembre 2011 (date de mise en service commercial : septembre 2013).
La centrale de Bouchehr, la seule centrale nucléaire d'Iran, est dotée d’un réacteur de 1 000 MW. Elle a été construite par la Russie et a officiellement été livrée en septembre 2013. Bouchehr est un port du Golfe Persique, plus proche des capitales de plusieurs monarchies de la péninsule Arabique que de Téhéran, raison pour laquelle la centrale, construite dans une zone sujette à de fréquents tremblements de terre, inquiète les États voisins.
La république islamique souhaite bâtir vingt centrales nucléaires à terme, afin de diversifier ses ressources énergétiques pour être moins dépendante des énergies fossiles pour sa consommation intérieure.
En décembre 2022, l’Iran lance la construction de sa deuxième centrale nucléaire pour une durée prévue de sept ans avec un coût estimé entre 1,5 et 2 milliards de dollars.

#### Japon
En 2018, le Japon compte 42 réacteurs opérationnels et trois en construction.
Le Japon possédait 54 réacteurs opérationnels avant la catastrophe de Fukushima dont les réacteurs 1 à 4 ont depuis été officiellement déclassés. Un peu plus d'un an après cette catastrophe, tous les réacteurs du pays avaient été arrêtés. Le mouvement antinucléaire au Japon s'est amplifié lorsque le gouvernement Japonais a voulu redémarrer les premiers réacteurs. En octobre 2012, 48 réacteurs étaient à l'arrêt et deux en fonctionnement. Le 15 septembre 2013, les deux derniers réacteurs avaient été mis à l'arrêt.
En 2020, au Japon, un réacteur nucléaire endommagé par le tsunami de 2011 est autorisé à redémarrer. 16 réacteurs de neuf centrales nucléaires du pays respectent actuellement les nouvelles normes de sécurité établies après la catastrophe de 2011. Parmi ceux ci, deux avaient été endommagés en 2011, dont le numéro 2 de la centrale d’Onagawa. En revanche, les réacteurs des deux centrales nucléaires de Fukushima Daiichi et Fukushima Daini, les plus touchées par le séisme et le tsunami, doivent être démantelés au terme de travaux sur plusieurs décennies.
En 2020, 33 réacteurs sont en état de fonctionner mais la plupart sont à l'arrêt, produisant encore 5,1 % de l'électricité japonaise.

#### Maroc
À la suite d'un accord passé en juillet 2010, il se pourrait que le Maroc démarre, vers 2022-24, sa première centrale nucléaire mais l'appel d'offre, annoncé pour 2012, n'a pas eu lieu ; de plus, une mise en cause de l'option nucléaire et les suites de l'évènement de Fukushima ont engendré un débat et le premier collectif anti-nucléaire d'Afrique du Nord: Maroc Solaire, Maroc sans nucléaire.

#### Namibie
La Namibie a annoncé son intérêt pour le nucléaire civil, avec le soutien de la Russie.

#### Nigeria
Le Nigeria a annoncé en novembre 2006 qu'il souhaite se doter de 40 000 MWe d'ici à 2015, dont une part importante devait être nucléaire.
Mi-2018, le Nigeria lance son programme de construction de 23 petits réacteurs StarCore HTGR, réacteur modulaire canadien de faible puissance (20 à 100 MWe) développé initialement pour fournir de l’électricité aux sites éloignés et proposé pour équiper certains pays émergents[réf. nécessaire].

#### Pakistan
En 2020, cinq réacteurs sont en fonctionnement, produisant 7,1 % de l'électricité, un réacteur est en construction.

#### Pays-Bas
En 1994, le parlement, après un débat sur le traitement du combustible usé et le stockage des déchets nucléaires, décide de ne plus utiliser l’énergie nucléaire. Le réacteur de Dodewaard est arrêté en 1997 et l’arrêt de celui de Borssele est fixé à 2003, puis repoussé à 2013, avant que la décision ne soit annulée en 2005. En 2021, le réacteur est toujours en fonctionnement, produisant 3,3 % de l'électricité néerlandaise. Ce changement de politique est une conséquence de la publication du rapport de l’Alliance Démocratique Chrétienne sur l’énergie soutenable. L’accord de gouvernement présenté le 15 décembre 2021 par la coalition soutenant le nouveau gouvernement de Mark Rutte prévoit la création de deux nouvelles centrales nucléaires et la prolongation d’activité de la centrale de Borssele.
Les Pays-Bas ont mis en service un entreposage de longue durée pour les déchets à vie longue.

#### Pologne
En octobre 2020, le gouvernement polonais annonce qu’il allouerait 33 milliards d’euros à la construction de six réacteurs nucléaires. Le premier chantier serait lancé en 2026, pour une mise en service en 2033.
En 2022, la Pologne choisit Westinghouse pour construire sa première centrale nucléaire à Choczewo près de la mer Baltique, au nord du pays. L’objectif est qu’elle soit opérationnelle en 2033. Le groupe américain était en concurrence avec EDF et le sud-coréen KHNP (en).
Une « lettre d’intention » sur la construction ultérieure d’une deuxième centrale, dans le centre du pays, par le consortium coréen KHNP a été signée.
La Pologne s'est lancée dans un programme nucléaire de 6 000 MW à 9 000 MW, estimé à 40 milliards d’euros pour sortir de sa dépendance au charbon qui produit encore 70 % de son électricité.

#### Roumanie
La Roumanie a inauguré, en octobre 2007, le second réacteur nucléaire du pays dans la centrale de Cernavodă, 10 ans après le lancement du premier. En 2014, la Roumanie prévoit de produire 2/3 de son électricité à partir de l'eau. L'énergie nucléaire devrait contribuer à 17 ou 18 % de la production électrique du pays. Le second réacteur de Cernavodă a été construit par Énergie atomique du Canada limitée, et le groupe Ansaldo - Italie. 2 autres réacteurs devraient suivre.
En 2020, deux réacteurs sont en fonctionnement, produisant 19,9 % de l'électricité roumaine.

#### Royaume-Uni
Le 10 janvier 2008, le gouvernement britannique a annoncé la relance du Programme nucléaire du Royaume-Uni, en donnant son autorisation pour le lancement de la construction de nouvelles centrales ; la part de production d'électricité d'origine nucléaire devant également augmenter.
Les industriels chargés de construire les nouvelles centrales ne recevront aucune aide de l'État. Celui-ci s'engage juste à faciliter la délivrance de permis de construire, pénalisée par de longues enquêtes publiques. Le coût du démantèlement des centrales et de l'élimination des déchets devra aussi être entièrement assuré par le secteur privé.
Après l'accident nucléaire de Fukushima, les Allemands EON et RWE se sont retirés de leur coentreprise « Horizon Nuclear Power » mise en place pour le développement de centrales nucléaires sur les sites d'Oldbury et de Wylfa. En novembre 2012, Hitachi a racheté cette coentreprise avec l'objectif affiché de construire quatre à six centrales nucléaires.
EDF Energy est présente sur ce créneau avec quatre réacteurs EPR : deux sont en construction sur le site nucléaire d'Hinkley Point et deux autres sont en projet sur le site nucléaire de Sizewell.
En 2020, 13 réacteurs sont en fonctionnement, produisant 14,5 % de l'électricité, deux réacteurs sont en construction.
En 2021, EDF annonce un surcoût de 560 millions d'euros pour la centrale nucléaire Hinkley Point C, portant son coût total à plus de 25 milliards d’euros ; la livraison de la première tranche est prévue en 2026. En 2024, EDF annonce que la mise en service devrait connaître entre deux et quatre ans de retard (prévue fin 2025, elle pourrait être en exploitation dans le meilleur des cas en 2029) et un quasi-doublement de la facture initiale (le projet voit son coût « évalué dans une fourchette entre 31 et 34 milliards de livres en valeur 2015 »).
Le Royaume-Uni a fait du développement de l’atome l’une des priorités de sa stratégie énergétique, mais beaucoup de ses réacteurs sont en fin de vie. En 2022, le gouvernement donne son accord au projet de centrale Sizewell C. Le coût de la centrale est évalué à 20 milliards de livres (23,4 milliards d’euros) pour deux réacteurs EPR d’une puissance totale de 3,2 GW, dont EDF détenait initialement 80 %, aux côtés du chinois CGN qui détenait le reste. Les négociations en cours prévoient un portage du projet à 20 % par EDF et à 20 % par le gouvernement britannique, qui poursuit en parallèle la recherche de co-investisseurs privés avec la banque Barclays afin de compléter le financement. D'ici 2050, le Royaume-Uni prévoit de construire jusqu'à huit nouveaux réacteurs et de porter la part de l'atome dans la consommation électrique britannique de 15 % à 25 %.
Le Royaume-Uni valide, le 22 juillet 2925, le projet de future centrale nucléaire Sizewell C, dans l’est de l’Angleterre, avec une participation de l’énergéticien français EDF. Le coût estimé atteint près de 45 milliards d’euros. La structure capitalistique pour sa mise en œuvre a été totalement changée à l'issue de diverses négociations. Le gouvernement britannique sera le premier actionnaire, avec 44,9 %, devant la Caisse de dépôt et placement du Québec (20 %), le groupe énergétique britannique Centrica (15 %) et le fonds d’investissement britannique Amber Infrastructure (7,6 %). La participation d'EDF sera de 12,5 %.

#### Russie
La Russie prévoit d’augmenter le nombre de réacteurs en opération. Les vieux réacteurs seront conservés et remis en état, y compris les réacteurs de grande puissance à tubes de force (RBMK) similaires aux réacteurs de la centrale nucléaire de Tchernobyl.
Dans le cadre de son objectif de neutralité carbone pour 2060, la Russie vise 45 % d'électricité d'origine nucléaire d'ici 2050 et de 70 à 80 % d'ici 2100.
Partie de sa stratégie d’expansion de son industrie nucléaire, la Russie met en œuvre des centrales flottantes dédiées à alimenter les régions enclavées en Arctique et en Extrême-Orient.
En 2020, la Russie possède 38 réacteurs opérationnels produisant 20,6 % de l'électricité du pays, trois réacteurs sont en construction.

#### Rwanda
Le 12 septembre 2023, le gouvernement rwandais a signé un accord avec une start-up germano-canadienne Dual Fluid, pour construire un réacteur nucléaire civil « expérimental » afin de réduire sa dépendance aux énergies fossiles. Le réacteur sera prêt à être testé en 2026. Le Rwanda avait signé en 2019 un accord pour construire des centrales nucléaires en collaboration avec l’agence fédérale russe de l’énergie atomique, Rosatom.

#### Slovaquie
La Slovaquie envisage de réutiliser le site de son ancien réacteur V1, arrêté fin décembre 2006, à Bohunice, pour y construire une nouvelle centrale ;
Centrale nucléaire de Mochovce : La puissance des réacteurs 1 et 2 a été augmentée de 880 à 975 MW, et les réacteurs 3 et 4 dont la construction est en cours, doivent entrer en service respectivement en 2021 et 2023.
Il est aussi envisagé de construire une nouvelle centrale sur le site de Kecerovce, à l'est de la Slovaquie.

#### Slovénie
Le 22 août 2019, à l’occasion d’une visite de la centrale de Krško, le premier ministre slovène, Marjan Sarec, s'est dit favorable à un projet de construction d'un deuxième réacteur nucléaire, pour répondre aux besoins énergétiques croissants du pays et réduire sa dépendance aux énergies fossiles. Quant à l'actuel réacteur nucléaire, il a reçu l'autorisation de fonctionner jusqu'en 2043.

#### Suède
La politique nucléaire a connu de nombreux revirements en Suède depuis ses débuts dans les années 1970 et reste structurellement marquée par la méfiance de l’opinion publique.
Un référendum a suivi en 1980 l'accident nucléaire de Three Mile Island survenu aux États-Unis en 1979. Les Suédois, lors de ce référendum consultatif, ont voté pour se doter de douze réacteurs nucléaires au maximum(six étaient alors déjà en activité) avec une extinction progressive des réacteurs avec le développement de nouvelles énergies. Le parlement a fixé la date limite d’exploitation des centrales existantes à 2010.
Après l’accident nucléaire de 1986 en Ukraine, la question de la sûreté nucléaire a été de nouveau discutée et l’arrêt des deux réacteurs de Barseback décidé, l’un en juillet 1998, l’autre avant juillet 2001. À Barseback, le premier réacteur a été arrêté le 30 novembre 1999 et le second le 1er juin 2005.
L’arrêt de l’exploitation de l’énergie nucléaire a été très controversé en Suède où certains redoutaient une perte de compétitivité économique au niveau international.
En janvier 2007, Areva a remporté deux contrats portant sur la modernisation de la tranche 2 de la centrale d'Oskarshamn et l'extension de la durée de vie de la tranche 4 de la centrale de Ringhals.
En février 2009, le gouvernement de centre-droit, dirigé par le premier ministre conservateur Fredrik Reinfeldt, décida de lever le moratoire. Les dix réacteurs encore en activité assurent plus de 50 % de la production d'électricité du pays,.
En 2010, le parlement suédois a voté en faveur du remplacement des dix réacteurs nucléaires du pays lorsque ceux-ci seront arrivés au terme de leur durée d'exploitation. Répartis dans quatre centrales, ils produisent plus de 40 % de l'électricité du pays. Le remplacement d’une centrale ne devait bénéficier d’aucune aide publique, ce qui rendait l’émergence de tels projets de renouvellement quasi-impossible
L'alternance de septembre 2014 et la prise de pouvoir de la coalition entre socio-démocrates et écologistes a de nouveau fait émerger l’objectif de sortie du nucléaire
En 2016 le Parlement décide de supprimer certaines taxes qui pesaient sur la rentabilité des centrales pour ne plus fermer de centrales nucléaires pour des raisons économiques comme cela l'a été pour Ringhals 1 et 2.[réf. souhaitée]
Le 31 décembre 2019, la tranche 2 de la centrale de Ringhals est définitivement arrêtée.
En 2021, et depuis 1999, six des douze réacteurs du pays ont été fermés. Le dernier, Ringhals 1, au sud de Göteborg, sur la côte ouest, a cessé son activité le 31 décembre 2020, douze mois exactement après son jumeau, Ringhals 2.
En 2020, six réacteurs sont en fonctionnement, produisant 29,8 % de l'électricité suédoise.
Le 14 octobre 2022, les trois partis de la droite suédoise d'accord pour former un nouveau gouvernement annoncent leur intention de relancer la construction de nouveaux réacteurs nucléaires dans le pays. Vattenfall avait annoncé en juin 2022 de nouveaux investissements dans des technologies de petits réacteurs modulaires innovants.
Le gouvernement a décidé de construire de nouveaux réacteurs nucléaires, pour la première fois depuis les années 1980 : deux nouveaux réacteurs d'ici à 2035 et huit autres à l'horizon 2045. Pour ce faire, il a supprimé la limite de dix réacteurs inscrite dans la loi, ainsi que la disposition législative qui interdisait la construction de centrales en dehors des trois sites existants. Un coordinateur national de l'énergie nucléaire a été nommé au début de 2024 pour piloter le projet. La Suède prévoit que sa consommation électrique va doubler en vingt ans, pour atteindre 300 TWh en 2045.

#### Tchéquie (République tchèque)
Le ministère tchèque de l'Environnement a annoncé le 18 janvier 2013 avoir donné son feu vert au projet de construction de deux nouvelles tranches nucléaires sur le site de Temelin,. Le projet de construction des réacteurs 3 & 4 de Temelin est annulé en 2014.
En 2019, le début de la construction du nouveau réacteur de la centrale nucléaire de Dukovany est programmé pour 2030.
En 2020, la République tchèque possède 6 réacteurs opérationnels produisant 37,3 % de l'électricité du pays ; aucun réacteur n'est en construction.

#### Thaïlande
La compagnie nationale d'électricité en Thaïlande (EGAT) a annoncé en juin 2007 son intention d'investir six milliards de dollars pour construire d'ici 2020 la première centrale nucléaire civile du royaume.

#### Turquie
Pour limiter sa dépendance aux énergies fossiles et aux importations pour la production électrique, la Turquie mise en partie sur le nucléaire en complément des énergies renouvelables.
La Turquie possède deux réacteurs de recherche, l'un de 5 MW et l'autre de 250 kW.
En 2007, le parlement de Turquie a approuvé une loi autorisant la construction de réacteurs nucléaires pour sa production électrique sur son sol.
En vertu d'un accord signé en 2010 entre les gouvernements turc et russe, le premier réacteur nucléaire électrogène de Turquie, AKKUYU-1, de type VVER V-509, est en construction à partir de 2018 près de la ville de Mersin, en bordure de Méditerranée. La centrale nucléaire d'Akkuyu appartient à des entreprises russes, dont Rosatom, qui est majoritaire et en assurera l'exploitation. Le contrôle des travaux des quatre réacteurs de 1 200 MW est confié à Assystem, les turbines Arabelle qui les équipent sont fabriquées à Belfort. La centrale d'Akkuyu devrait fournir à la Turquie 10 % de ses besoins de production électrique. Des inquiétudes se sont exprimées au sujet de ce projet, car la Turquie est sujette aux tremblements de terre et le site d'Akkuyu se situe à 25 kilomètres d'une faille sismique,,.
En 2023, la Turquie n'a encore aucun réacteur électrogène opérationnel, quatre réacteurs sont en construction.

#### Ukraine
La filière nucléaire en Ukraine a été développée sous l’impulsion de l’Union soviétique dès le début des années 1970. On peut distinguer deux périodes majeures : avant la Catastrophe nucléaire de Tchernobyl, puis après la chute de l’URSS. Le 2 août 1990, le Soviet suprême d’Ukraine adopte un moratoire sur la construction de nouvelles centrales en Ukraine. Le 21 octobre 1993, le moratoire est supprimé, permettant la reprise des travaux sur les réacteurs en cours de construction.
Le parc nucléaire ukrainien fait face à des défis majeurs que sont le vieillissement des centrales, l’absence de lieu de stockage des déchets nucléaires ainsi que la dépendance à la Russie concernant l’importation de combustible nucléaire.
La Rada ukrainienne a adopté, en 2006, la « Stratégie énergétique de l’Ukraine à l’horizon 2030 », donnant une part importante à la filière nucléaire. La stratégie mise à jour en 2015 s’étend dorénavant jusqu’en 2035.
L'Ukraine remplace progressivement, depuis 2014, les combustibles nucléaires livrés par le monopole russe TVEL par des combustibles nucléaires américains livrés par Westinghouse : en 2018, six des quinze réacteurs ukrainiens utilisent en partie du combustible américain, dont un a été chargé entièrement avec ce combustible en juillet 2018.
En novembre 2021, Energoatom signe avec Westinghouse deux accords sur la mise en œuvre de projets pour la construction de deux nouvelles unités de puissance à la centrale nucléaire de Khmelnitsky utilisant la technologie AP1000.
En 2020, l'Ukraine possède 15 réacteurs opérationnels produisant 51,2 % de l'électricité du pays, deux réacteurs sont en construction.

#### Yémen
Le Yémen envisage de se doter d'énergie nucléaire.

## Opinion publique

### France
Au XXe siècle, certaines luttes contre le développement de l'énergie nucléaire ont atteint leurs buts, tels l'abandon du projet de centrale nucléaire de Plogoff et l'arrêt du surgénérateur de Creys-Malville.
Le baromètre d’opinion sur l’énergie réalisé par le CREDOC (Centre de recherche pour l’étude et l’observation des conditions de vie) pour le compte de l’Observatoire de l’énergie examine régulièrement l'évolution des opinions sur les thématiques liées à l'énergie. Il prend la forme d'une enquête auprès d'un échantillon représentatif de 2 005 personnes âgées de 18 ans et plus, sélectionnées selon la méthode des quotas. Les principaux résultats obtenus en janvier 2006 sont :
- « Le choix du nucléaire au service de l'électricité reste soutenu par une majorité relative de Français mais l'engouement des années 2003-2005 se restreint ;
- la production et le stockage des déchets radioactifs est l'inconvénient majeur du nucléaire et redevient central ;
- une large majorité de Français souhaitent la poursuite de l'exportation d'électricité produite à partir du nucléaire, y compris chez ceux qui critiquent l'utilisation du nucléaire ;
- les craintes sur les augmentations de prix concernent toutes les énergies sauf l'électricité. »

L'Eurobaromètre (sondage de grande ampleur réalisé par la Commission européenne) de janvier 2006 montre que, pour réduire la dépendance énergétique, seuls 8 % des Français souhaitent des investissements dans le nucléaire (pour l'ensemble de l'Union européenne, le chiffre est de 12 %).
Selon un sondage réalisé en juillet 2006 par BVA pour le compte de « Agir pour l'environnement » auprès de 1 000 personnes, 81 % des personnes interrogées pensent que le nucléaire est une technologie à risque et 31 % pensent que face aux enjeux énergétiques, il faut développer l’énergie nucléaire, (50 % en ce qui concerne les cadres supérieurs et 20 % chez les autres employés).
En juin 2011, à la suite de la catastrophe nucléaire de Fukushima, un sondage Ifop indique que 77 % des Français souhaitent une sortie du nucléaire rapide ou progressive (arrêt des réacteurs nucléaires) sur les 25 à 30 années à venir.
En avril 2016, un sondage de l'Ifop pour le média antinucléaire Reporterre indique que 47 % des personnes interrogées sont favorables à l’arrêt du nucléaire et que 53 % sont favorables à la poursuite du fonctionnement des centrales nucléaires.
En mars 2021, un sondage d'Odoxa-Aviva pour Challenges et BFM Business donne 59 % des Français favorables à l'énergie nucléaire. En octobre 2021, un sondage Ifop pour Le Journal du dimanche recense une majorité de Français favorable à la construction de nouveaux réacteurs nucléaires mais divise la population : 51 % des Français y sont favorables tandis que 49 % y sont défavorables.
En mars 2021, après une baisse consécutive à l'accident nucléaire de Fukushima, la cote du nucléaire remonte en France et atteint 59 % d'avis favorables. Un autre sondage, en septembre 2021, montre que, en France, 73 % des hommes sont favorables au nucléaire, 54 % des femmes y sont hostiles ; 71 % des personnes de plus de 65 ans y sont favorables, 51 % des 25–34 ans y sont hostiles ; 62 % des individus des classes supérieures y sont favorables, 50 % des classes populaires y sont opposés.
Selon un sondage par Elabe publié le 4 novembre 2021, 52 % des personnes interrogées jugent que la France devrait tout à la fois développer les énergies renouvelables et construire de nouvelles centrales nucléaires pour remplacer les anciennes et rénover les existantes ; 10 % voudraient donner l'exclusivité au nucléaire et stopper le développement du solaire ou de l'éolien ; 37 % sont partisans d'une sortie progressive du nucléaire.
La guerre en Ukraine crée des incertitudes sur l’approvisionnement en gaz et un sondage de l'Ifop réalisé en 2022 montre qu'une large majorité s’exprime en faveur de la production d’énergie nucléaire en France (75 %) et qu'une petite part (6 %) de la population s’y montre « tout à fait opposée ». Cette dernière opinion est sur-représentée chez les 18-24 ans (11 %), les moins diplômés (10 %), ainsi que les partisans d’Europe Écologie Les Verts (18 %) ; les personnes qui adhèrent à la production d’électricité par l’atome sont 83 % parmi les hommes et 68 % parmi les femmes.
En septembre 2022, les Français se déclarent pour 65 % favorables à la construction de nouveaux réacteurs sur le territoire national, soit une hausse de 14 points en l’espace de quelques mois (51 % en octobre 2021). Un peu plus de la moitié (55 %) des 18-24 ans le souhaitent, 78 % des 65 ans et plus. Les partisans de La France insoumise (45 %) ou d’Europe Écologie les Verts (41 %) soutiennent bien moins que la moyenne l’augmentation du nombre de réacteurs nucléaires, ceux de La République en marche (85 %) ou des Républicains (85 % également) y adhèrent massivement. Un sondage Ifop conclut que parmi la population française, 81 % considèrent le nucléaire comme indispensable pour l’indépendance énergétique du pays, 71 % comme fiable, 67 % bon marché, 63 % comme étant d’avenir, 62 % dangereuse et 50 % respectueuse de l’environnement.
En novembre 2022, un sondage Elabe signale que l'image du nucléaire, déjà positive, s'est fortement améliorée en un an : près de huit sondés sur dix (+5 points) estiment désormais qu'il garantit l'indépendance du pays ; les deux tiers des personnes interrogées y voient une énergie d'avenir (+9 points) ; 62 % apprécie son faible prix (+5 points). 56 % des sympathisants de gauche estiment que le nucléaire est là et va rester encore longtemps. Interrogés sur la priorité de la politique énergétique de la France, 60 % répondent qu'il faut développer les énergies renouvelables et en même temps construire de nouvelles centrales nucléaires (+8 points), contre 27 % partisans de développer principalement les énergies renouvelables et arrêter progressivement les centrales nucléaires (-10 points) et 10 % pour construire principalement des centrales nucléaires et cesser de développer les énergies renouvelables. Ces dernières bénéficient également de ce recentrage de l'opinion : à droite, 81 % des sondés estiment que les renouvelables ont de l'avenir.

### Belgique
En 2022, environ deux tiers des Belges (64 %) se déclarent en faveur de la prolongation des réacteurs nucléaires, un avis partagé par les trois régions : 64 % en Flandre, 65 % à Bruxelles et 65 % en Wallonie. Seul un Belge sur six considère qu'il faut respecter le calendrier de fermeture des réacteurs nucléaires.

### Suède
Un sondage réalisé en 2021 indique que 46 % des personnes interrogées ont affirmé qu’elles continuaient à soutenir l’énergie nucléaire ainsi que, si cela était nécessaire, la construction de nouveaux réacteurs, 31 % des sondés souhaitent que les réacteurs actuels continuent d’être exploités mais ne soutiennent pas la construction de nouveaux réacteurs, 10 % sont indécis et 14 % souhaitent sortir du nucléaire par décisions politiques.
Les 18-29 ans sont davantage sceptiques que leurs aînés sur le nucléaire, mais leur soutien à cette énergie ne cesse de croître depuis quelques années.
En 2022, à la question de savoir si le nucléaire constitue un instrument qui permettra d’atteindre les objectifs climatiques, 58 % des nouvelles personnes interrogées ont répondu oui, 23 % non.

### Finlande
Entre 60 et 70 % des Finlandais soutiennent l'utilisation de l’énergie nucléaire à des fins civiles.

### Taiwan
Un référendum à questions multiples a lieu le 24 novembre 2018 à Taïwan. Il s'agit d'un référendum d'initiative populaire. Dix questions sont soumises au vote des électeurs sur des sujets dont certains ayant trait à la transition énergétique ou l'abrogation de la sortie du nucléaire civile :
Êtes-vous favorable à l'abrogation de l'article 95, paragraphe 1, de la loi sur l'électricité, selon lequel "toutes les installations de production d'énergie nucléaire doivent être mises hors service d'ici 2025. Le résultat du référendum est favorable à l'abrogation de la loi sur la sortie du nucléaire.

#### Nucléaire
- Énergie nucléaire, Centrale nucléaire, Réacteur nucléaire, Déchet nucléaire, Traitement du combustible nucléaire usé
- Histoire du programme nucléaire civil de la France
- Lobby nucléaire
- Mouvement antinucléaire
- Mouvement pro-nucléaire
- Idées reçues sur le nucléaire civil
- Risque majeur
- Accident nucléaire, Liste des accidents nucléaires, Fusion du cœur d'un réacteur nucléaire, Corium
- Évaluation complémentaire de sûreté
- Sûreté nucléaire
- Sécurité nucléaire
- Vulnérabilité des installations nucléaires aux attaques
- Sortie du nucléaire civil
- Démantèlement nucléaire

#### Alternatives
- Centrale solaire orbitale
- Énergies renouvelables

#### Organismes
- Agence internationale de l'énergie atomique
- Agence nationale pour la gestion des déchets radioactifs (France)
- Liste des autorités de sûreté nucléaire nationales
- Commissariat à l'énergie atomique et aux énergies alternatives (France)
- Commission de recherche et d'information indépendantes sur la radioactivité (France)
- Greenpeace
- Institut de radioprotection et de sûreté nucléaire
- SCK•CEN (Belgique)

### Émissions de Radio
- Fabrice Drouelle, « 1979, la centrale nucléaire de Three Mile Island aux États-Unis, un aperçu de l’enfer? » [audio], sur Radio France, France Inter, Affaires sensibles, 19 mars 2021 (consulté le 2 septembre 2022)
- Mathieu Vidard, « Climat : le nucléaire peut-il nous sauver ? », sur FranceInter.fr La Terre au carré en partenariat avec l'Obs, 18 novembre 2021 (consulté le 18 novembre 2021)

### Audio
- Adèle Ponticelli et David Larousserie, « La fusion nucléaire, c’est pour quand ? » [audio], sur « L’Heure du Monde », Le Monde, 4 octobre 2021 (consulté le 27 novembre 2021).
- Adèle Ponticelli et Perrine Mouterde, « L’énergie nucléaire est-elle devenue incontournable ? » [audio], sur « L’Heure du Monde », Le Monde, 4 février 2022 (consulté le 4 février 2022).
- Adèle Ponticelli, Nabil Wakim et Nicolas Goldberg, « Le nucléaire est-il utile dans la bataille climatique ? » [audio], sur « Chaleur humaine», Le Monde, 21 mars 2023 (consulté le 22 mars 2023).

### Vidéos
- Asia Balluffier, « Fukushima : comment se débarrasser de l’eau radioactive qui s’accumule ? », Le Monde, 5 septembre 2019 (consulté le 28 novembre 2021) Un million de mètres cubes d’eau radioactive s’accumulent sur le site. D’ici 2022, la centrale nucléaire aura atteint sa capacité maximale de stockage.
- Donald Walther, « Comment sortir du nucléaire ? », Le Monde, 11 mars 2017 (consulté le 29 octobre 2021) les conditions mises en avant, développement de l'éolien et du solaire, réduire la consommation électrique, améliorer le stockage de l'électricité pour pallier l'intermittence
- Ghislaine Buffard, « Nucléaire : une solution pour la planète ? », sur Arte.tv France, 29 mars 2022 (consulté le 29 mars 2022) enquête sur les enjeux écologiques et économiques de l’énergie nucléaire, comprenant le démantèlement des centrales, le retraitement des combustibles et le stockage des déchets contaminés.
- Lucas Gries, Oliver Schmid, « L'énergie nucléaire quelles perspectives », sur Arte.tv France, 2022 (consulté le 30 août 2022). La France et l’Allemagne adoptent des positionnements radicalement différents sur le sujet de l’énergie nucléaire pour le présent et le futur à moyen et long terme : démantèlement, retraitement des combustibles, stockage des déchets contaminés, surgénérateur, SMR.
- Oliver Stone, Nuclear Now (2022)